# Église Saint-Pierre de Jaux
Pour les articles homonymes, voir Église Saint-Pierre.
L'église Saint-Pierre est une église catholique paroissiale située à Jaux, dans le département de l'Oise, en France.
L'édifice se compose de deux parties très hétérogènes, à savoir une courte nef de deux travées accompagnée de deux bas-côtés, et un vaste chœur-halle gothique flamboyant de trois fois trois travées, au chevet plat. Le clocher roman de la première moitié du XIIe siècle, mutilé, s'élève au-dessus de la première travée du vaisseau central du chœur, qui correspond à l'ancienne croisée du transept. La façade occidentale et les murs du bas-côté sud sont probablement aussi romans. À l'intérieur, la nef est toutefois flamboyante. Ses voûtes n'ont jamais été construites, et elle doit être considérée comme inachevée. La quasi-absence de fenêtres latérales est frappante. Ce sont les parties orientales de l'église qui font son intérêt. Elles ont été presque entièrement rebâties à partir du début du XVIe siècle, sauf le clocher, dont les piles ont été reprises en sous-œuvre. Les trois vaisseaux sont homogènes et voûtés à la même hauteur. Ils se distinguent par leur architecture flamboyante très pure, ce qui n'exclut pas une certaine diversité des formes des piliers. Les larges fenêtres de la dernière travée affichent un remplage élégant, mais les trois baies du chevet sont malheureusement bouchées. Les fenêtres latérales conservent des fragments de vitraux de 1541, dont les plus intéressants sont fortement restaurés. Parmi le mobilier de l'église, la poutre de gloire un peu postérieure à sa construction est l'élément le plus remarquable, mais il convient également de signaler les tableaux de retable provenant du Carmel de Compiègne. Elles représentent des souvenirs des seize bienheureuses Carmélites de Compiègne, martyrisées en juillet 1794, et patronnes de la paroisse de Compiègne  à laquelle Jaux est affilié. L'église a été classée monument historique par arrêté du 7 avril 1921.

## Localisation
L'église est située en France, en région Hauts-de-France et dans le département de l'Oise, dans l'agglomération de Compiègne, près de la rive droite de l'Oise, sur la commune de Jaux, rue Charles-Ladame / rue de la République (RD 13). Cette route constitue le principal axe de communication au sein du village, qui présente la physionomie d'un village-rue. Le chevet donne directement sur la rue. L'élévation méridionale est bordée par un parking, et l'école se situe à côté. L'élévation septentrionale donne sur le parvis de la mairie. Un petit parvis existe devant le portail occidental, rarement utilisé, et faisant face à un coteau boisé. Ainsi l'église est bien dégagé d'autres bâtiments, et l'on peut en faire le tour.

## Historique

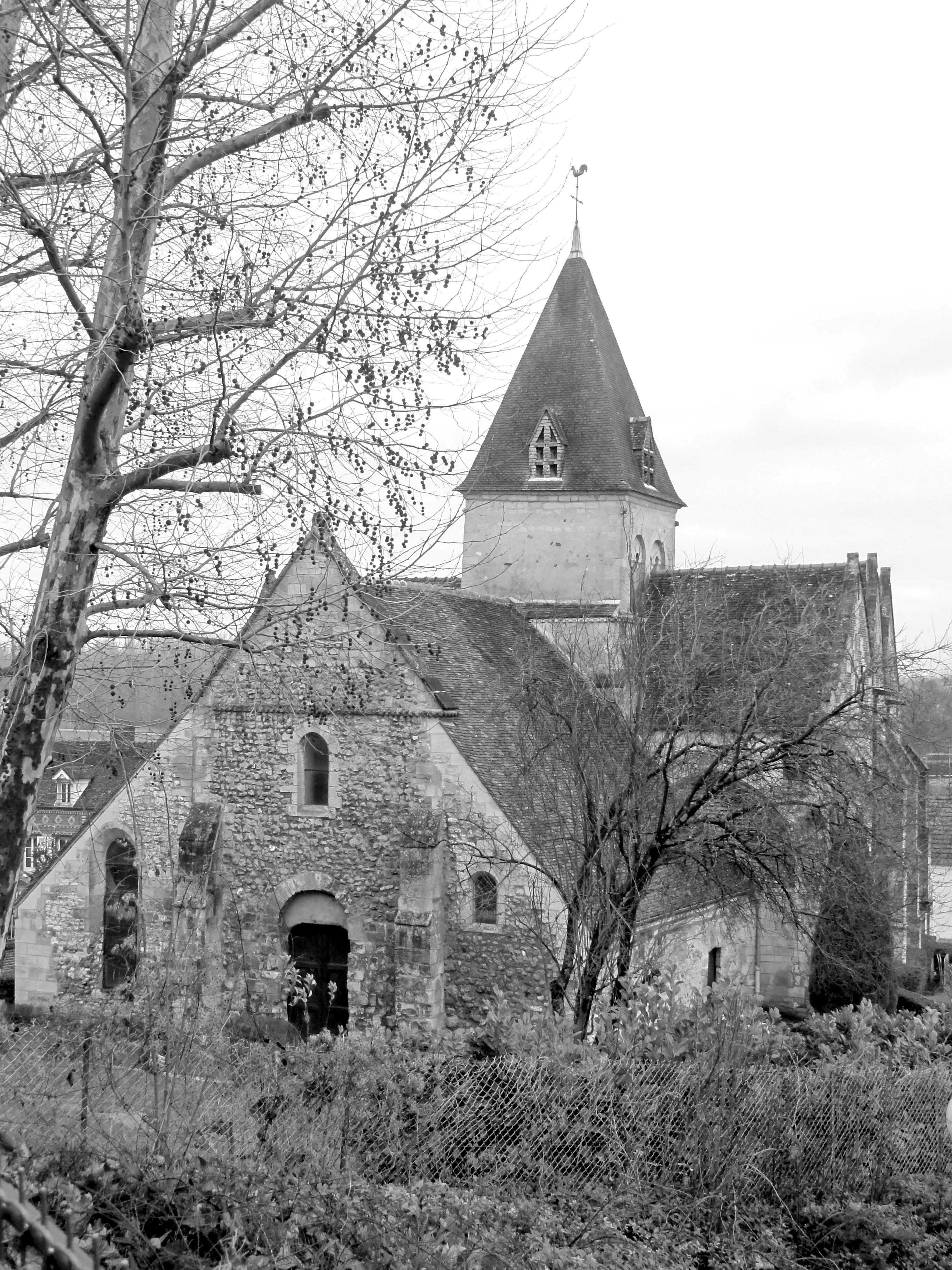
Vue depuis l'ouest.

En haut du coteau qui domine l'église, se trouve une fontaine bouillonnante dédiée à saint Pierre, qui donne naissance à un petit ruisseau. Pour cette raison, François Callais et Philippe Bonnet-Laborderie se posent la question s'il y a eu « volonté de christianiser un site fontainier païen ». Louis Graves écrit en 1850 qu'« il y avait autrefois, dans une chapelle dédiée à saint Pierre, une fontaine entourée d'un bassin ». Il doit bien être question de la même fontaine, et puisque le vocable de l'église est le même que celui de la chapelle, cette dernière devait être bien antérieure. Saint Paul a dû être ajouté ultérieurement comme second patron : au moins Louis Graves affirme-t-il que l'église soit placée sous l'invocation de saint Pierre et de saint Paul. Les origines de l'église actuelle remontent à la première moitié du XIIe siècle, époque à laquelle sont construites la nef et le clocher, fortement remaniés depuis. Le collateur de la cure est l'abbé de l'abbaye Saint-Corneille de Compiègne. Sous tout l'Ancien Régime, la paroisse relève du doyenné de Coudun, de l'archidiaconé de Breteuil, et du diocèse de Beauvais,.
L'histoire de la paroisse et de l'église sont mal connues, et ont seulement fait l'objet de publication succinctes. Le plan de l'église romane n'a pas encore été mis en évidence par des sondages ou des fouilles archéologiques, mais la position du clocher à l'est de la nef permet d'affirmer qu'il s'agissait toujours d'un clocher central s'élevant entre nef et abside. L'existence de bas-côtés médiévaux donne à penser que la base du clocher était flanquée de croisillons, et tenait lieu de croisée du transept, même si cette disposition ne doit pas nécessairement dater d'origine. Jean-Pierre Bétégnie fait état de l'hypothèse de remaniements effectués au cours du XIIIe siècle. Jaux étant l'un des lieux ou prend naissance la Grande Jacquerie en 1358, l'on suppose que les dévastations sous la Guerre de Cent Ans sont considérables. La reconstruction totale du transept et le remplacement de l'abside médiévale par un vaste chœur-halle à partir de 1500 environ peut être déduite de l'analyse archéologique de l'édifice actuel, et peut être interprétée comme une conséquence de la Guerre de Cent Ans. Si l'on ignore les circonstances de la reconstruction, la date de la fin des travaux est fournie par le millésime de 1541 qui se lisait encore au milieu du XIXe siècle sur les fragments des vitraux,,.
Sous le concordat de 1801, le diocèse de Beauvais et annexé au diocèse d'Amiens, mais est rétabli en 1822 dans les limites définies sous la Révolution française : Son territoire correspond désormais au département de l'Oise. — L'église est classée monument historique par arrêté du 7 avril 1921. — Jaux n'est plus une paroisse indépendante depuis longtemps. En 1996, les quarante-cinq paroisses qui forment actuellement le diocèse de Beauvais sont définies, et Jaux est affilié à la paroisse des Seize bienheureuses Carmélites de Compiègne - paroisse de Compiègne-sud. 

## Description

### Aperçu général

Plan de l'église.

Orientée irrégulièrement vers le sud-est du côté du chevet, l'église répond à un plan symétrique mais se compose de deux parties bien distinctes. La nef ne compte que deux travées, et est bordée de bas-côtés qui portent bien leur nom. Cette partie de l'église est inachevée et très sombre. Elle est dans les faits sans usage, sauf pour les portails latéraux dans la deuxième travée des bas-côtés ; pour la sacristie aménagée dans la première travée du bas-côté nord ; et pour les fonts baptismaux dans la première travée du bas-côté sud. En effet, le chœur-halle de trois fois trois travées offre largement assez de place pour tous les fidèles. Cette partie de l'église est d'un style raffiné, élevée et lumineuse. Elle se compose de trois vaisseaux parallèles, qui ont la même largeur et sont voûtés à la même hauteur. La première travée de chacun des vaisseaux est peu profond, et la première travée du vaisseau central sert de base au clocher. Ces trois travées se substituent au transept roman. Le chœur liturgique commence symboliquement par la poutre de gloire à l'entrée de la seconde travée du vaisseau central, mais il est aujourd'hui limité à la dernière travée. En raison de leur largeur importante, les collatéraux abritent un grand nombre de bancs de fidèles. Au chevet, trois hauts retables se côtoient.

### Intérieur

#### Ancien transept

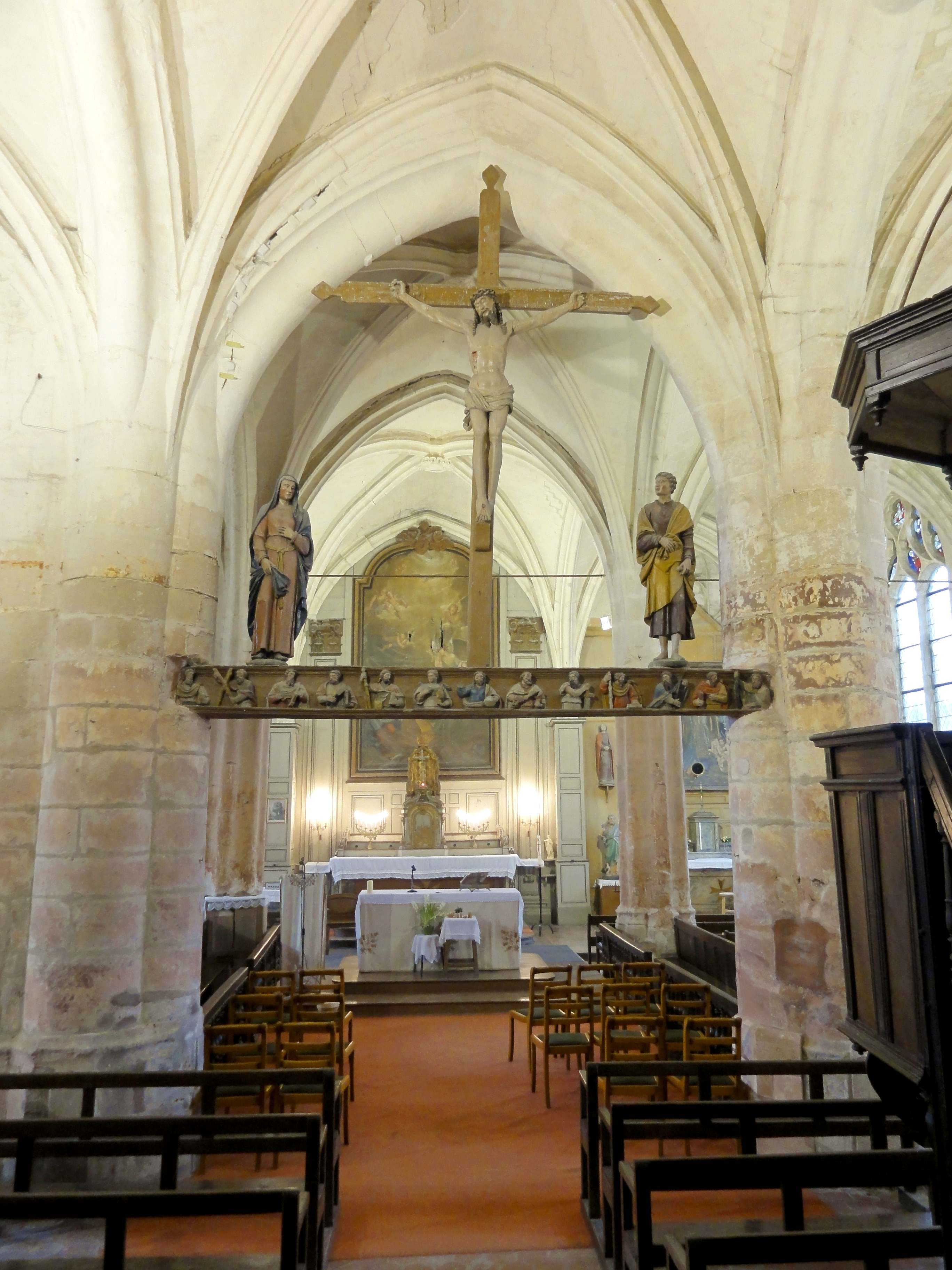
Vaisseau central, base du clocher, vue vers l'est.

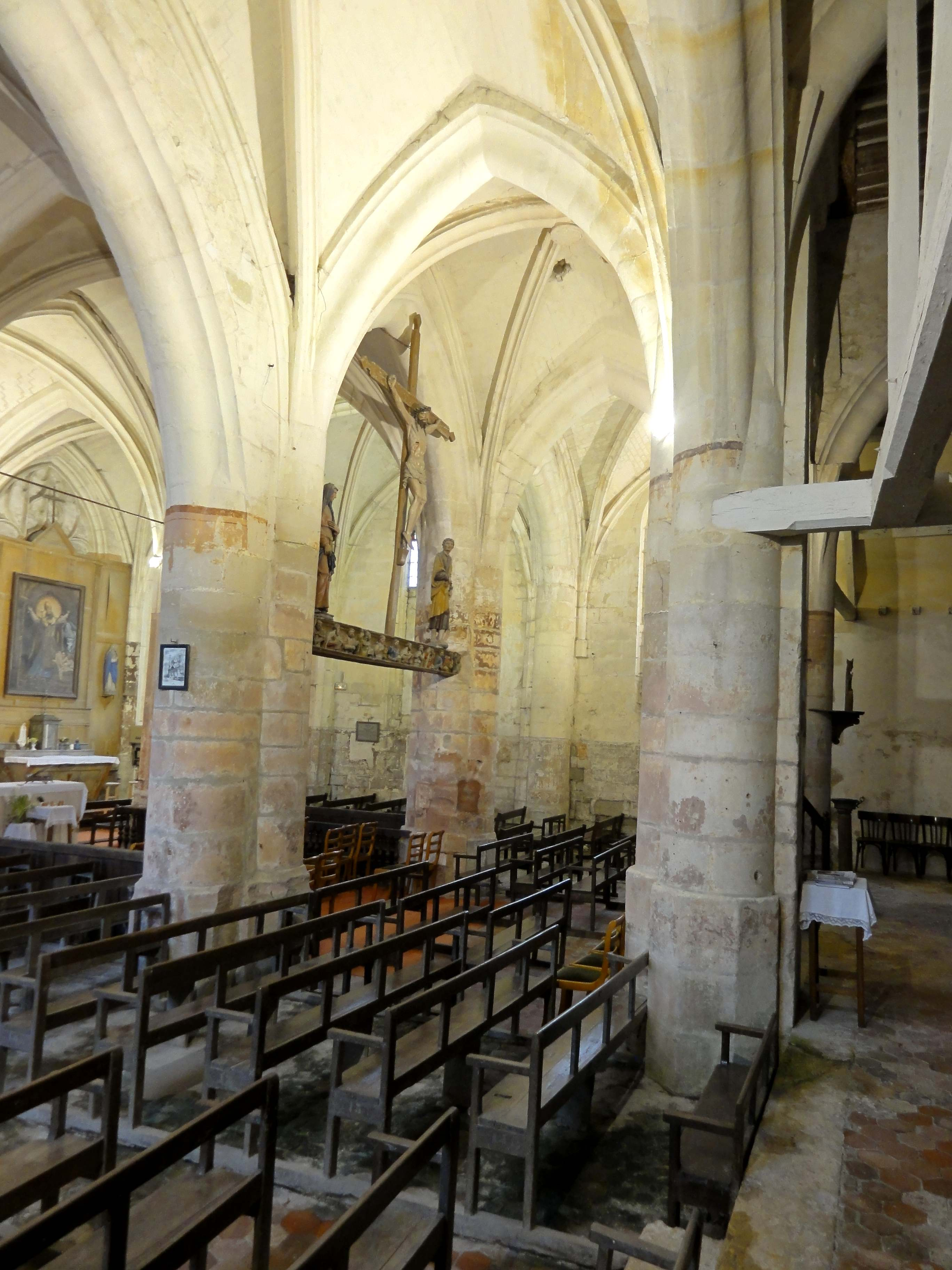
Collatéral nord, 1re travée, vue vers le sud sur la base du clocher.

L'ancien transept fait partie du chœur-halle, mais l'ancienne croisée du transept et base du clocher était destinée à devenir la troisième travée de la nef, comme l'indiquent la position de la poutre de gloire et la construction de grandes arcades dans le même style que dans les travées orientales du chœur, au sein de la nef. De ce fait, les travées issues de la transformation du transept méritent d'être considérées à part, et la différence des supports le justifie également. Il convient de parler de la transformation du transept, car le clocher roman s'élevant au-dessus de l'ancien carré du transept a été conservé moyennant une astucieuse reprise en sous-œuvre. Il est impossible de savoir si les piles comportent des noyaux du XIIe siècle, ou si elles datent entièrement de la période flamboyante. Rares sont les reprises en sous-œuvre totales à cette époque ; l'église de Champagne-sur-Oise offre l'exemple d'une reprise moins audacieuse, avec maintien de la composition initiale des supports. Pendant la première moitié du XIIIe siècle, les bases des clochers romans de Rully et Sarcelles ont été reprises en sous-œuvre si habilement que les parties orientales se présentent dans un style gothique rayonnant tout à fait homogène. À Frémécourt et Villers-sous-Saint-Leu, des reprises sans égards pour l'aspect esthétique ont été effectuées à la période gothique.
Depuis le XVIe siècle, le clocher de Jaux repose sur des piles tréflées, dont le plan correspond à quatre hémicycles disposés autour d'un noyau carré. Pour rester dans la même logique, les supports engagés dans les murs latéraux sont des demi-piliers cylindriques. Les bases sont des simples plinthes moulurés. Sous le clocher, les socles ont la même forme que les piles ; le long des murs, ils sont polygonaux. La pile nord-est du clocher comporte une irrégularité du côté nord, où elle est plus épaisse ; en même temps, l'arc-doubleau correspondant, entre la première et la seconde travée du collatéral nord, est situé plus bas que les voûtés, et la retombée au droit du mur nord s'effectue sur un massif de maçonnerie de plan rectangulaire. En dépit de cette exception, les huit doubleaux de l'ancien transept sont tous moulurés de la même façon, et se fondent directement dans les piliers, sans interposition de chapiteaux. Ce principe des arcades et nervures pénétrantes s'applique par ailleurs dans l'ensemble de l'église, à de rares exceptions près. Le profil des doubleaux cités est d'un gros boudin entre deux gorges et deux fines rainures, comme à Armancourt, Survilliers, Vauréal et Saint-Firmin, ou sans les moulures concaves, dans les chœurs de Boran-sur-Oise et Jagny-sous-Bois. Les voûtes sont établies sur des croisées d'ogives simples, et les ogives et affectent un profil prismatique aigu caractéristique de l'apogée de l'architecture flamboyante. Au droit du mur gouttereau, près des doubleaux vers la seconde travée, les ogives retombent sur des culots cylindriques non décorés. Comme particularité, les voûtes des trois travées de l'ancien transept sont pourvues de formerets dans le sens transversal, ce qui habituellement n'existe que long des murs, où c'est également le cas.
Dans la première travée du vaisseau central et du collatéral sud, les clés de voûte sont des disques agrémentés de découpages flamboyants et entourés d'un cordon tressé, qui arborent en leur milieu un écusson martelé à la Révolution. La clé de la première travée du nord affiche un visage humain, entouré d'un cordon tressé et d'une couronne. Pour venir aux fenêtres, elles sont en tiers-point élevées. Une gorge et d'autres moulures les entourent. Le seuil est en forme de doucine. Le remplage se compose de deux formes en plein cintre qui se terminent par des têtes trilobées, comme à la même époque à Saint-Firmin, et qui sont surmontées d'un losange et de deux soufflets dissymétriques disposés obliquement. Au nord, le meneau central manque. Au sud, tous les meneaux, même ceux qui sont engagés dans les jambages, sont pourvus de bases polygonales. Les allèges présentent un appareil de moellons, ce qui n'est pas le cas dans le reste du chœur et ce qui donne à penser que ces murs pourraient subsister du Moyen Âge. À l'ouest de la première travée du collatéral sud, l'on observe une petite porte bouchée par un mur de briques, et à sa droite, un pilastre avec stylobate, qui bute contre un bandeau mouluré horizontal, un peu en dessous de la retombée des voûtes,.

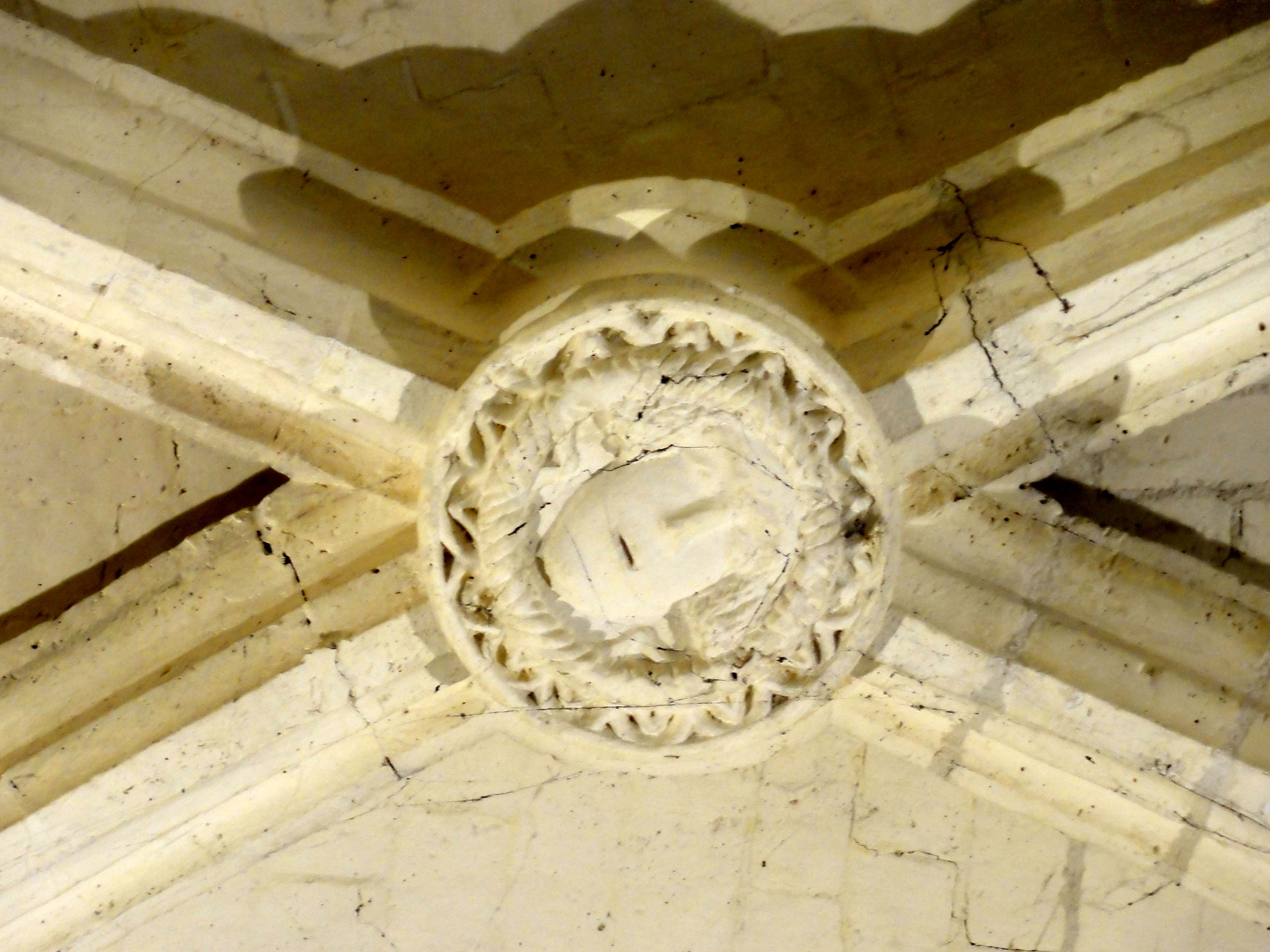
Clé de voûte de la 1re travée du nord.
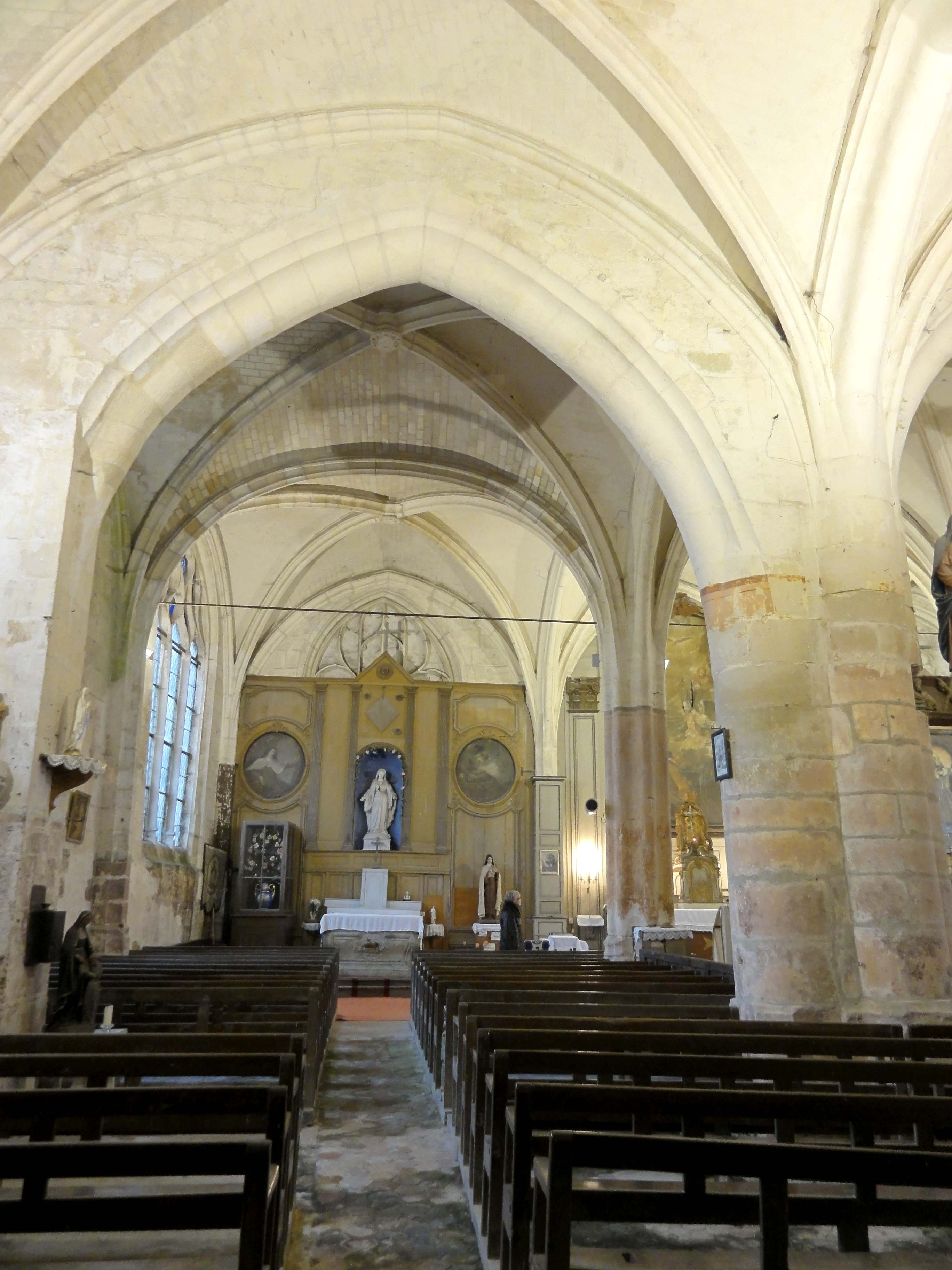
Collatéral nord, 1re travée, vue vers l'est.
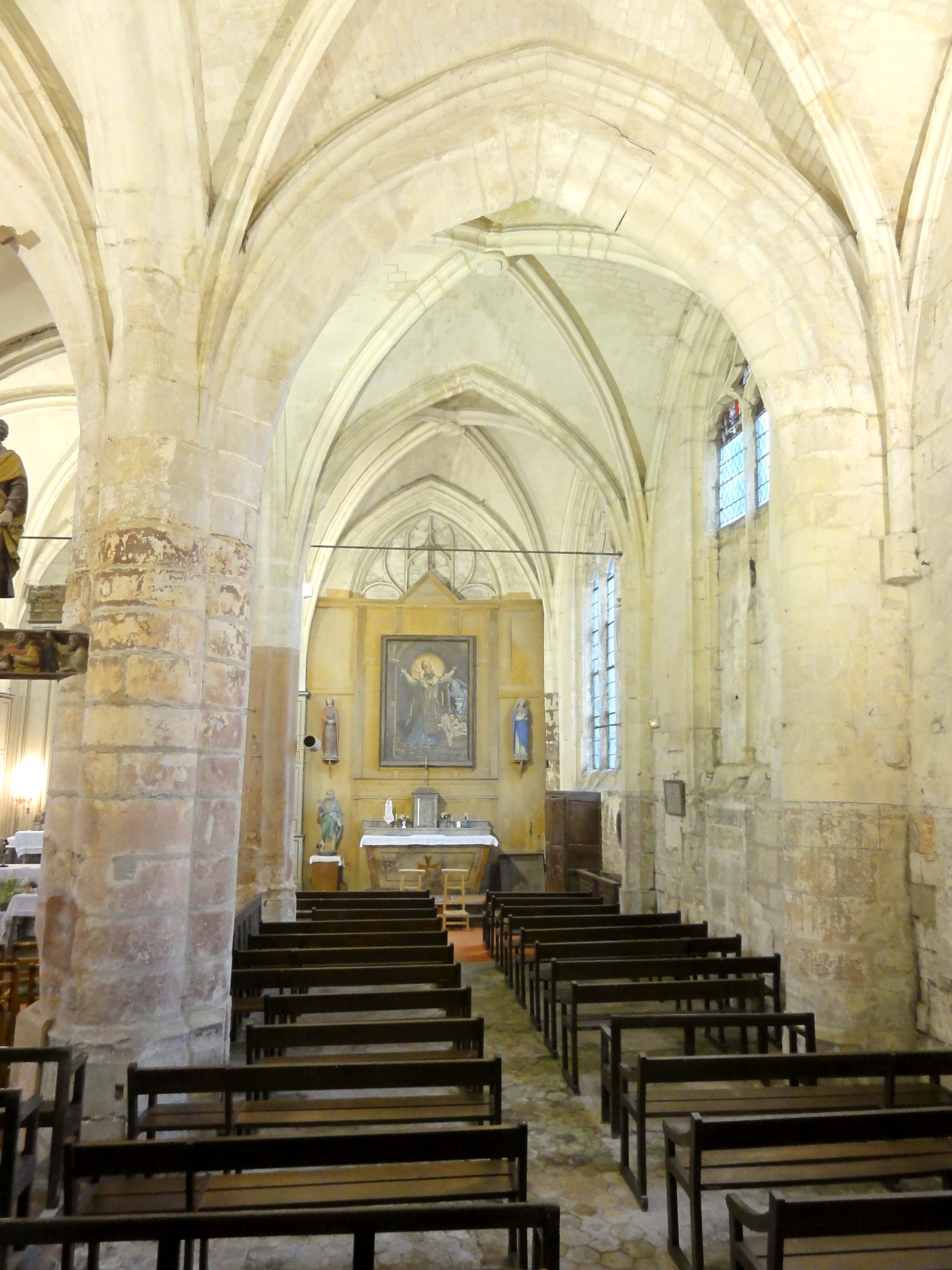
Collatéral sud, 1re travée, vue vers l'est.
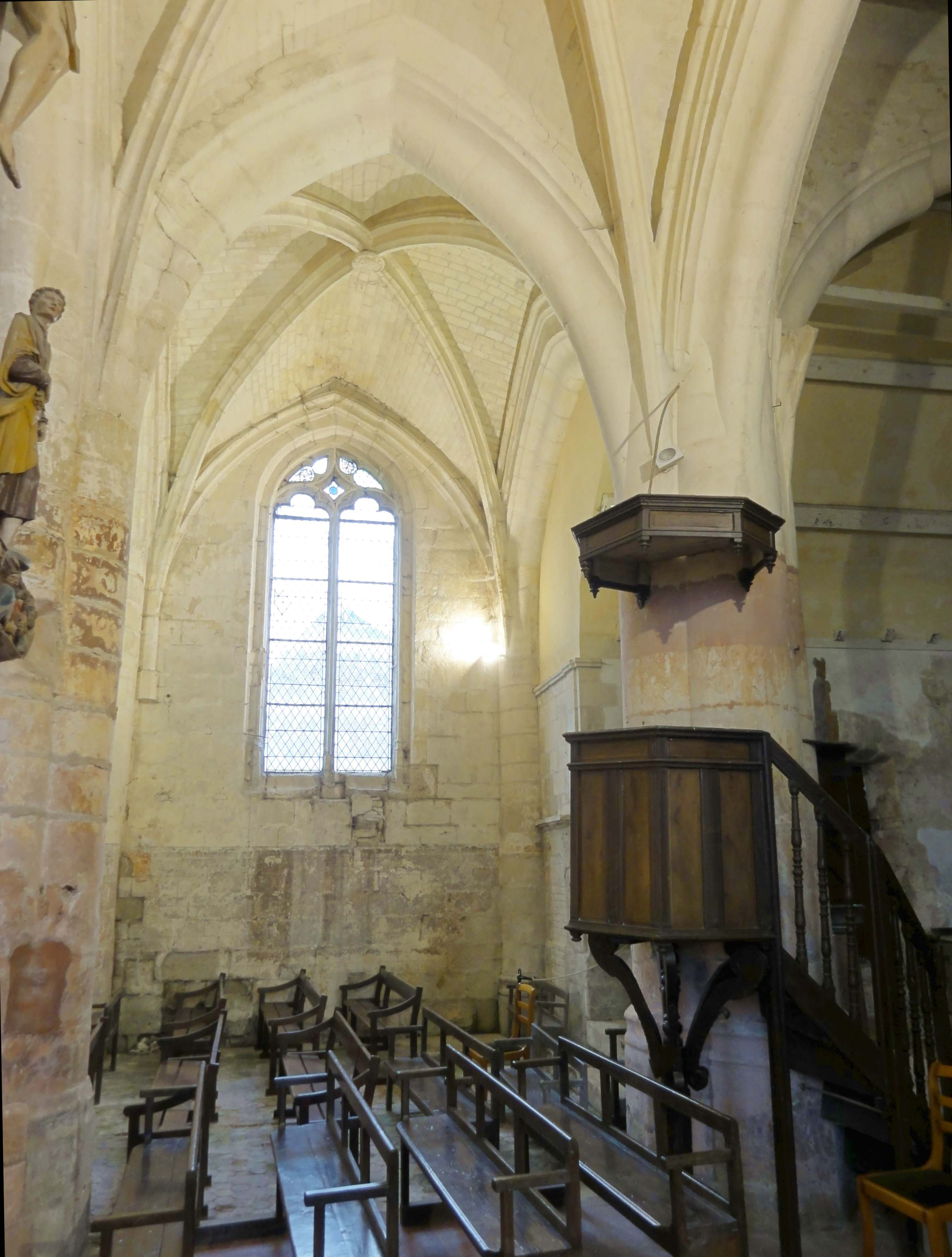
Base du clocher, vue vers le sud.
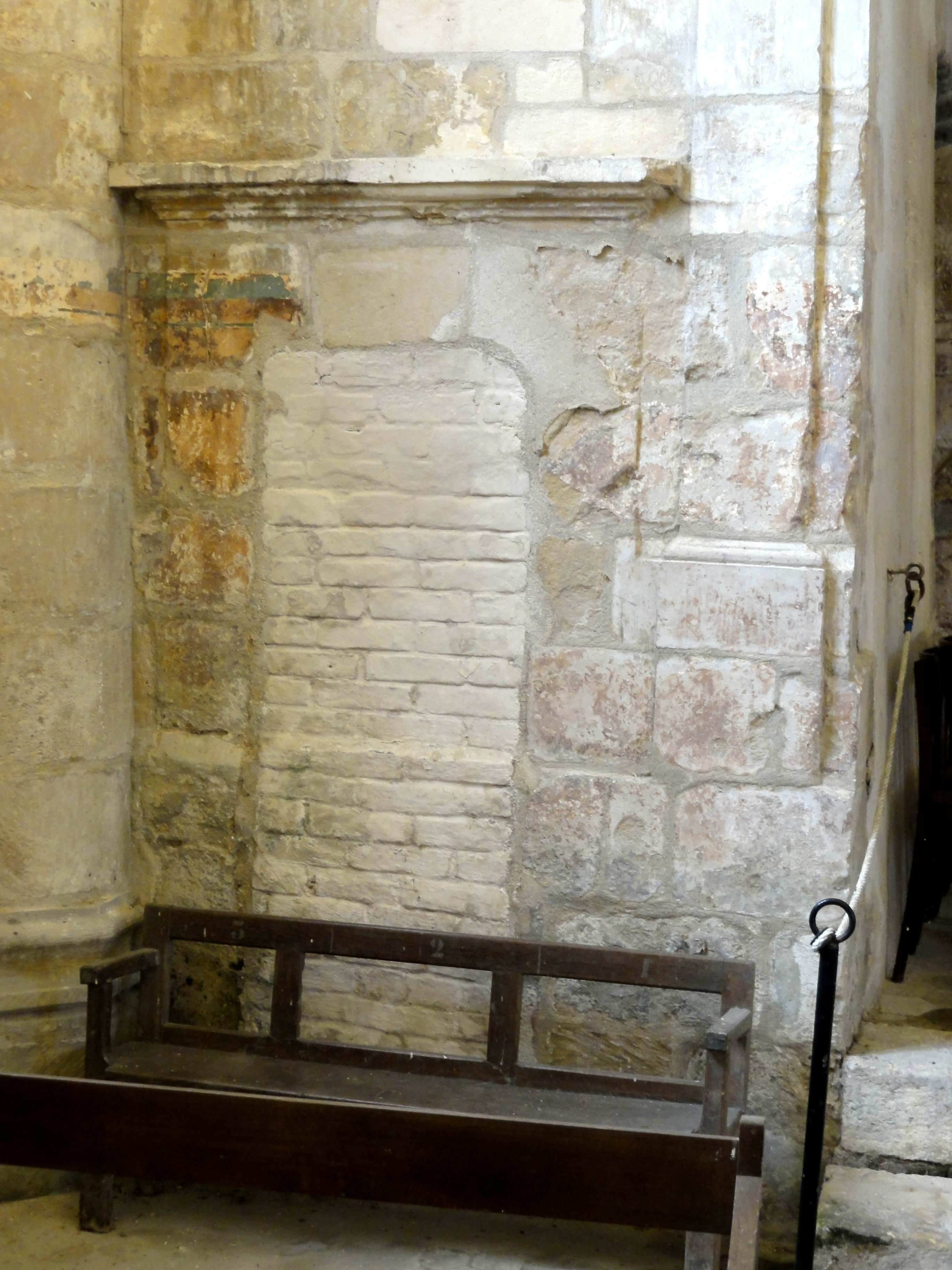
Collatéral sud, porte bouchée côté ouest.
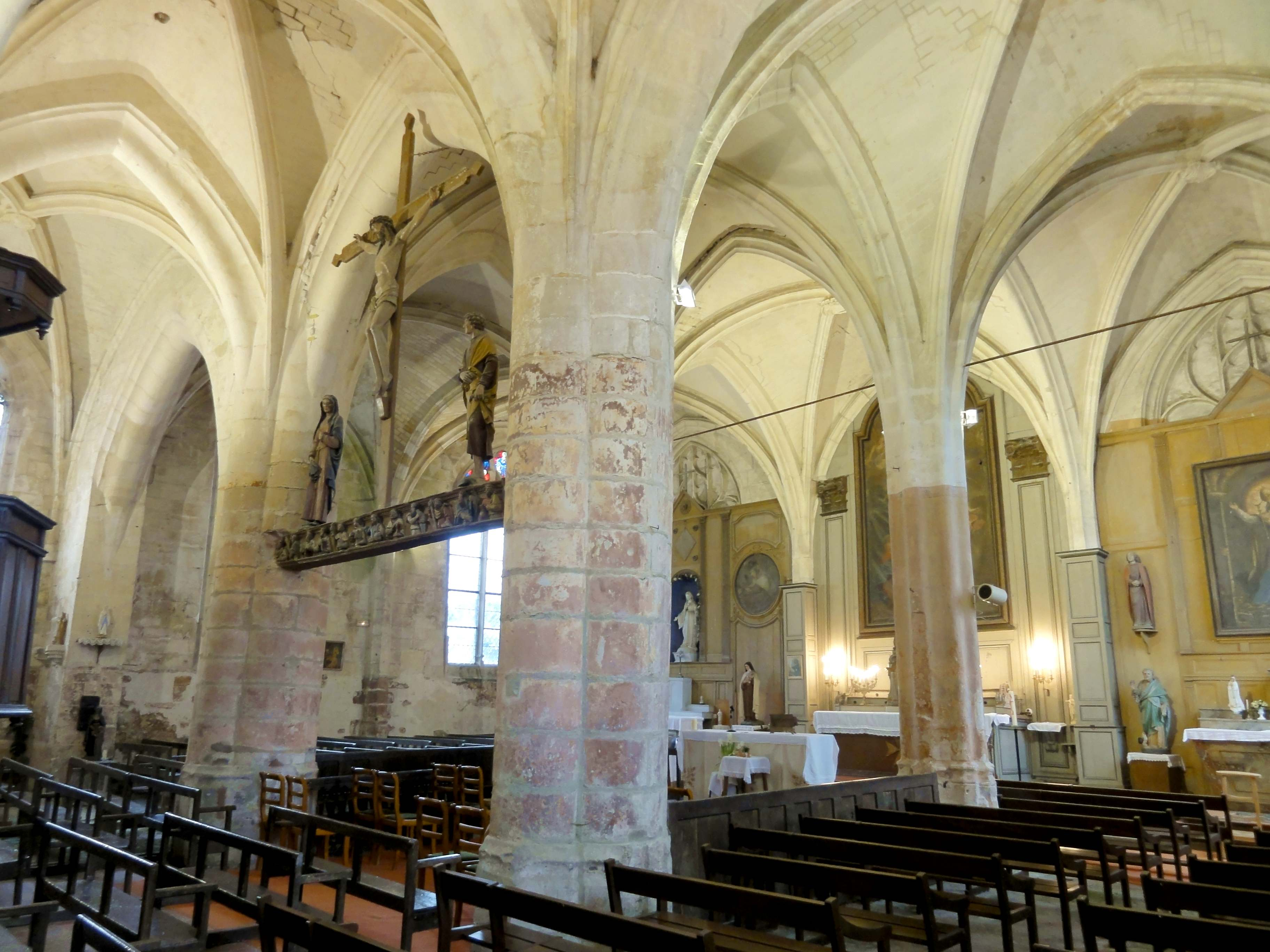
Collatéral sud, 1re travée, vue vers le sud-ouest.

#### Chœur-halle

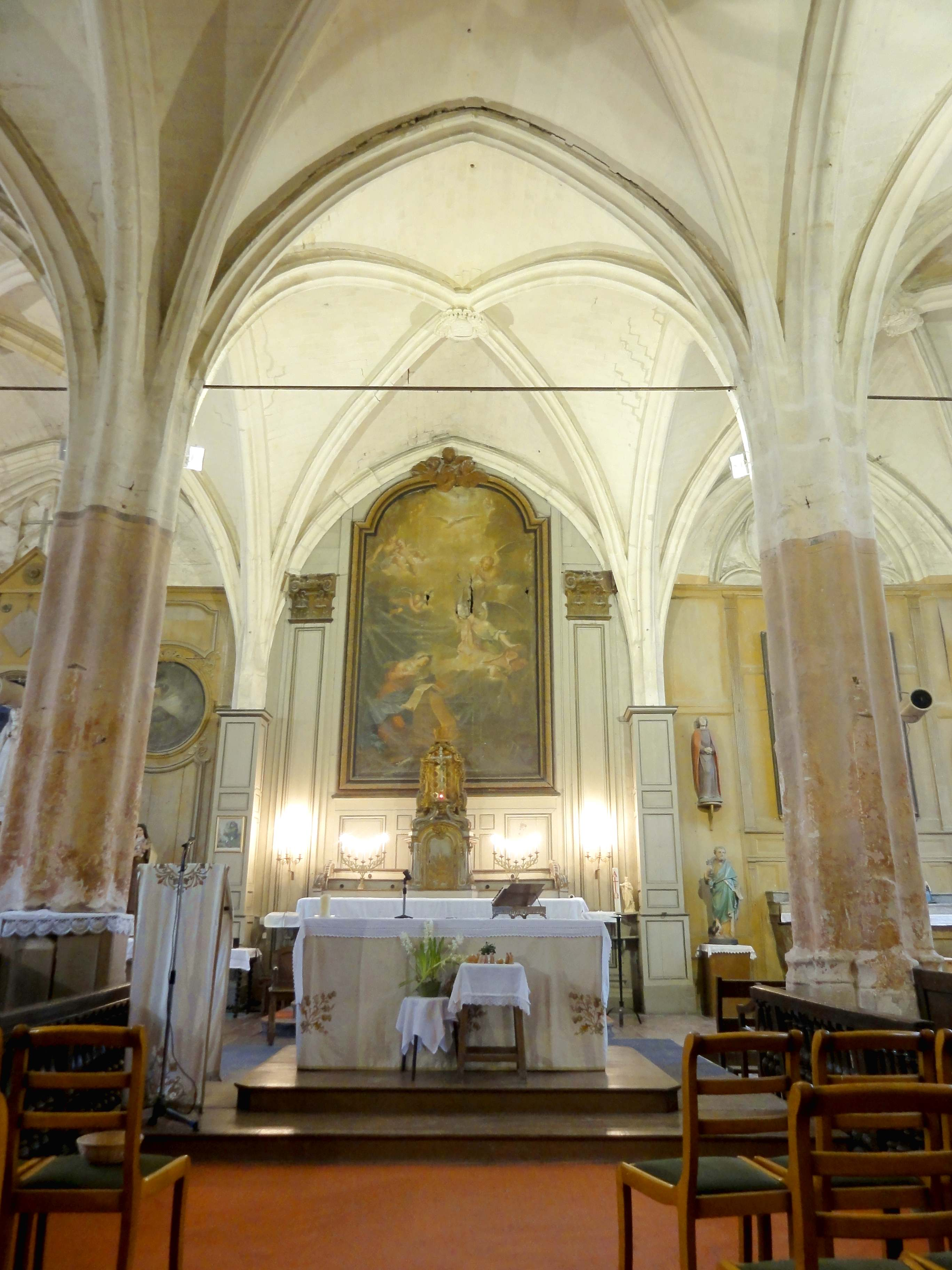
Vaisseau central, vue vers l'est.

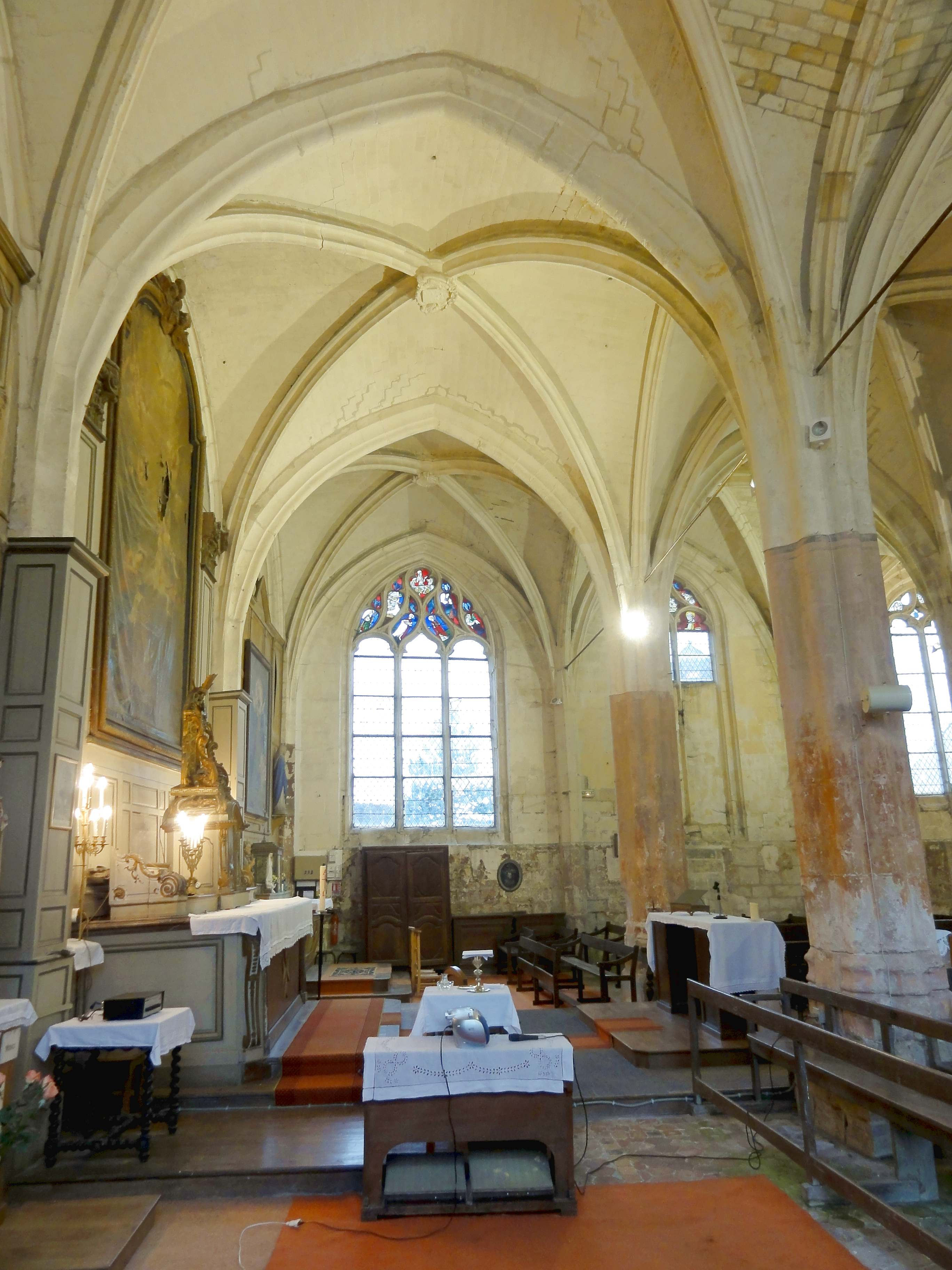
Dernière travée, vue transversale nord-sud.

Le chœur-halle flamboyant forme une entité homogène avec les trois travées de l'ancien transept. Avec ses neuf travées et son architecture de qualité, qui va de pair avec une belle unicité, il représente sans doute l'un des plus remarquables spécimens de son genre dans la région. Seulement le chœur d'Orrouy est comparable. Boran-sur-Oise possède également un chœur-halle flamboyant, et Fleurines est l'un des rares exemples d'une église-halle flamboyante dans les environs. Sinon, les chœurs-halles datent presque exclusivement du XIIIe siècle et du début du XIVe siècle. Ils se définissent par un chevet plat et la fusion du chœur avec ses chapelles latérales, ce qui donne plusieurs vaisseaux voûtés à la même hauteur ou presque, formant ainsi un vaste espace où les différentes travées communiquent par des arcades largement ouvertes sans piliers trop encombrants. Les chœurs-halles représentent une particularité de la moyenne vallée de l'Oise et de ses environs. Ailleurs, ils sont plus rares ; dans le Val-d'Oise, il n'y a par exemple que l'église Saint-Pierre de Genainville qui en possède un. Les exemples les plus connus sont Nogent-sur-Oise, Plailly et Villers-Saint-Paul ; d'autres exemples étant Brenouille, Laigneville, Neuilly-sous-Clermont, Rieux, Rousseloy et Saint-Félix.
Les supports à la limite avec les trois travées qui remplacent l'ancien transept ont déjà été décrits. Dans les six travées orientales dont il est question ici, les voûtes retombent au centre sur deux piliers ondulés à huit ondulations, qui correspondent aux doubleaux et ogives, et peuvent être considérées comme une réminiscence des faisceaux de colonnettes de la période rayonnante. Souvent, les maîtres d'œuvre se sont contentés de piliers ondulés à quatre renflements pour les petites églises rurales. Des piliers à huit ondulations se rencontrent notamment dans le chœur de l'église Saint-Étienne de Beauvais, ainsi qu'à Allonne, Armancourt, Chevrières, Clermont (à certains endroits seulement), Raray, Rivecourt, Roberval, Venette et Verneuil-en-Halatte, pour ne citer que quelques exemples. Les bases polygonales sont clairement gothiques, et du même type que sur les meneaux des fenêtres. Contrairement à ce que l'on pourrait attendre, les quatre demi-piliers engagés dans les murs (un au nord, deux au chevet et un au sud), n'adoptent pas une disposition analogue, mais sont au plan d'un demi-octogone (trapézoïdal). Par conséquent, les quarts-de-piliers engagés dans les angles sont au plan d'un quart-d'octogone (pentagonal). Il y a même des quarts-de-piliers dans les angles près des doubleaux vers les anciens croisillons du transept, où les ogives auraient pu se fondre dans les piliers du transept. Mais elles ne sont pas non plus pénétrantes de l'autre côté, où l'on trouve les culots déjà mentionnés. De cette façon, le chœur-halle compte quatre types de piliers différents, sans tenir compte des irrégularités au niveau du doubleau entre la première et la seconde travée du nord. Dans les six travées orientales, les doubleaux sont bien entendu plus minces que dans l'ancien transept. Les doubleaux longitudinaux reproduisent à échelle réduite les doubleaux de l'ancien transept, ce qui donne un profil torique évoquant la période rayonnante. On le trouve également à Saint-Firmin. Les doubleaux transversaux reprennent le profil des ogives.
Les clés de voûte au nord et dans la seconde travée du sud sont encore des disques cernés par un cordon tressé, ornés de découpages flamboyants sous la forme de têtes tréflées, et arborant des écussons vierges. Dans le sanctuaire, ou autrement dit la dernière travée du vaisseau central, l'écusson est couronné et porté par deux anges ; des feuillages apparaissent en dessous. Dans la dernière travée du sud et dans la seconde travée du vaisseau central, il n'y a pas d'écussons. On y voit respectivement une croix entre des feuilles trilobées, et une petite rosace entourée de trois losanges superposés, dont les extrémités dépassent le cordon autour du disque, et forment des fleurs de lys. - Bien que les travées orientales soient plus profondes que l'ancien transept, les secondes travées des collatéraux ont les mêmes fenêtres étroites, qui ont une largeur de 1 600 cm. Au sud, le meneau central manque comme dans la baie voisine de la première travée, et au nord, la partie inférieure est bouchée, sans doute depuis longtemps comme le donnent à penser les poutres en bois qui renforcent le blocage hourdé de plâtre. Ce n'est que dans les troisièmes travées que les réseaux comptent une troisième lancette. Les fenêtres y ont une largeur de 250 cm. Au nord, au chevet du vaisseau central et au sud, des angles saillants au niveau des impostes remplacent les têtes tréflées. La première et la dernière lancette sont en cintre surbaissée ; la lancette médiane est terminée par une accolade, dont les meneaux circonscrivent un soufflet symétrique tout en haut. Il est flanqué par deux groupes de trois soufflets dissymétriques, dont les formes organiques et curvilignes dégagent une impression de dynamisme, et évoquent justement des flammes bougeant dans le vent, qui donnent leur nom au style flamboyant. Au chevet, les fenêtres sont entièrement bouchées depuis l'installation des trois retables au XVIIIe siècle. Le remplage subsiste néanmoins dans sa totalité, ce qui est visible depuis l'extérieur. Les  baies orientales des collatéraux affichent un dessin différent sur les parties hautes. Ici la verticalité est mise en exergue, avec la prolongation des meneaux au-delà de la limite des lancettes, et un meneau supplémentaire dans la prolongation de l'accolade. Les formes ainsi circonscrites au-dessus de la lancette centrale sont subdivisées en deux soufflets, et chacune des deux autres lancettes est surmontée d'un soufflet unique. À gauche et à droite, restent de grands écoinçons libres,.

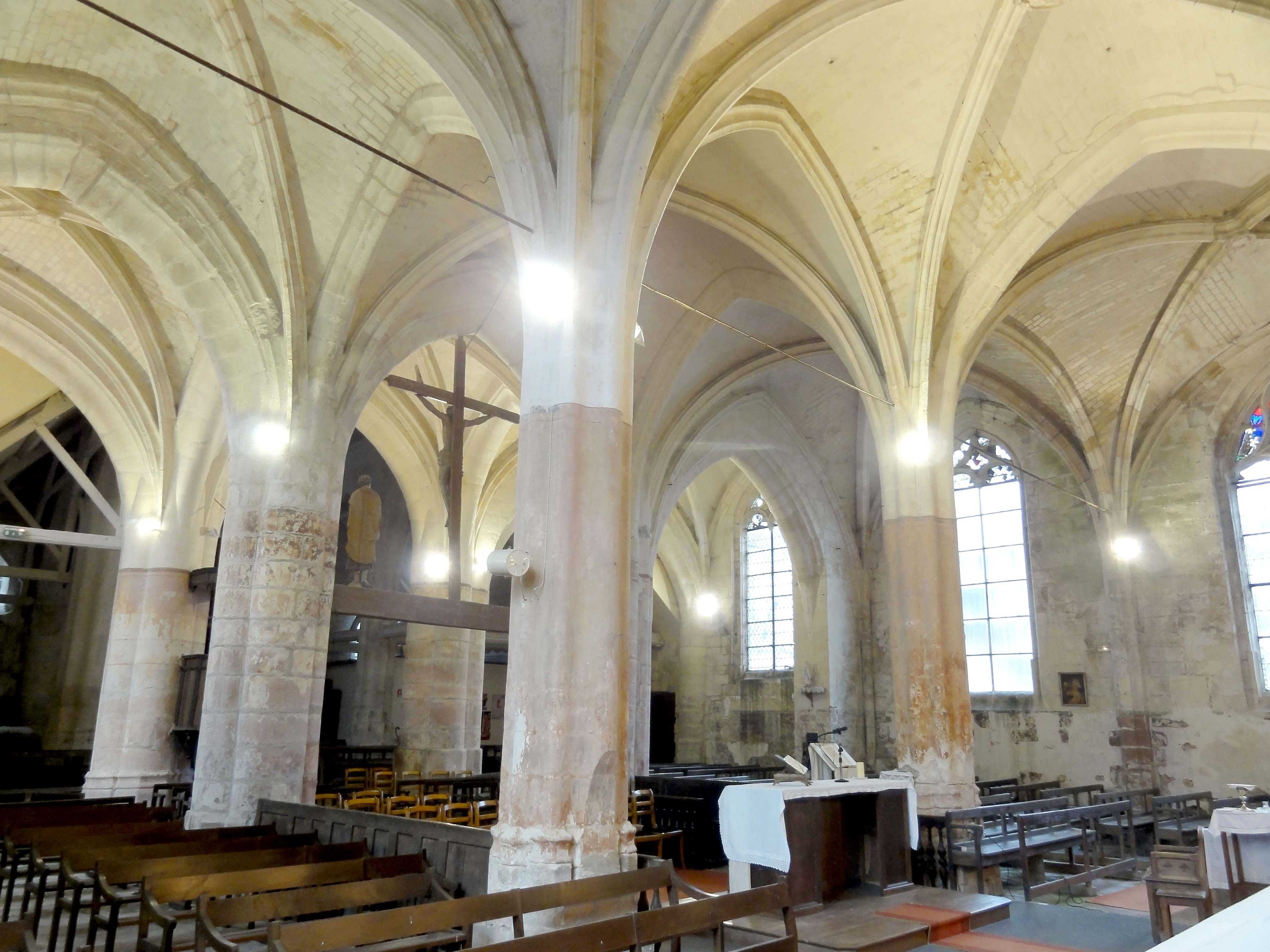
Collatéral sud, 3e travée, vue vers le nord-ouest.
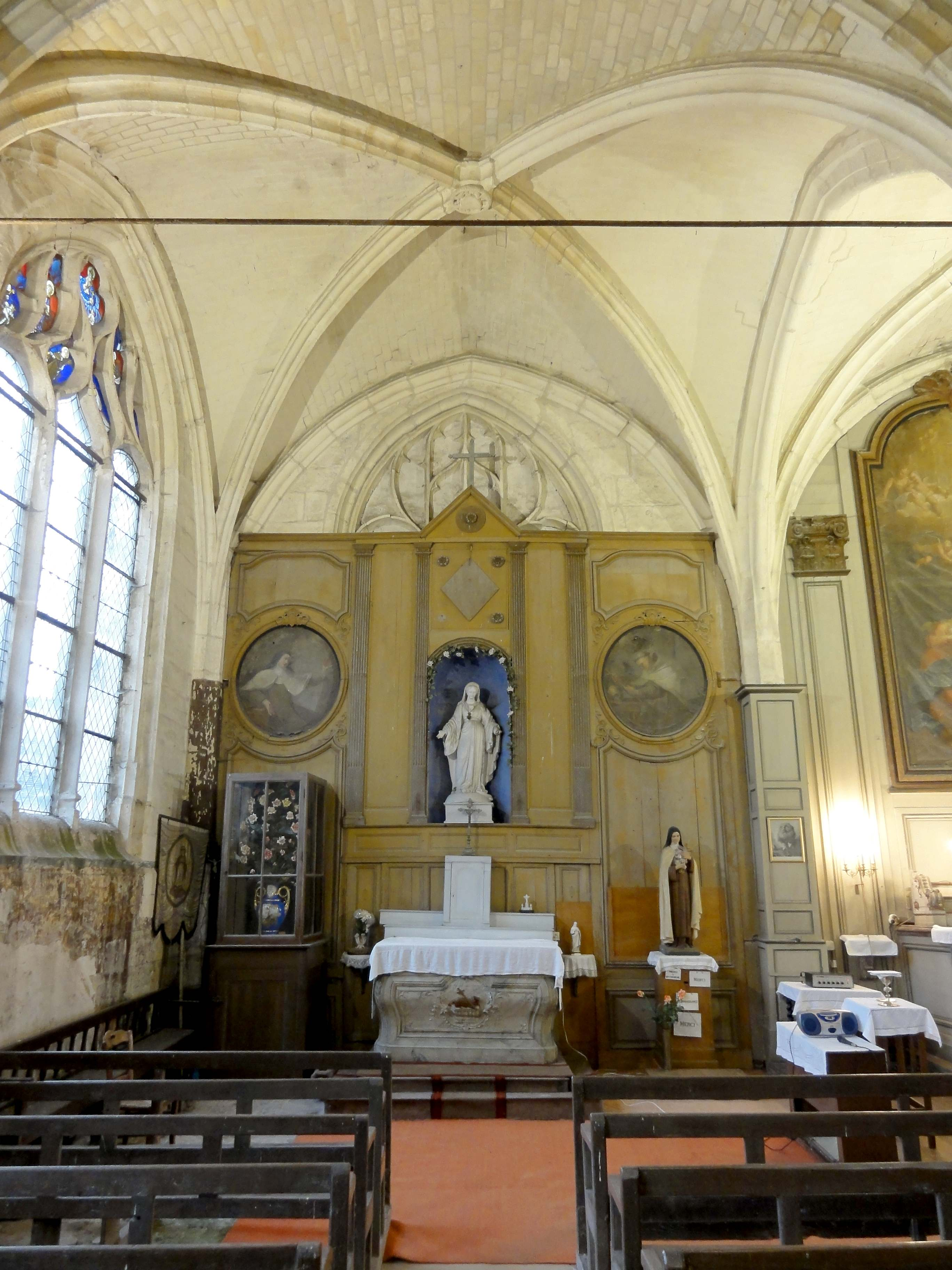
Collatéral nord, vue vers l'est.
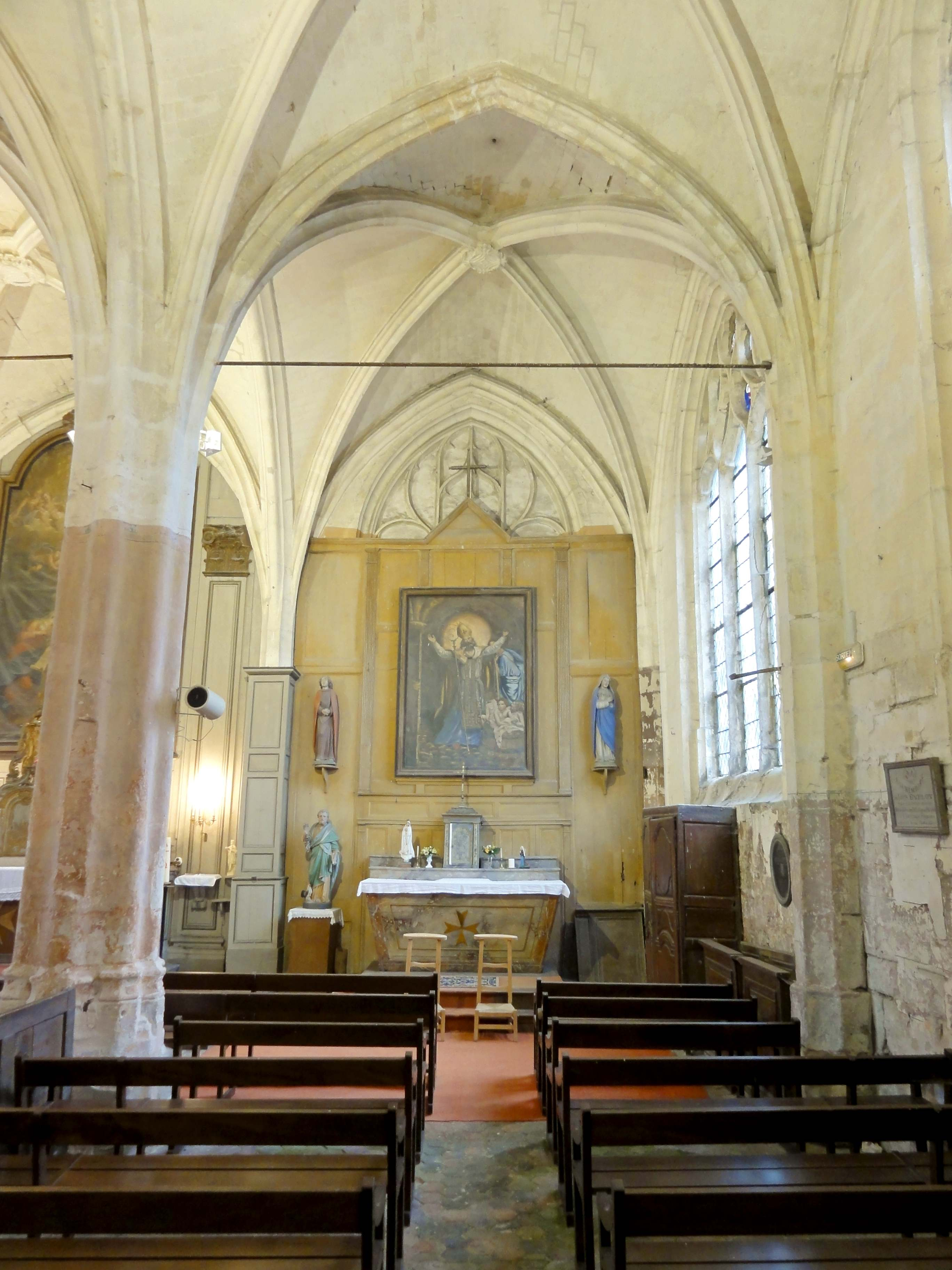
Collatéral sud, vue vers l'est.
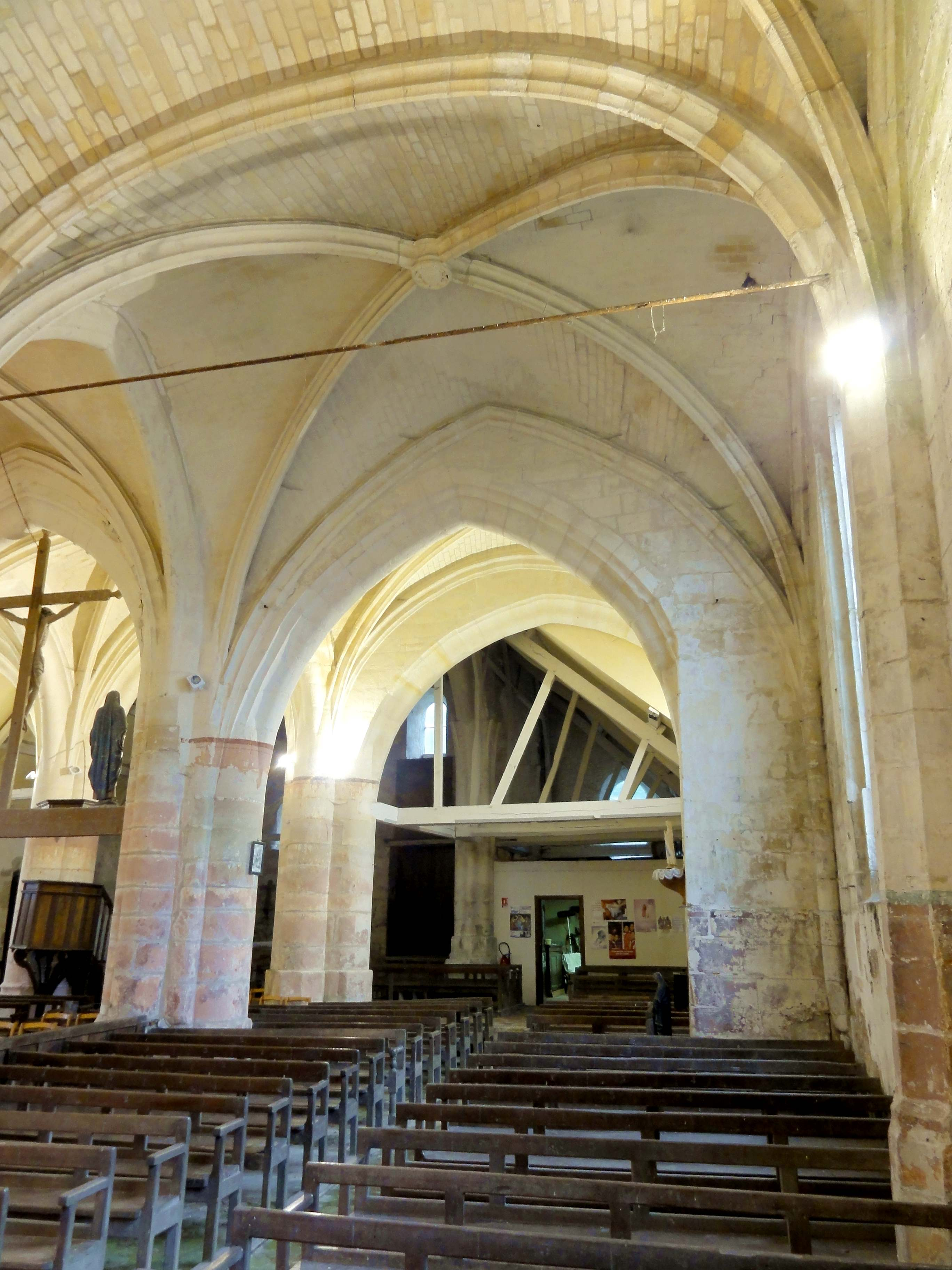
Collatéral nord, vue vers l'ouest.
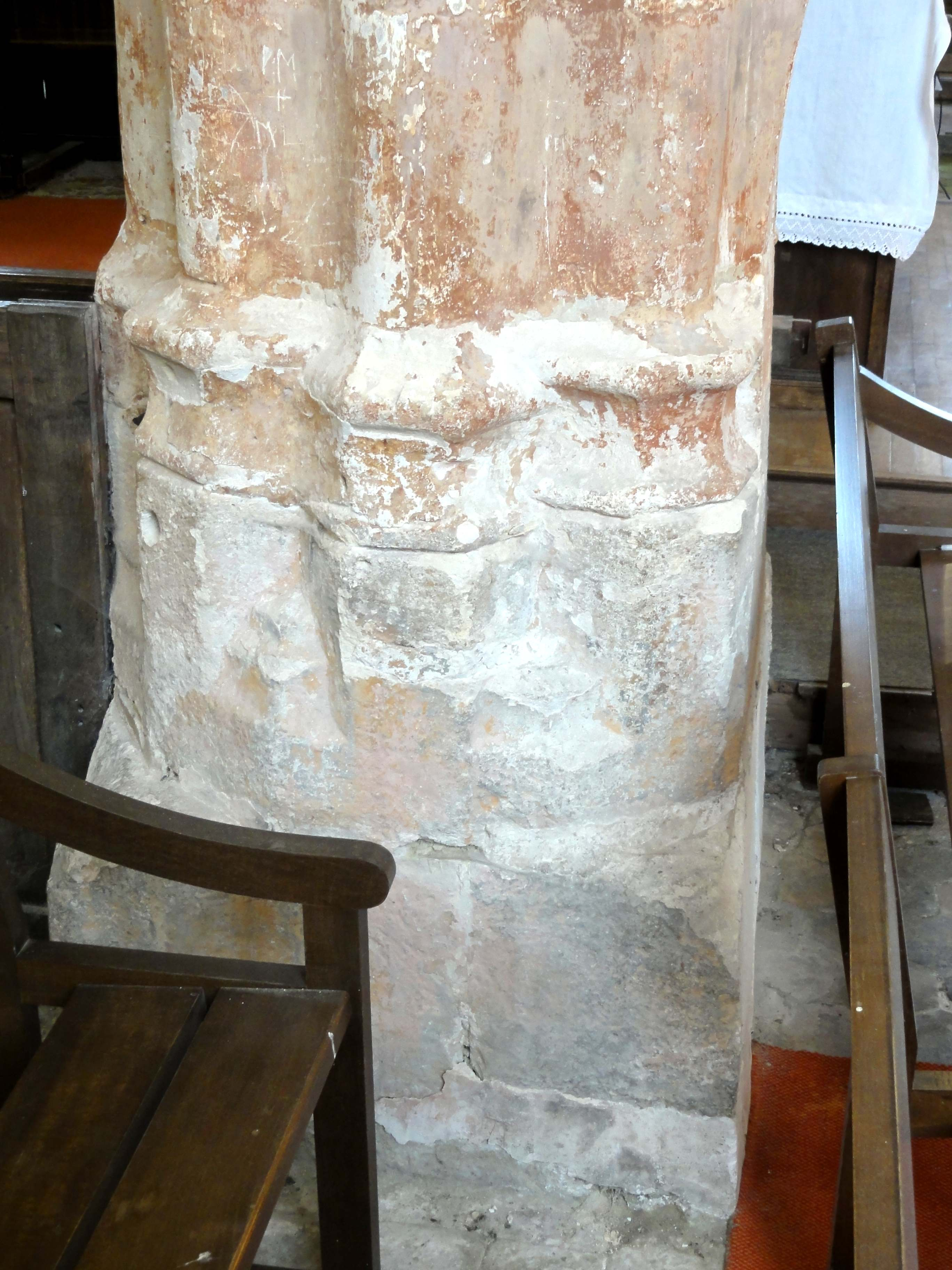
Base du dernier pilier libre du sud.
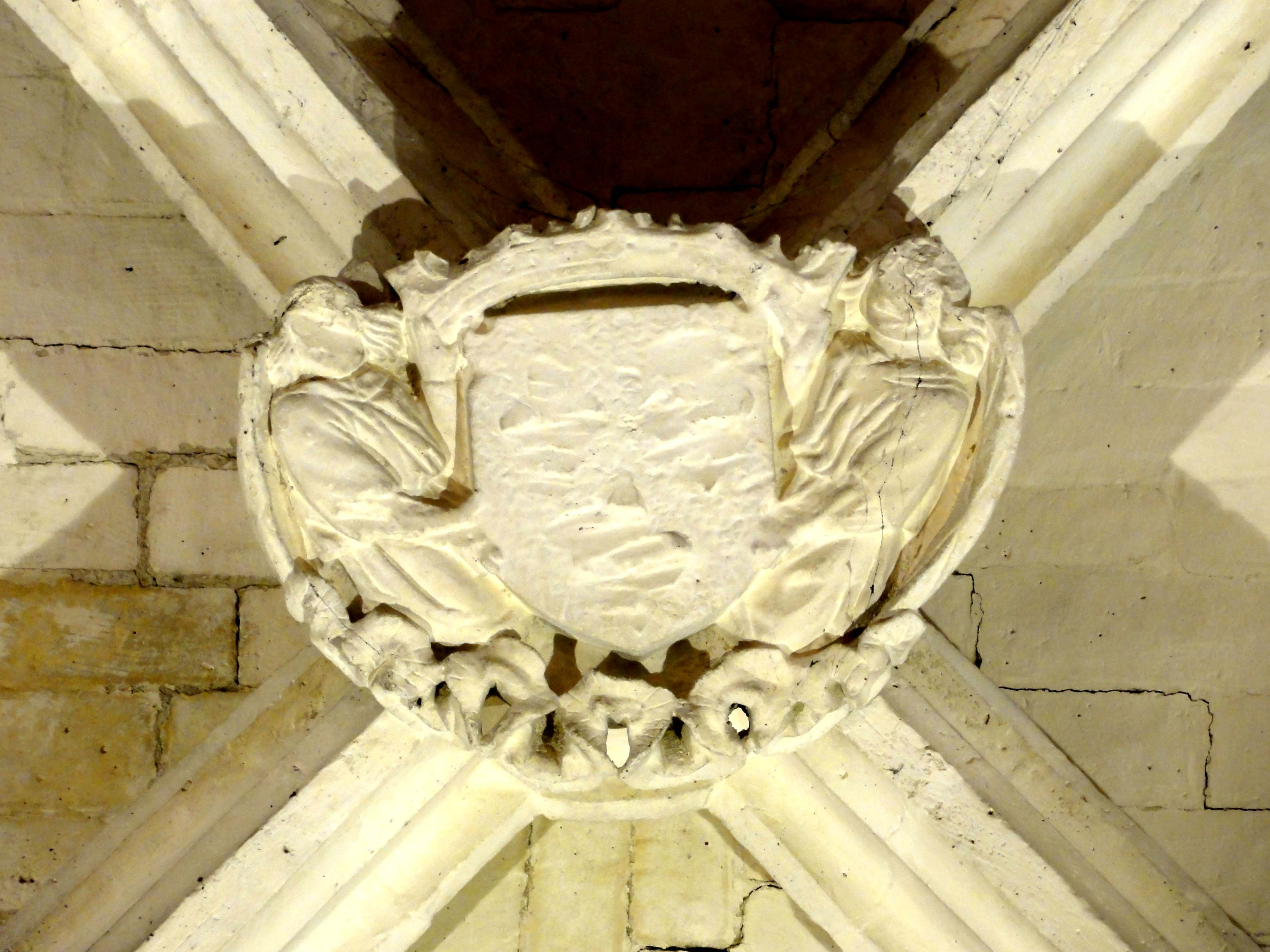
Vaisseau central, 3e travée, clé de voûte.

#### Nef et bas-côtés

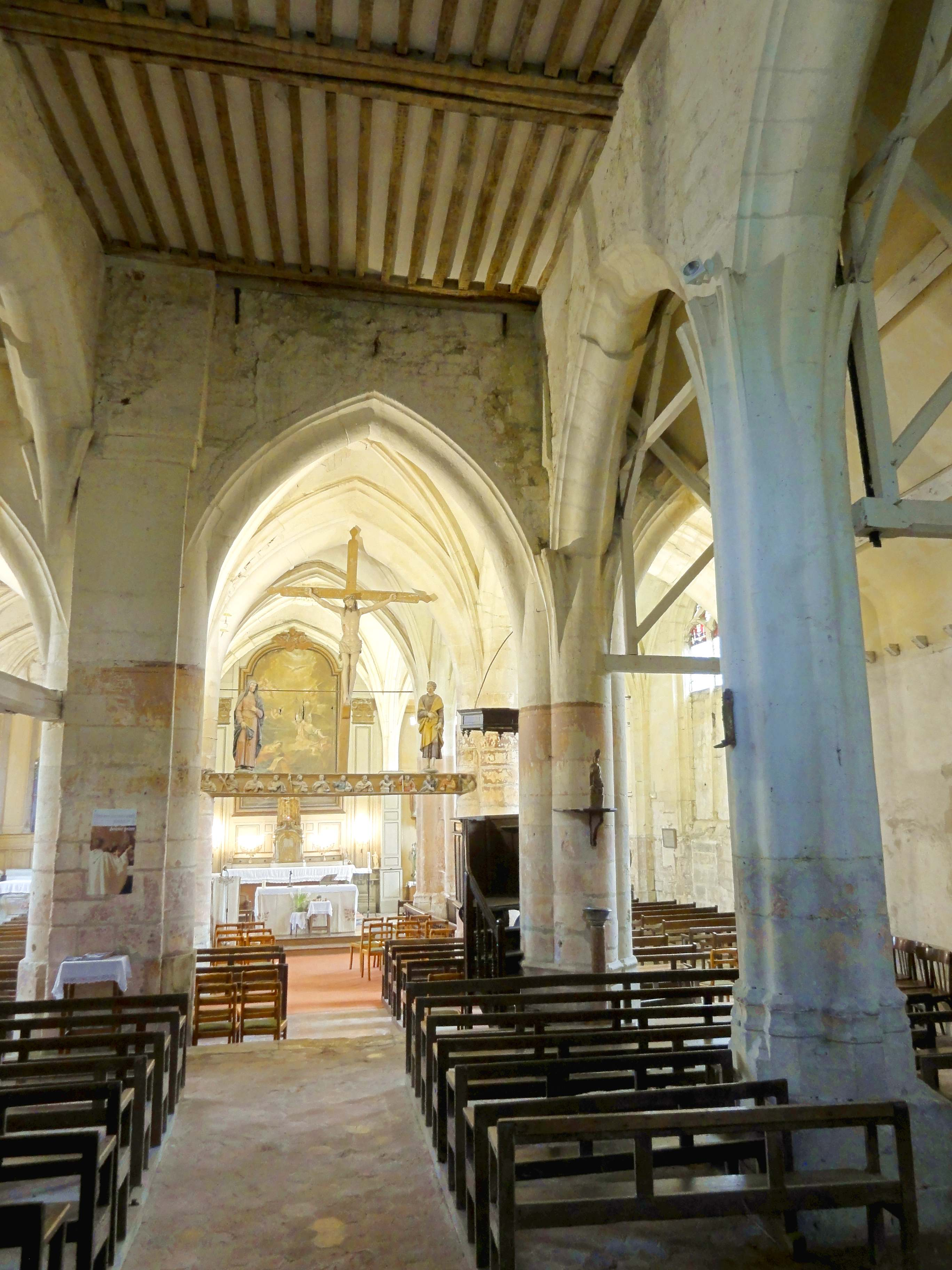
Nef, vue vers l'est.

Insoupçonné en vue de la toiture unique descendant très bas, qui confère aux parties occidentales une allure trapue, la nef est en réalité aussi élevée que le chœur. Les deux grandes arcades au nord et au sud se fondent au milieu dans des piliers ondulés analogues à ceux que l'on trouve dans le chœur. À l'est, elles se fondent dans les piles tréflées du clocher (dont celle du sud a été renforcée par un contrefort), et à l'ouest, elles se fondent dans des demi-piliers engagés, comme au droit des murs latéraux des premières travées des collatéraux. Le voûtement d'ogives de la nef et des bas-côtés a bien été prévu, et il devait se faire à la même hauteur dans chacun des trois vaisseaux : les départs des ogives et doubleaux déjà réalisés le prouvent. Les doubleaux à l'intersection entre les collatéraux du chœur et les potentiels collatéraux de la nef ont également déjà exécutés, ce qui n'est visible que depuis l'extérieur et depuis les bas-côtés de la nef. Puisque le bas-côté sud est nettement plus étroit que le collatéral sud du chœur, ses murs devaient être jetés bas, et complètement remplacés. L'église Saint-Pierre de Jaux serait devenu une pièce d'architecture assez unique dans le département de l'Oise. La grande majorité des églises flamboyantes comportent une portion de murs aveugles au-dessus des grandes arcades, et les collatéraux sont moins élevés que le vaisseau central. L'église de Pont-Sainte-Maxence est certainement l'exemple où la hauteur des collatéraux se rapproche le plus de la hauteur du vaisseau central. D'autres cas de nefs dont le voûtement flamboyant a été abandonné sont Presles et Vauréal, dans le Val-d'Oise. En attendant le voûtement, la nef a été recouverte par un plafond plat établies sur des poutres de bois, alors que les bas-côtés ont des charpentes apparentes. Ce qui frappe surtout dans la nef et les bas-côtés est la quasi-absence de fenêtres latérales : il n'y a, en effet, qu'une minuscule fenêtre carrée dans la première travée du bas-côté sud. Des vraies fenêtres n'existent que du côté de la façade. Elles sont toutes en plein cintre. Celle du bas-côté sud est la plus petite ; celle du bas-côté nord est des mêmes dimensions que les fenêtres latérales des deux premières travées des collatéraux. Celle de la nef se situe au-dessus du portail, et est de la même largeur que la baie du bas-côté sud, mais plus haute. Le portail rectangulaire est surmonté d'un arc de décharge en cintre surhaussé.

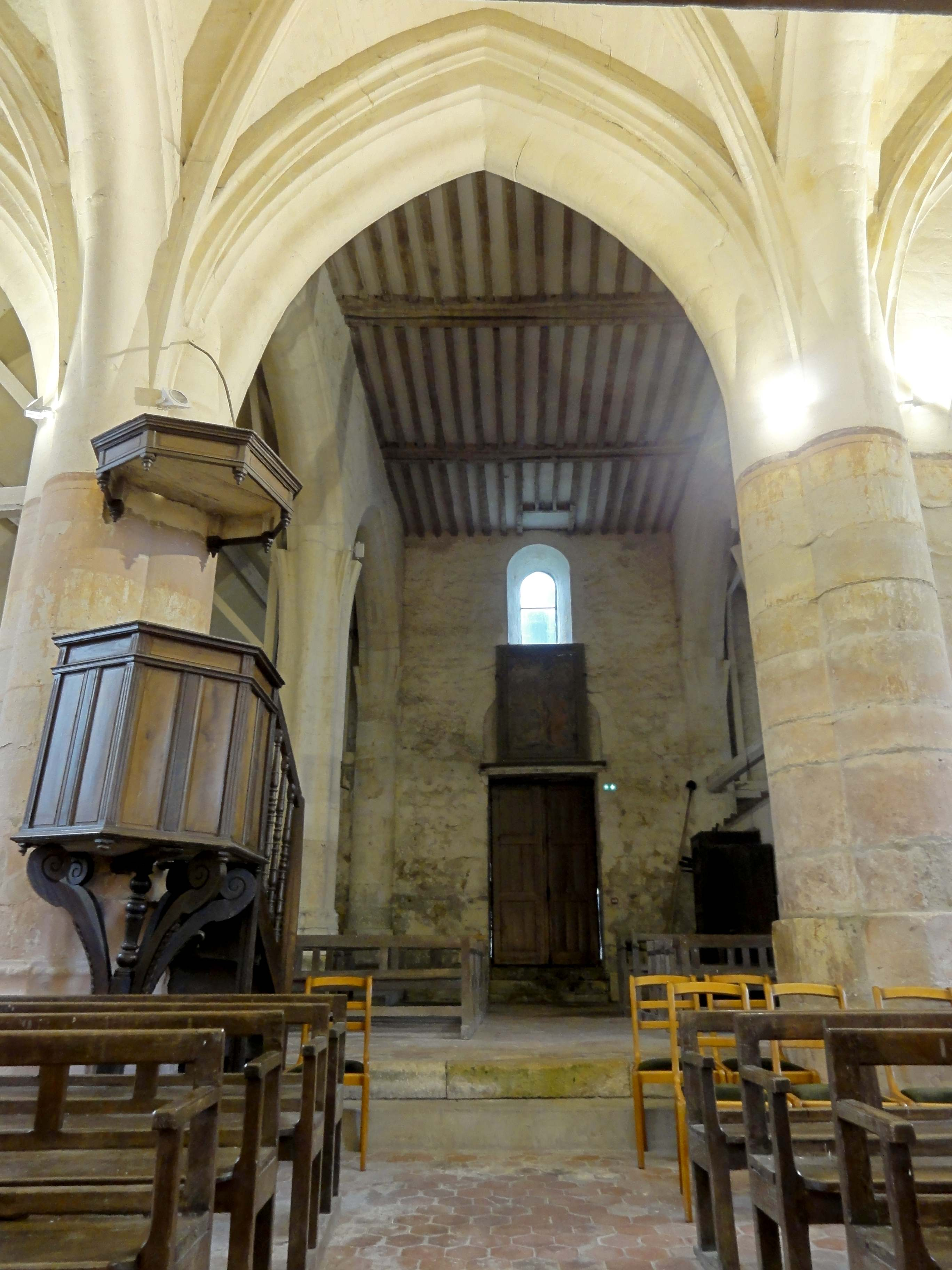
Vue depuis la base du clocher.
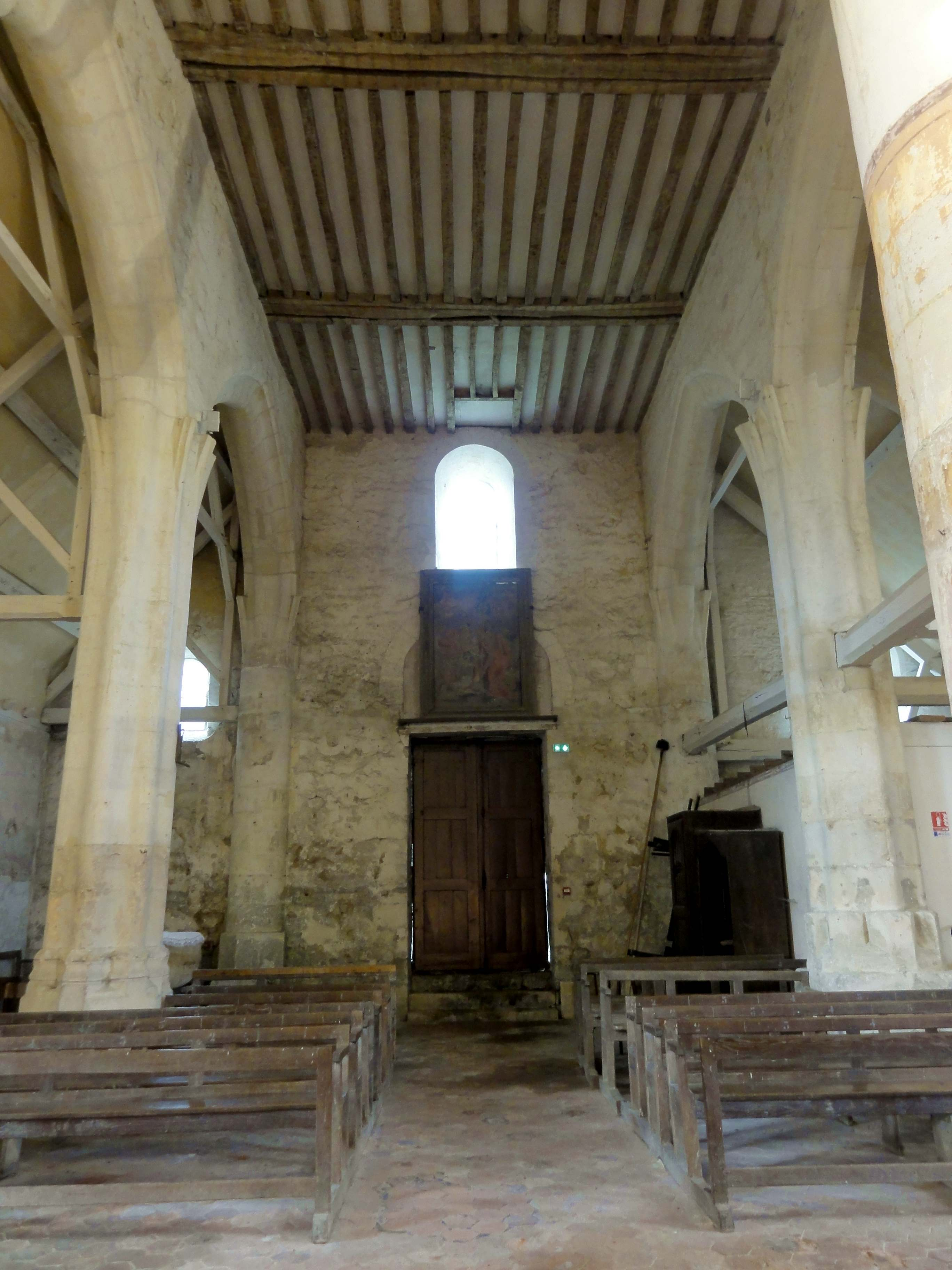
Nef, vue vers l'ouest.
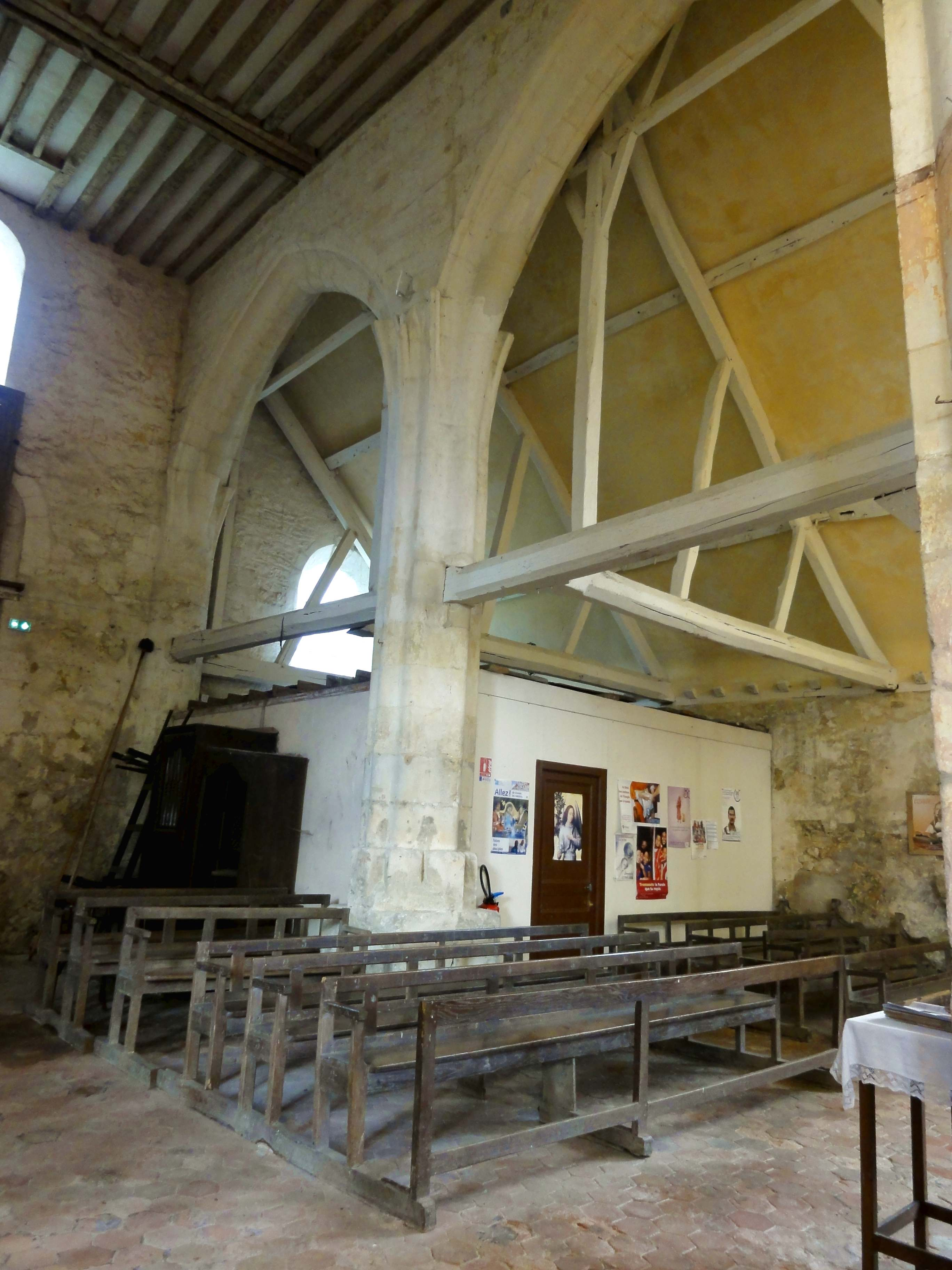
Nef, vue vers le nord-ouest sur la sacristie.
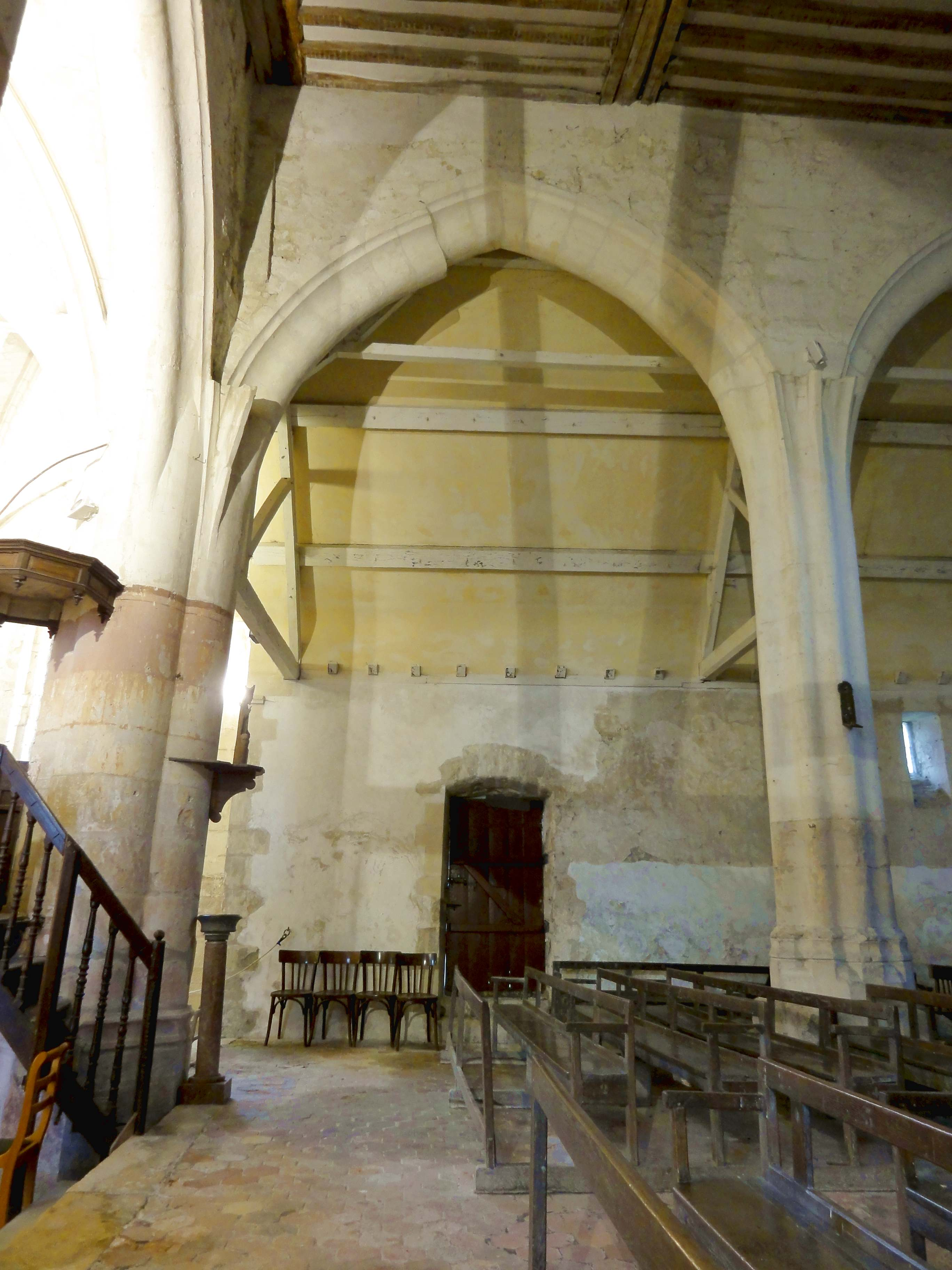
Nef, 2e travée, vue vers le sud.
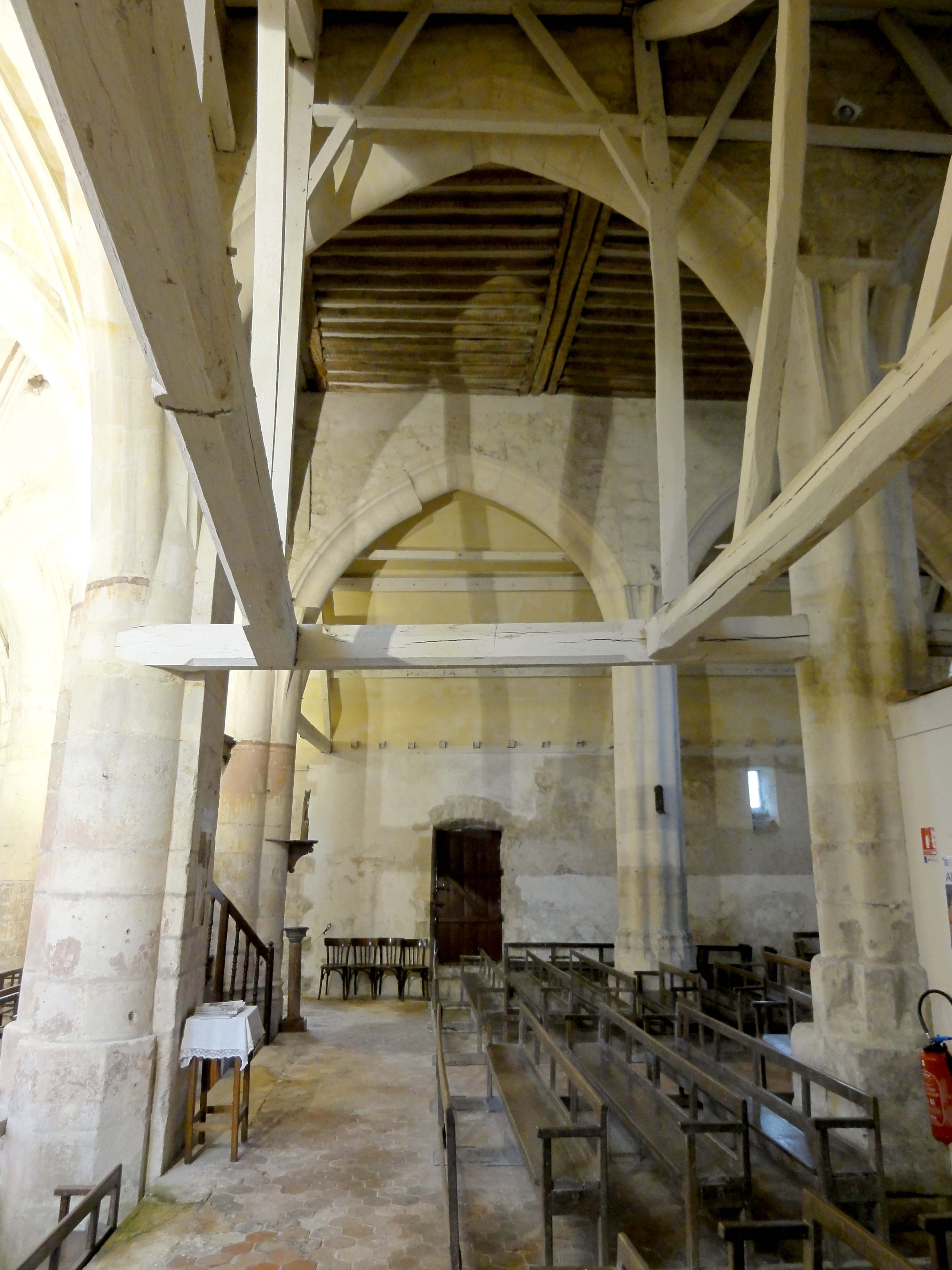
Bas-côté nord, 1re travée, vue vers le sud.
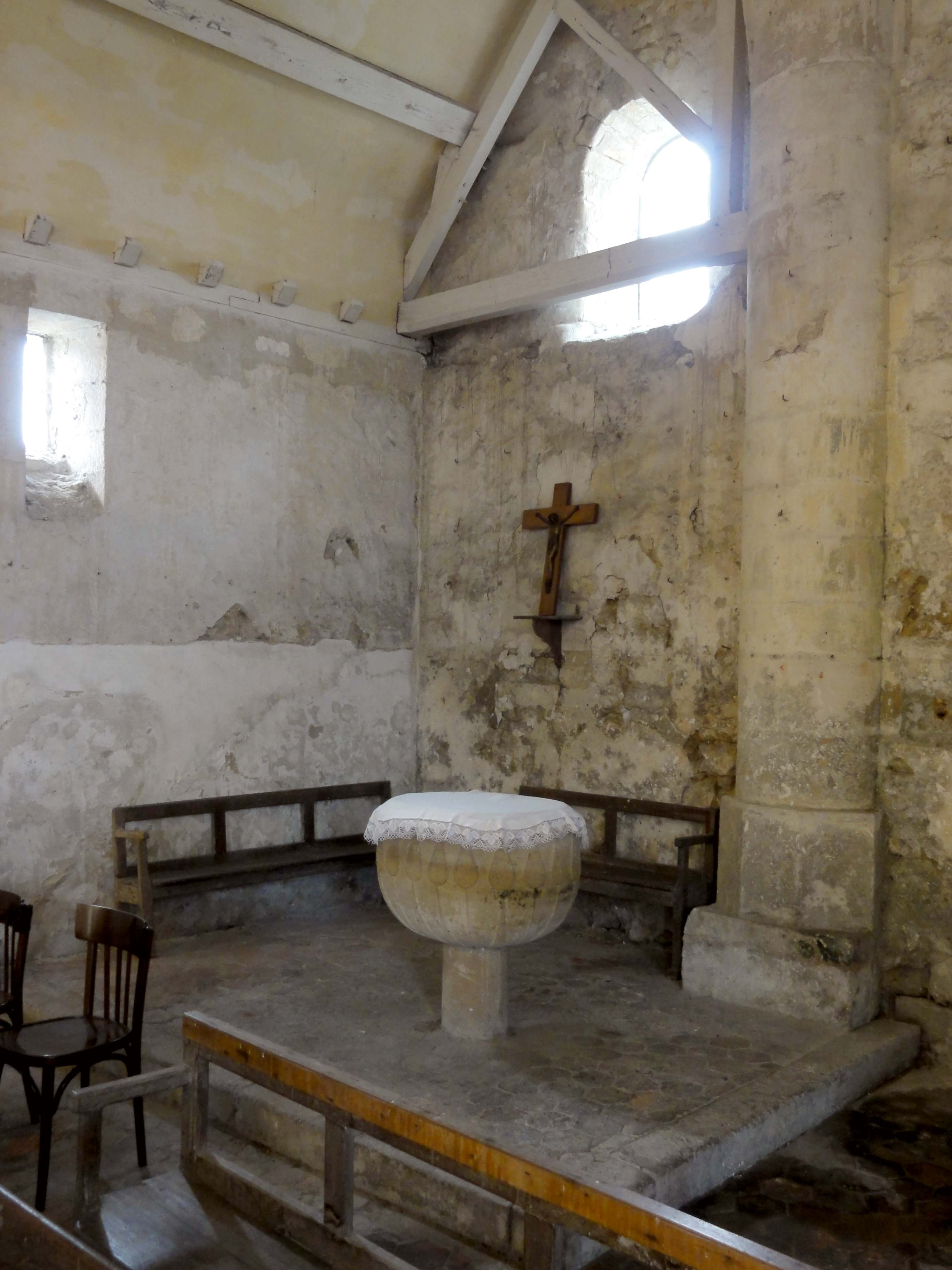
Bas-côté sud, 1re travée, fonts baptismaux.

### Extérieur

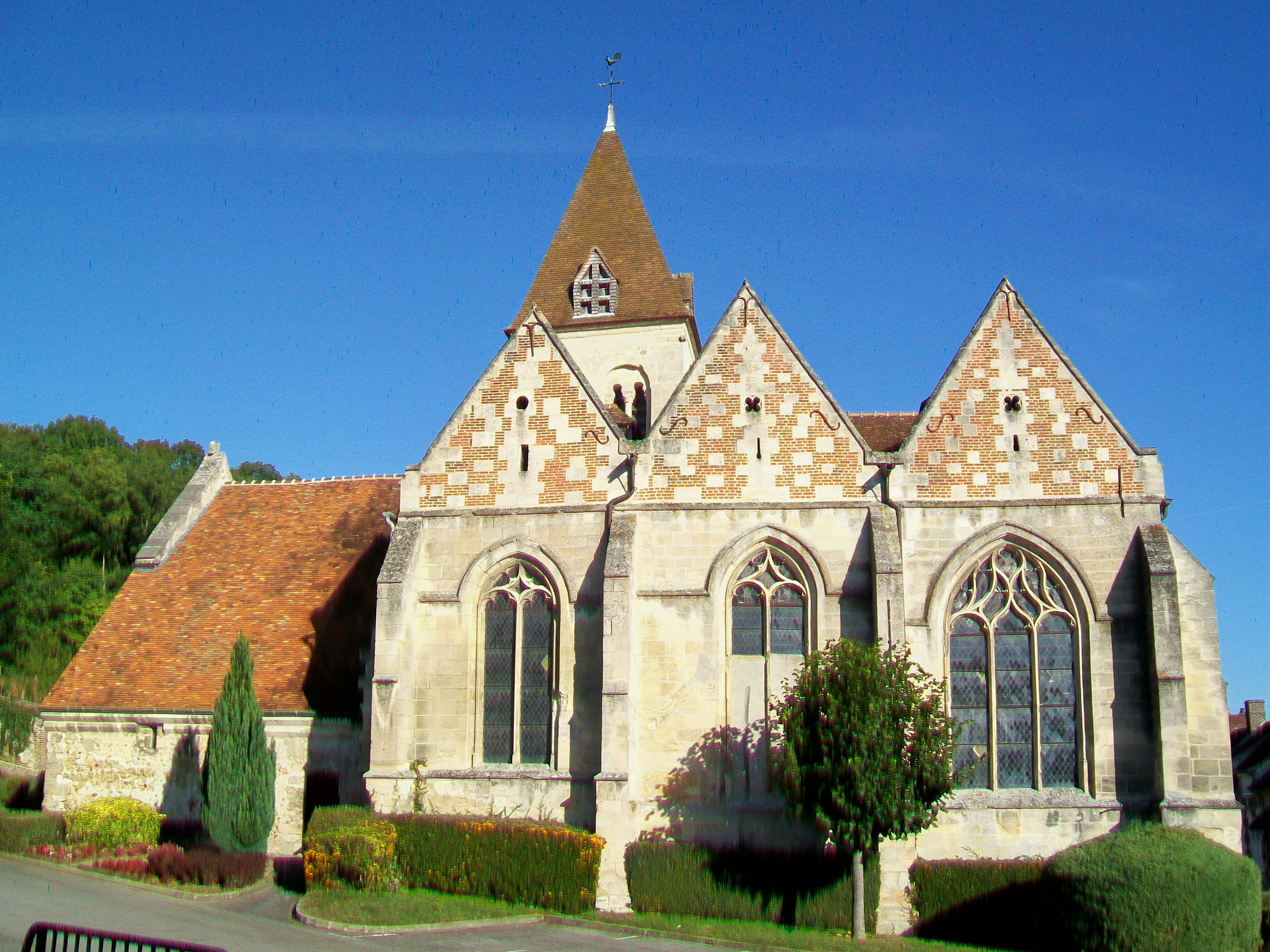
Vue générale depuis le sud.

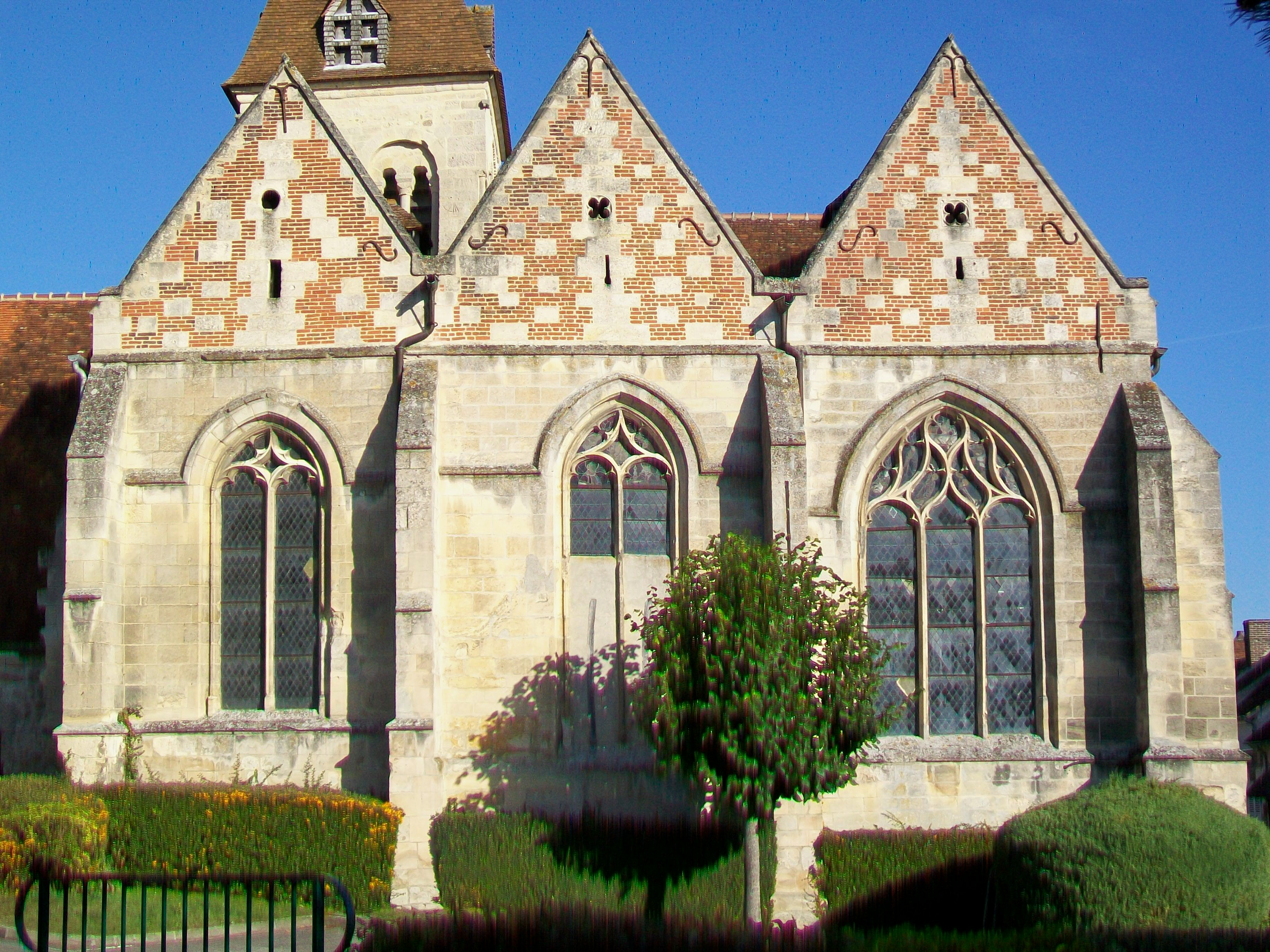
Chœur-halle, élévation sud.

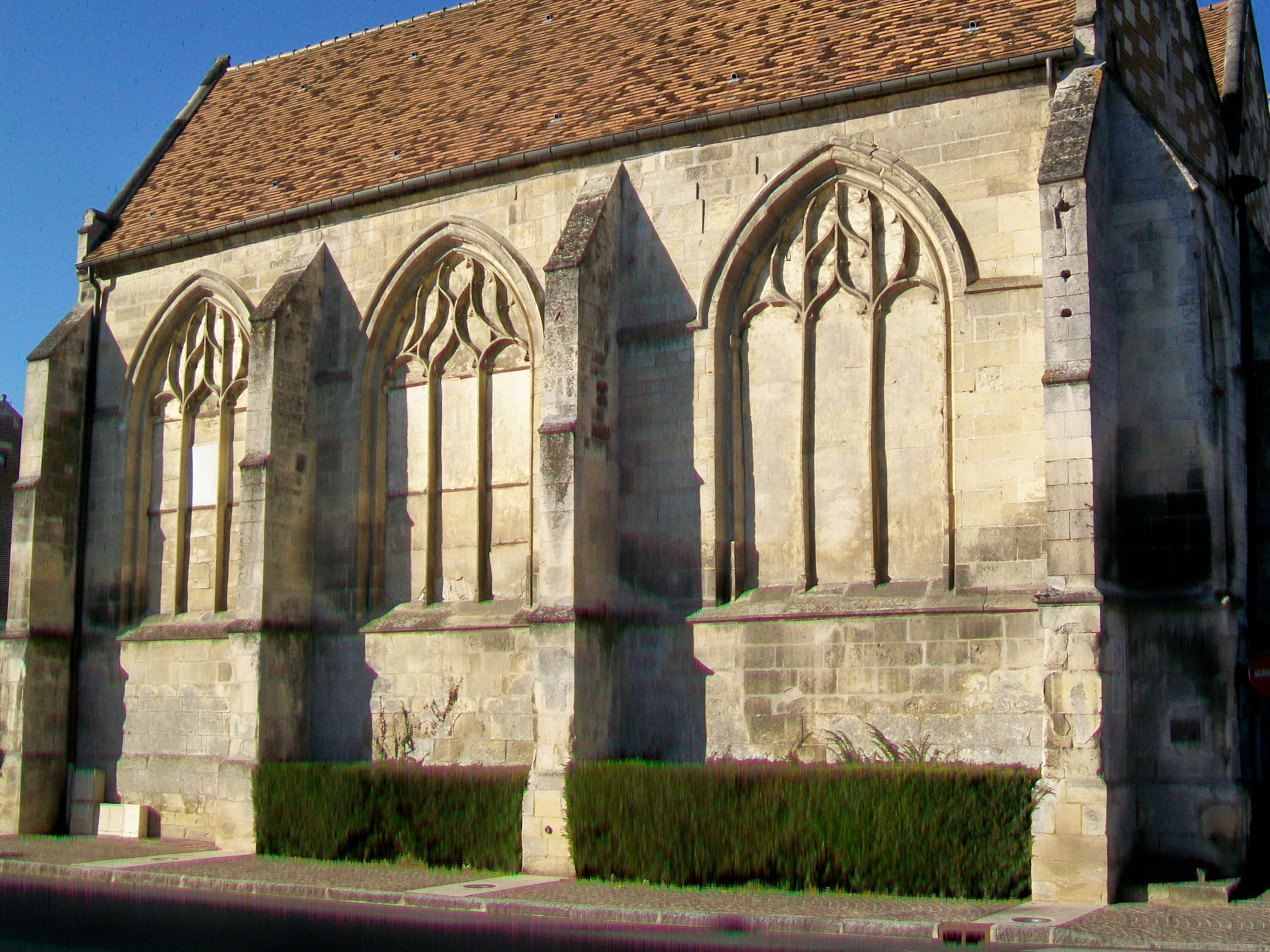
Chevet.

Le caractère roman de la nef tient à peu de chose. Pour Louis Graves, c'est surtout le cordon de pointes-de-diamant qui court à la base du pignon. On pourrait y ajouter les deux contreforts, dont la saillie déjà considérable indique une période avancée au XIIe siècle. Ils n'ont qu'un bon tiers de la hauteur des anciens murs gouttereaux, et s'amortissent par un glacis. Cinq assises en dessous, ils se retraitent par un court glacis formant larmier, puis par un fruit. La fenêtre haute de la nef date peut-être d'origine, mais les autres fenêtres ont été repercées. D'après Louis Graves, le portail lui aussi serait moderne. C'est en fait difficile à établir, car il est dénué de caractère. L'ornementation fait complètement défaut, et le tympan est nu. L'appareil est constitué de petits moellons irréguliers, l'emploi de la pierre de taille étant réservé aux contreforts, aux chaînages d'angle, à l'arc de décharge du portail, aux pourtours des fenêtres, et à quelques parties refaites, notamment la partie supérieure du pignon, les rampants des toits des bas-côtés, et une bonne partie du mur occidental du bas-côté nord. Eugène Müller attire l'attention sur l'ancienneté et l'intérêt de l'antéfixe. Le mur gouttereau nord a été en grande partie refait, et la largeur du bas-côtés a ainsi été portée à celle des collatéraux du chœur, qui devrait correspondre à la profondeur des anciens croisillons du transept. Le petit portail en anse de panier latéral nord est contemporain du chœur, et entouré de moulures prismatiques. Le mur gouttereau sud a été pourvue d'une corniche moderne composée de deux bandeaux biseautés, et l'unique fenêtre est prise en partie dans l'épaisseur de celle-ci. La petite porte près de la limite avec le chœur n'est pas décorée,,.
Le clocher carré est peu élevé, et se compose d'un étage intermédiaire aveugle et d'un étage de beffroi, l'ensemble ayant été considérablement mutilé lors d'une restauration. La limite entre les deux étages est marquée par un cordon de billettes, visible depuis l'ouest. Au-dessus de ce cordon, la face occidentale de l'étage de beffroi est placée légèrement en retrait et présente un mur plein. Un petit toit en appentis protège le mur de l'étage intermédiaire. Ce n'est que sur les faces latérales que l'étage de beffroi conserve deux baies romanes géminées. Comme à Béthisy-Saint-Martin, Catenoy, Chamant, Glaignes, Néry, Orrouy et Saint-Vaast-de-Longmont, ces baies sont réséquées en deux étroites arcades en plein cintre par une colonnette au chapiteau à volutes d'angle, qui supporte un tympan. Il est dans certains cas percé d'un oculus, ce qui n'est pas le cas à Jaux. La corniche et la pyramide en charpente couverte de tuiles plates du pays sont modernes. Chaque versant du toit est muni d'une lucarne en bâtière.
Le chœur-halle flamboyant représente la partie la plus attractive de l'église, grâce à l'effet décoratif des fenêtres et à la régularité de l'appareil en pierre de taille. Comme particularité, les trois toitures parallèles sont établies perpendiculairement à l'axe de l'édifice, ce qui donne des enfilades de trois pignons au nord et au sud, alors que le chevet ne présente aucun pignon. Le vaisseau central est toutefois muni d'un toit longitudinal se superposant aux deux toits en bâtière des secondes et troisièmes travées des collatéraux, sans doute dans le but d'assurer l'intercommunication entre les différentes parties des combles et le clocher. Sur les pignons, briques rouges et pierres sont réparties de manière irrégulière de part et d'autre d'un chaînage central en pierre de taille. Un larmier court à la naissance des pignons. Un autre larmier court à la limite des allèges, ce qui en fait un mur-bahut, habituel à la période flamboyante. Il forme un glacis en bas des fenêtres. Les contreforts sont scandés par ce larmier, ainsi que par un second larmier situé plus haut et présent uniquement sur la face frontale. Enfin, les contreforts s'achèvent par un long glacis. Les fenêtres sont entourées d'une gorge, comme à l'intérieur, et surmontées d'un bandeau, qui se poursuit jusqu'aux contreforts au niveau des impostes. Comme à Armancourt, Chevrières et Saint-Firmin, les éléments habituels du vocabulaire décoratif flamboyant sont donc absents, mais l'équilibre des volumes et la construction soignée compensent cette austérité.

## Mobilier
Parmi le mobilier de l'église, la poutre de gloire et quatre fragments de vitraux de la première moitié du XVIe siècle sont classés monument historique au titre objet. En dehors du mobilier proprement dit, la cloche est également classée.

### Poutre de gloire

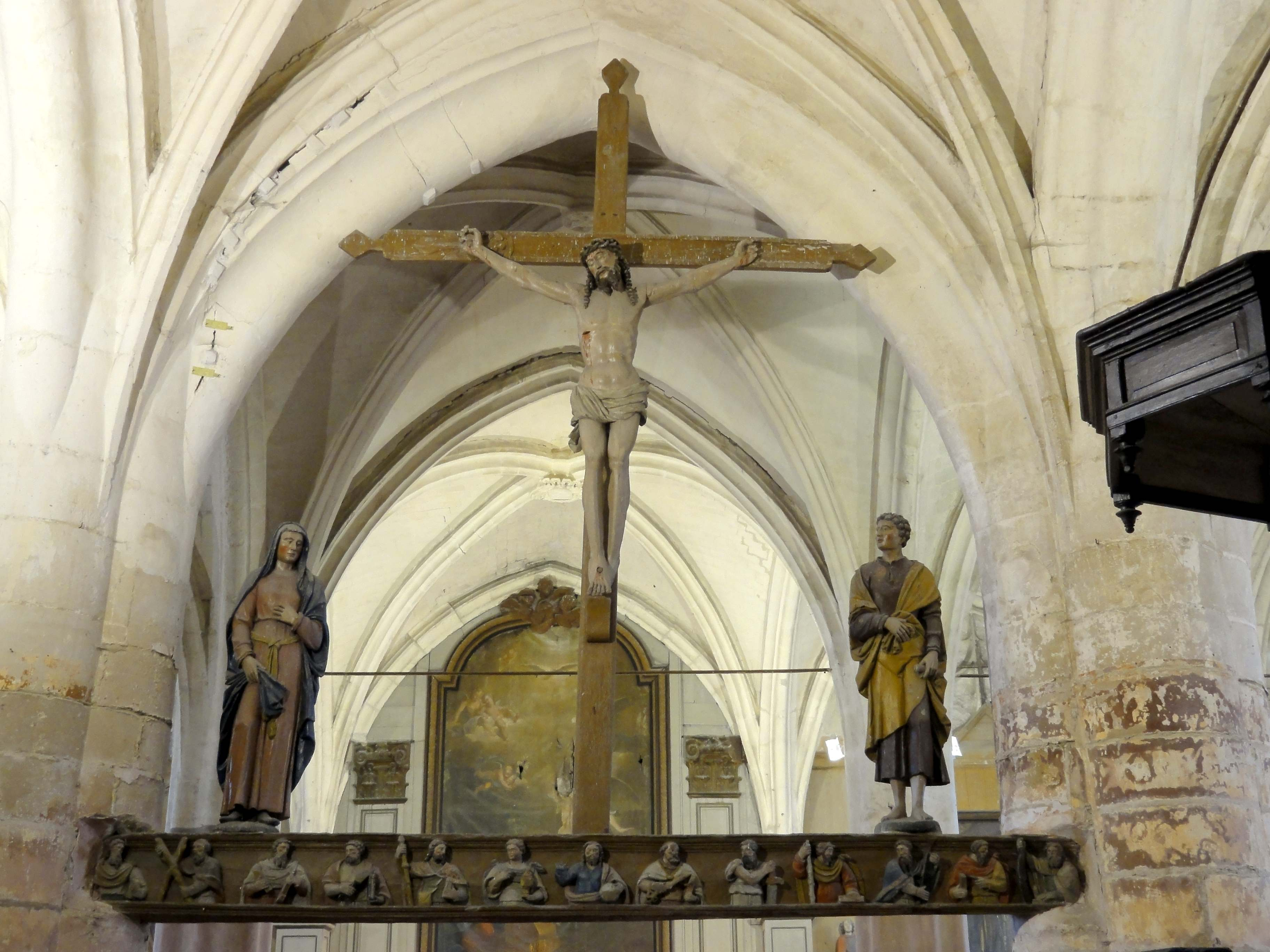
Vue d'ensemble.

La poutre de gloire, encastrée dans les piles orientales du clocher, est une pièce exceptionnelle de par sa rareté. L'ensemble n'est pas homogène. Selon Bertrand Fournier et Nicolas Déjardin du service de l'Inventaire, la poutre elle-même et le Christ dateraient du XVIe siècle ; les statues de la Vierge de douleur et de saint Jean, de qualité inférieure à celle du Christ, seraient du XVIIe siècle ; et la croix serait moderne. François Callais et Philippe Bonnet-Laborderie placent la poutre et le Christ à la limite XVIe / XVIIe siècle, en faisant le rapprochement avec ses homologues d'Agnetz (déposée), Airion et Breuil-le-Vert. Les mêmes auteurs situent les statues au XVIIIe siècle plutôt qu'au XVIIe siècle, voire au début du XIXe siècle. Elles pourraient provenir d'une autre poutre de gloire. — La poutre elle-même mesure 430 cm de largeur et 30 cm de profondeur. Elle est en bois de chêne sculpté et peint. Treize figures en bas-relief représentées à mi corps s'y côtoient : c'est Jésus-Christ entouré des Douze Apôtres, au moment de la Cène, ou l'instauration du sacrement de l'Eucharistie. Avec la main droite, qui manque aujourd'hui, Jésus bénit ; dans la main gauche, il tient un globe terrestre. Certains Apôtres peuvent être identifiés grâce à leurs attributs, qui sont souvent les instruments de leur martyre : la croix en X pour saint André ; le bourdon, la gourde et la panetière pour saint Jacques le Majeur ; le calice pour saint Jean ; la clé pour saint Pierre ; l'épée pour saint Paul ; la scie pour saint Simon. La croix mesure 400 cm de hauteur et 150 cm de largeur. Sur cette croix, Jésus est crucifié les bras légèrement levés, et les deux pieds joints. Il porte un périzonium court, qui est drapé sur les hanches. Les statues de la Vierge et de saint Jean mesurent 120 cm de hauteur. La Vierge ramène la main gauche sur la poitrine dans un geste d'affliction. Au lieu de regarder son fils, elle baisse ses yeux. L'Apôtre bien-aimé lève tout au contraire les yeux en direction du Sauveur,.

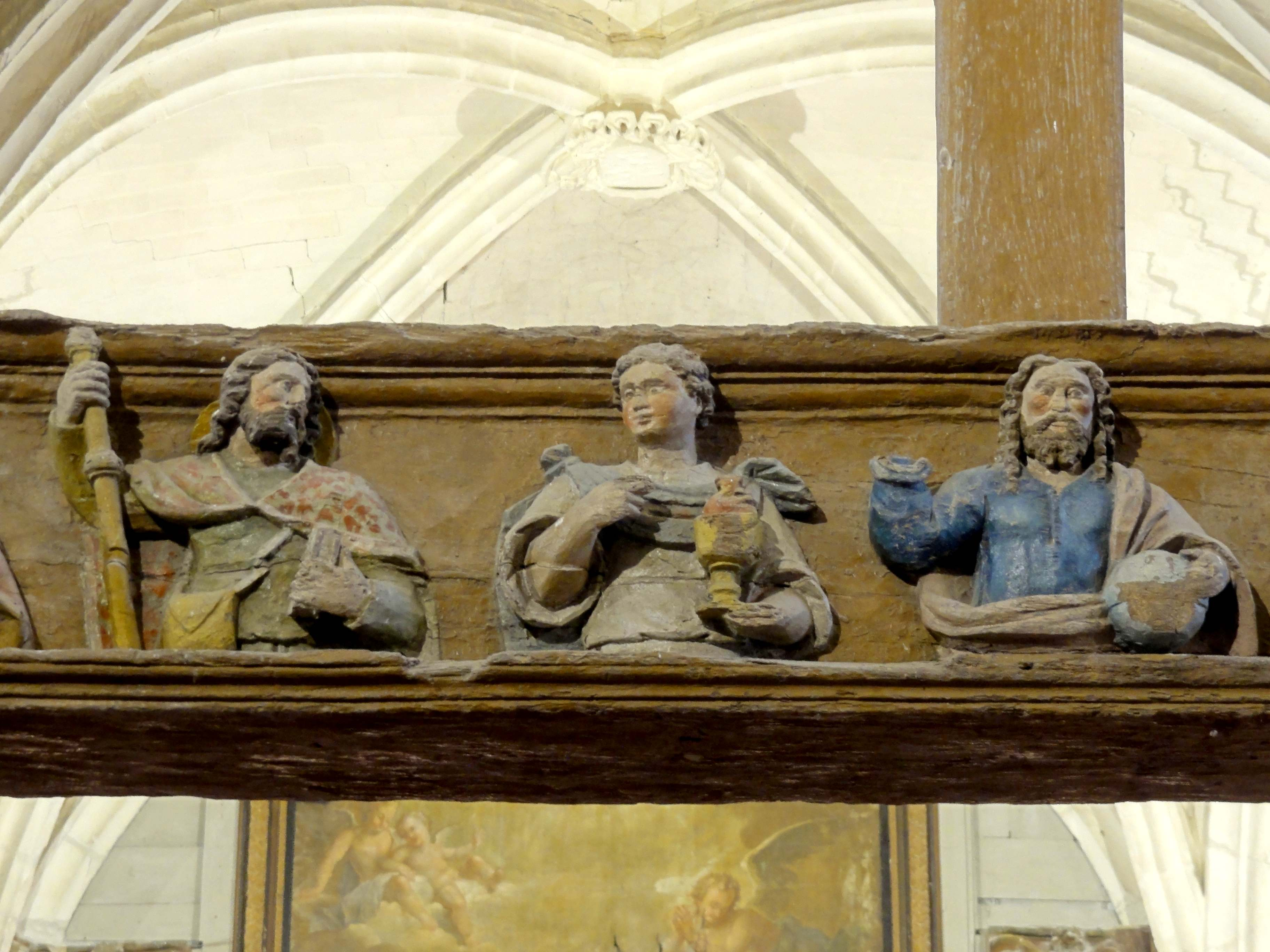
Saint Jacques, saint Jean et Jésus-Christ.
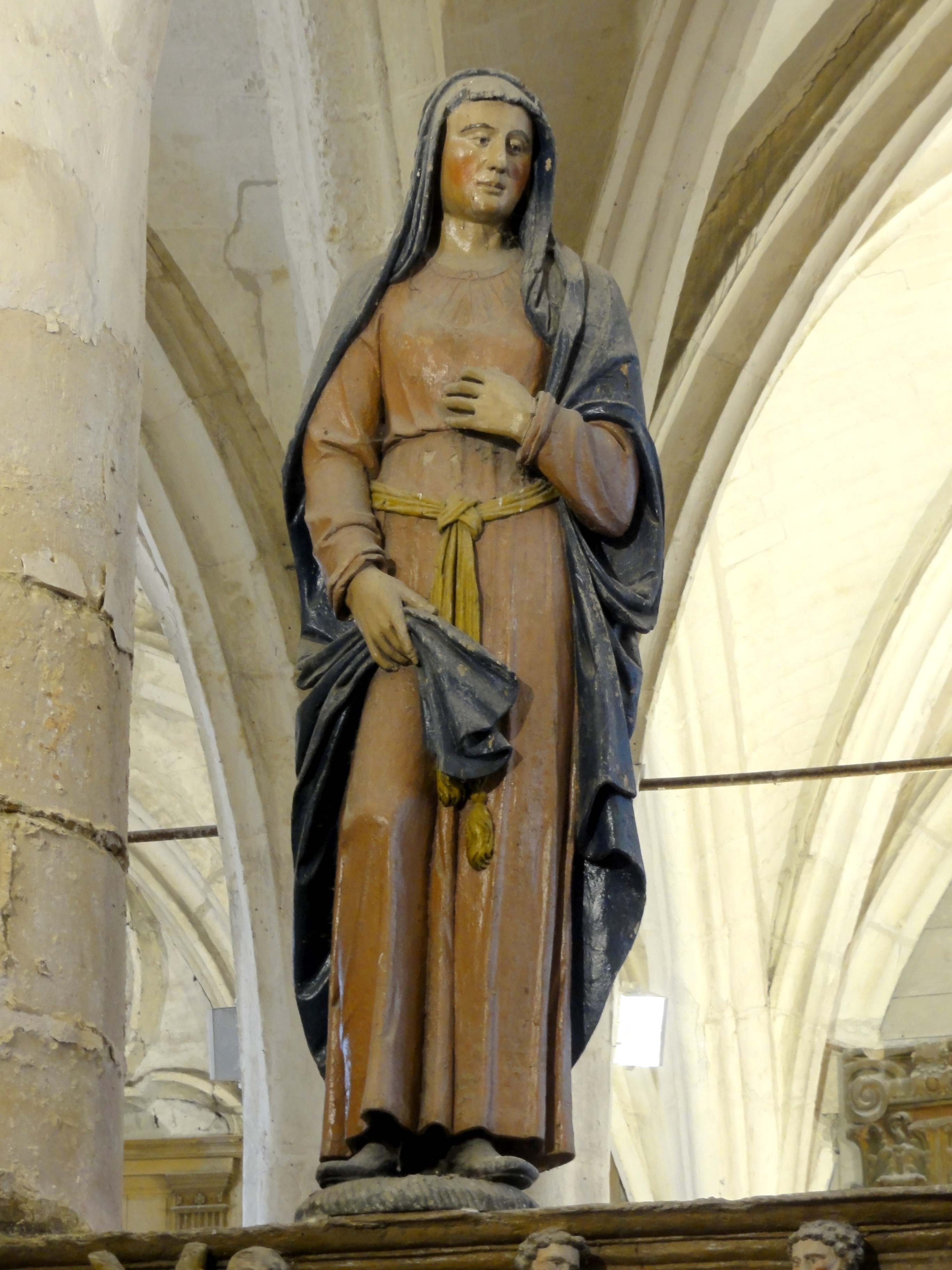
Vierge de douleur.
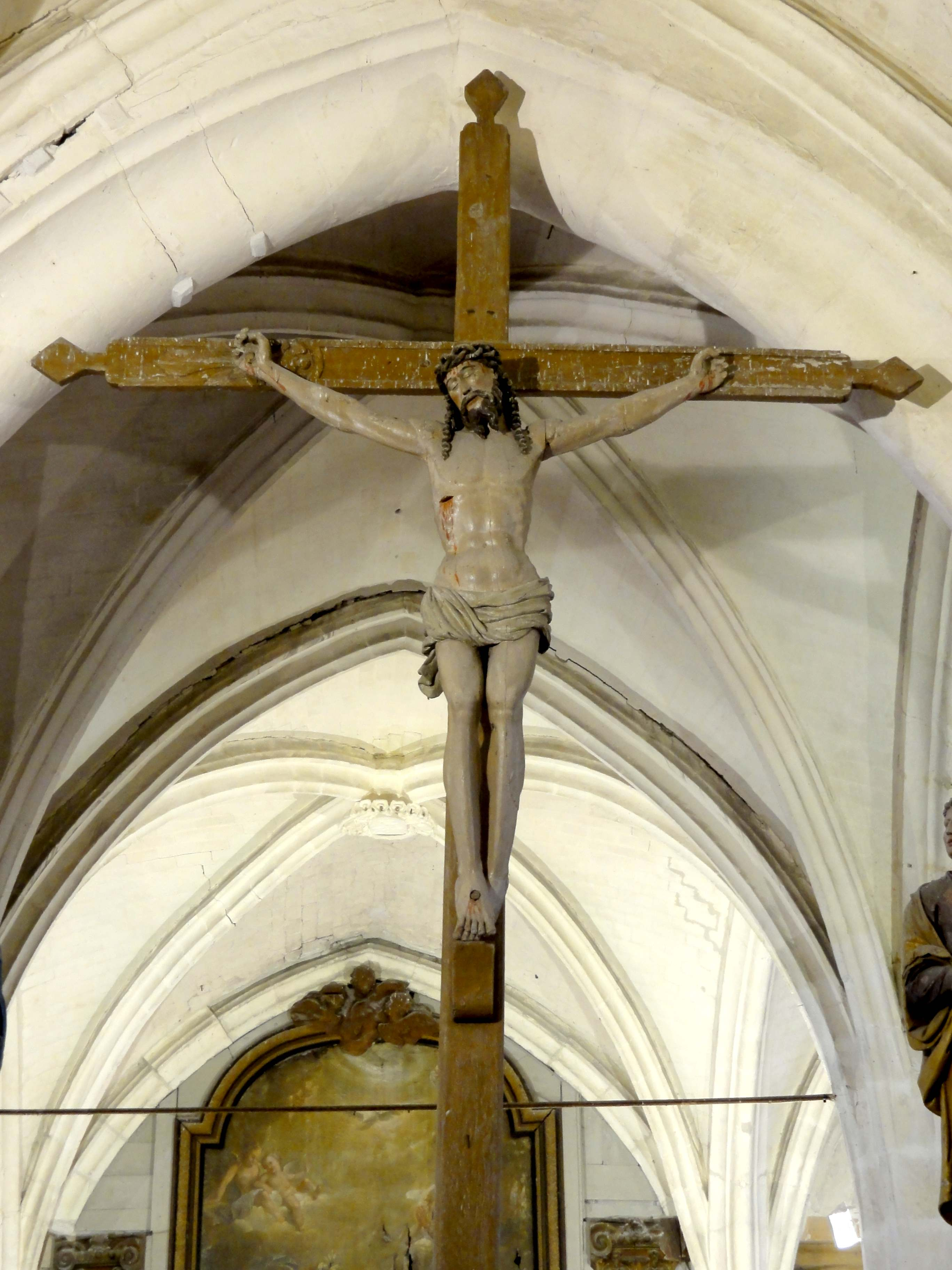
Christ en croix.
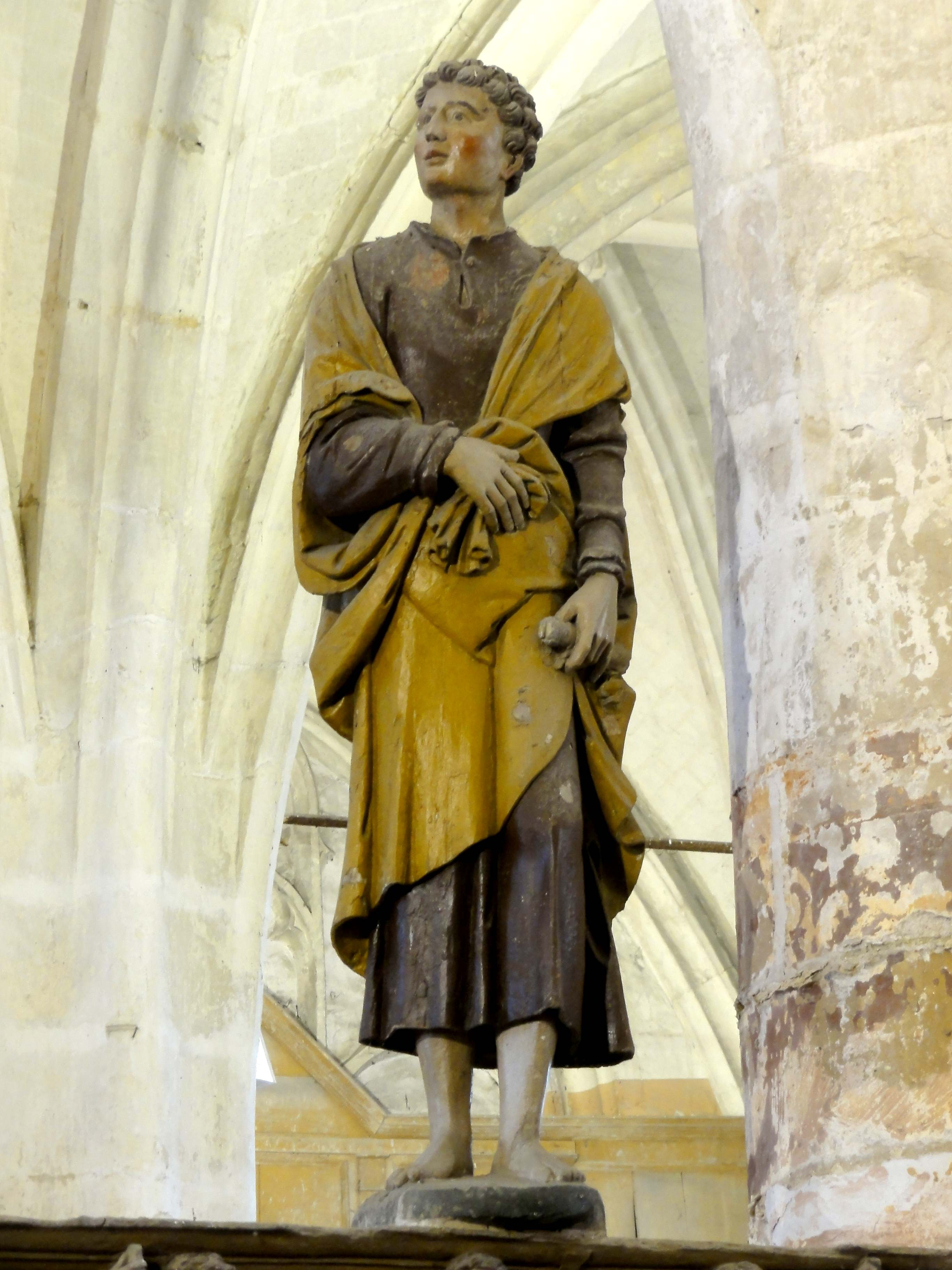
Saint Jean.
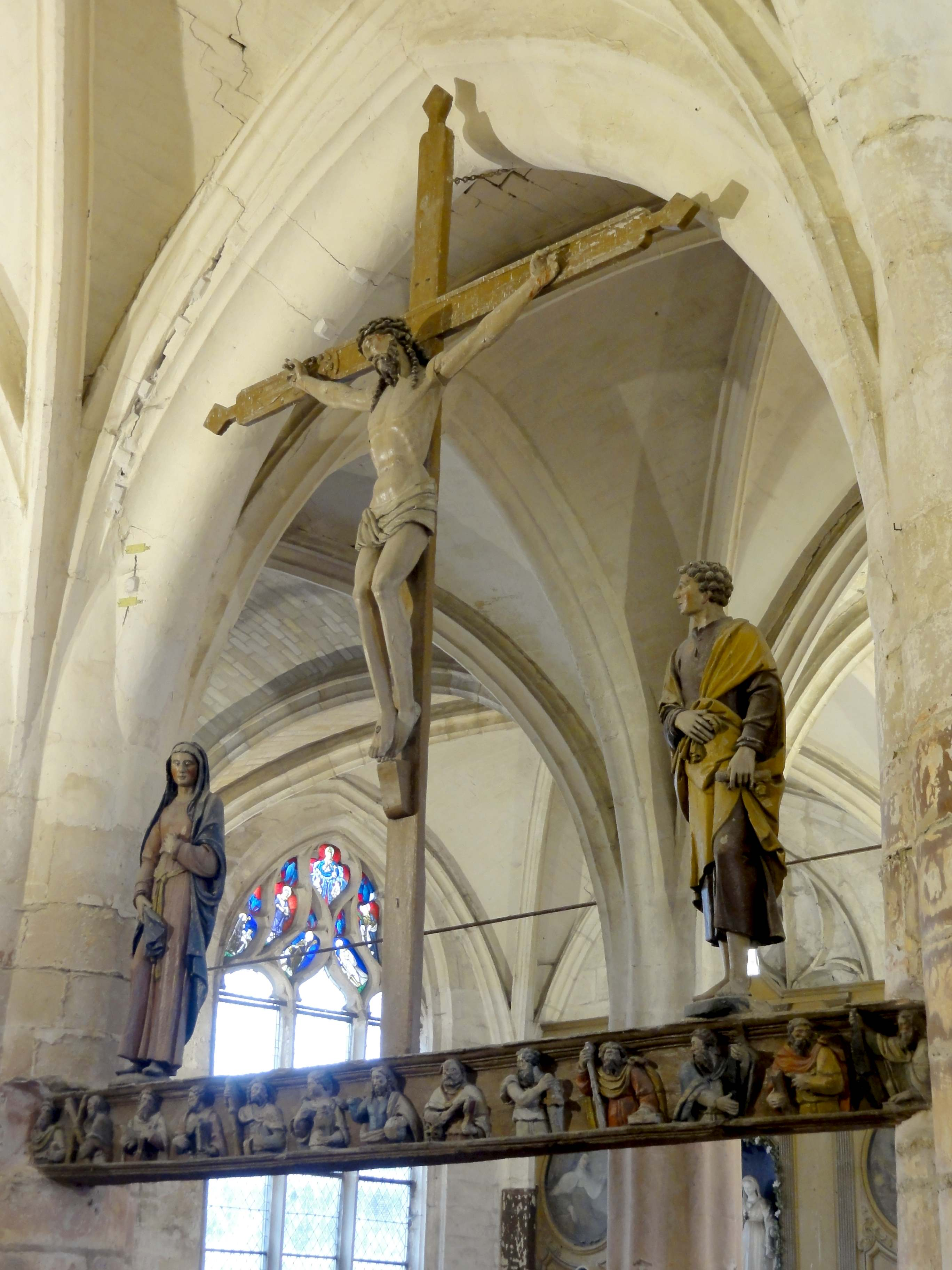
Vue de biais.
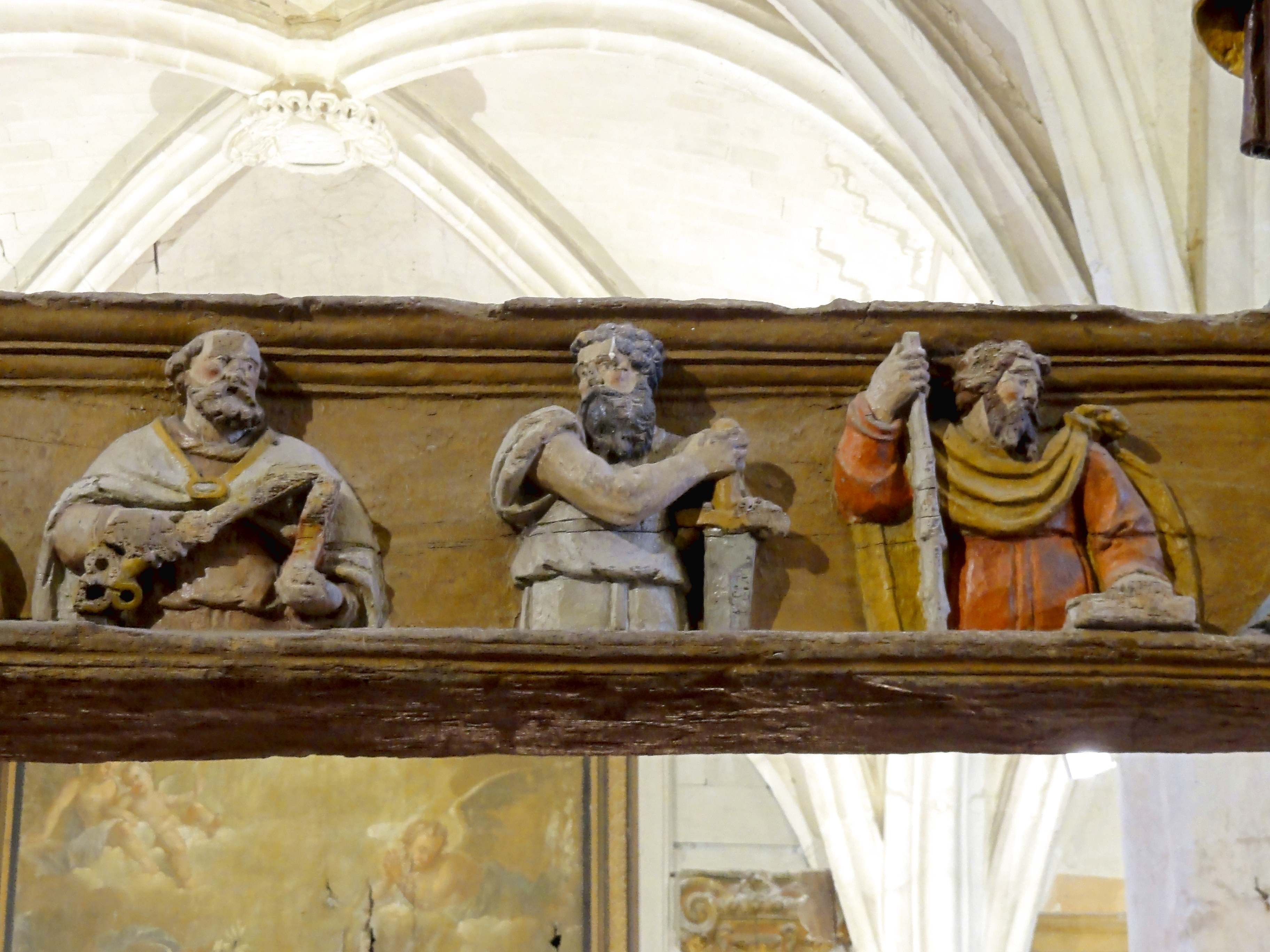
Saint Pierre, saint Paul et ??

### Retables

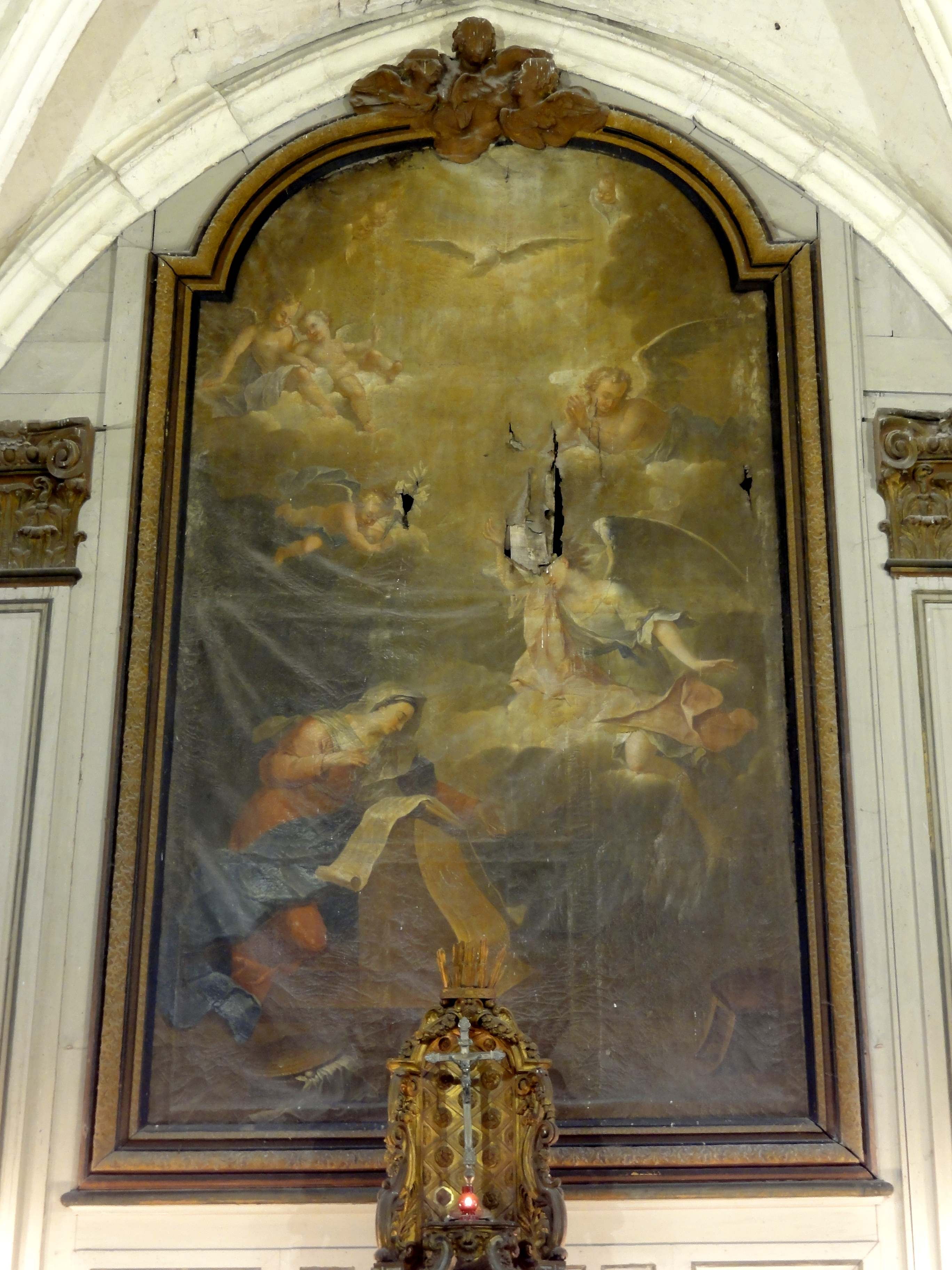
Tableau - L'Annonciation.

Le retable du maître-autel se compose de boiseries assemblées de panneaux à fenestrages non décorées, dont deux sont allongés et surmontées de chapiteaux de pilastres corinthiens. Cette disposition suggère deux pilastres, qui encadrent et mettent en valeur un grand tableau du XVIIIe siècle. Il représente l'Annonciation faite à la Vierge Marie par l'archange Gabriel, et mesure 250 cm de largeur pour 350 cm de hauteur. Aujourd'hui, le tableau est très effacé et tombe en lambeaux, mais Bonnet-Laborderie et Callais tiennent à souligner qu'il s'agit d'une œuvre de grande qualité, qui mériterait d'être restaurée. Le tableau n'a certainement pas été pour l'église de Jaux, et est susceptible d'avoir été acquise sous la Révolution, peut-être au Carmel de Compiègne vendu comme bien national en 1795, qui était placé sous l'invocation de l'Assomption de la Sainte-Vierge. Le tabernacle baroque est une pièce de qualité exceptionnelle pour la richesse de sa sculpture et le dais du crucifix qui surmonte le tabernacle proprement dit,.
Le retable de la Vierge au chevet du collatéral nord est de style Louis XV, et s'articule autour d'une niche cintrée qui abrite une statue de la Vierge à l'Enfant. Cette partie centrale du retable est couronnée d'un fronton triangulaire, et flanquée de deux paires de pilastres. Les ailes latérales comportent chacune un médaillon entouré d'un cadre au décor Rocaille, qui met en valeur un tableau peint à l'huile sur toile. Le tableau de gauche représente sainte Thérèse d'Avila, qui tient dans sa main un cœur comme symbole de la transverbération qu'elle a vécue. Le tableau de gauche représente un moine assise devant une table, qui médite en se penchant sur un crucifix qu'il saisit avec les deux mains, alors qu'un crâne repose sur la table. Il pourrait s'agir de saint Jean de la Croix. Ces deux tableaux, ainsi que le retable, proviennent très probablement du Carmel de Compiègne. Ce devrait aussi être le cas de l'autel-tombeau de forme galbé, qui est peint en faux-marbre affiche le même décor Rocaille que les deux cadres. Un cartouche présente un bas-relief, ou l'agneau mystique accompagné d'un crucifix est couché sur la table du sacrifice, d'où pendent les sept sceaux. La tête est tournée vers le ciel, où paraissent des rayons de lumière. Les tableaux, le retable et l'autel sont autant des souvenirs du martyre des Seize bienheureuses Carmélites de Compiègne, qu'elles ont subi en juillet 1794. L'église Saint-Pierre de Jaux n'est pas la seule église qui a accueilli du mobilier liturgique provenant du Carmel de Compiègne : le retable du maître-autel et le tabernacle de l'église d'Armancourt ont la même provenance. Sachant que le Carmel de Compiègne a bénéficié de la générosité de Louis XV et de Marie Leszczynska, il n'est pas exclu qu'il s'agisse ici de cadeaux de la famille royale,.
Quant au retable au chevet du collatéral sud, il est analogue à son homologue du nord, avec les médaillons en moins, et des pilastres simplifiés. Bonnet-Laborderie et Callais situent ce retable au XIXe siècle, ce qui impliquerait que seuls les médaillons du retable de la Vierge remonteraient au XVIIIe siècle, ou que le menuisier aurait recopié le retable de la Vierge. En lieu et place d'une niche à statue, le retable du collatéral sud affiche un grand tableau datant probablement du XIXe siècle, qui montre saint Nicolas en habit épiscopal, alors qu'il ramène à la vie les trois jeunes enfants tués par un boucher.

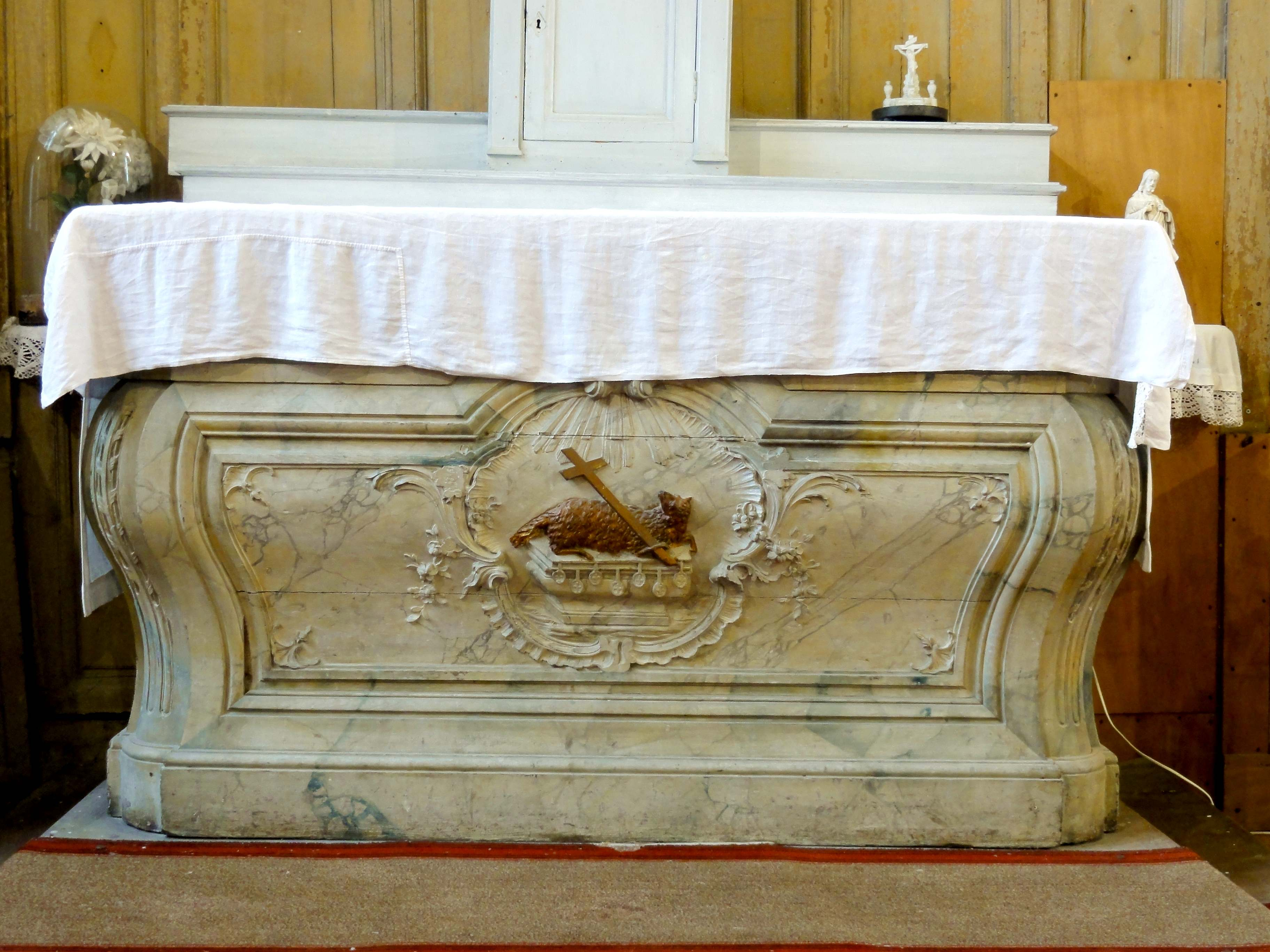
Autel du collatéral nord.
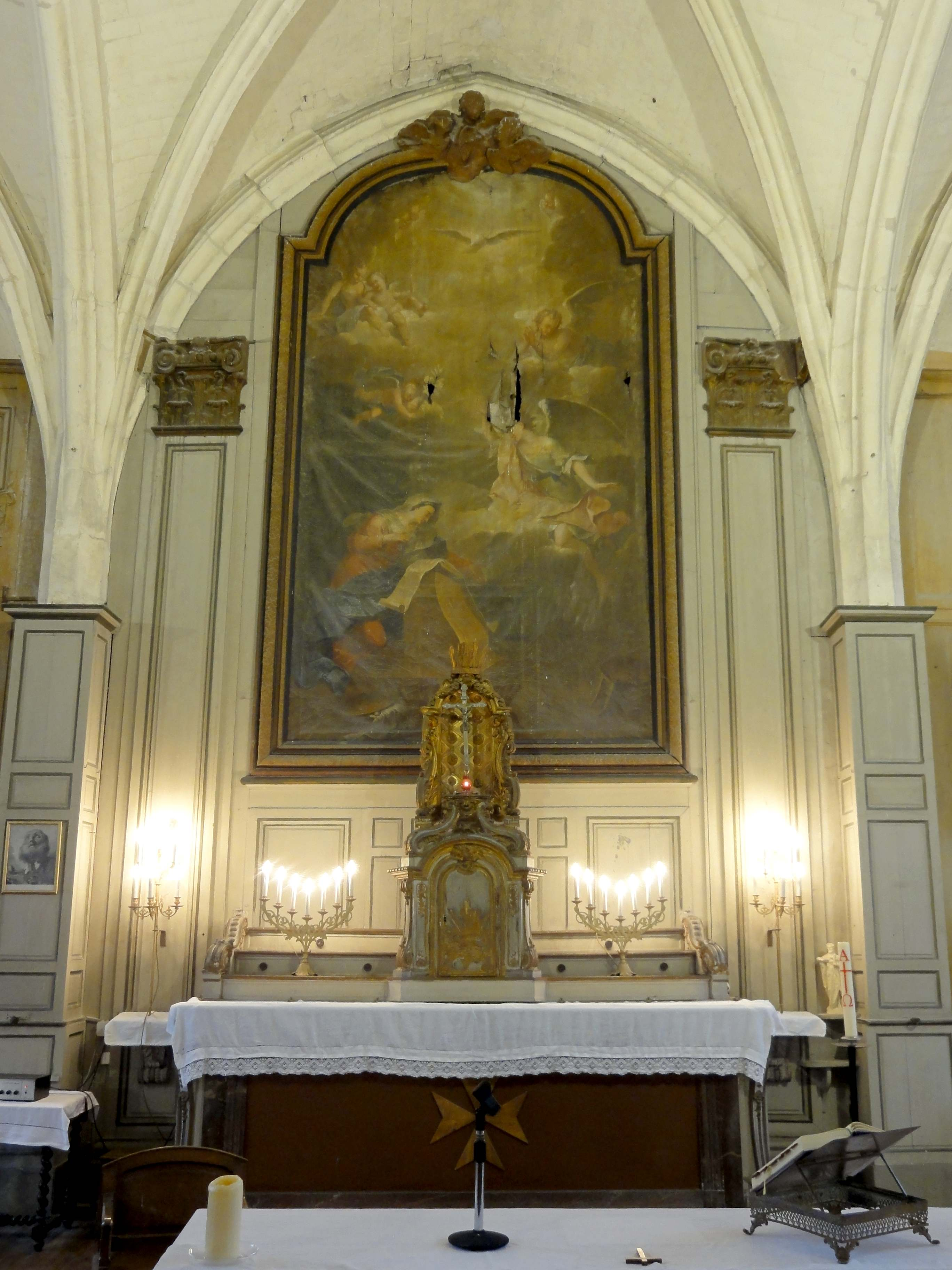
Retable du maître-autel.
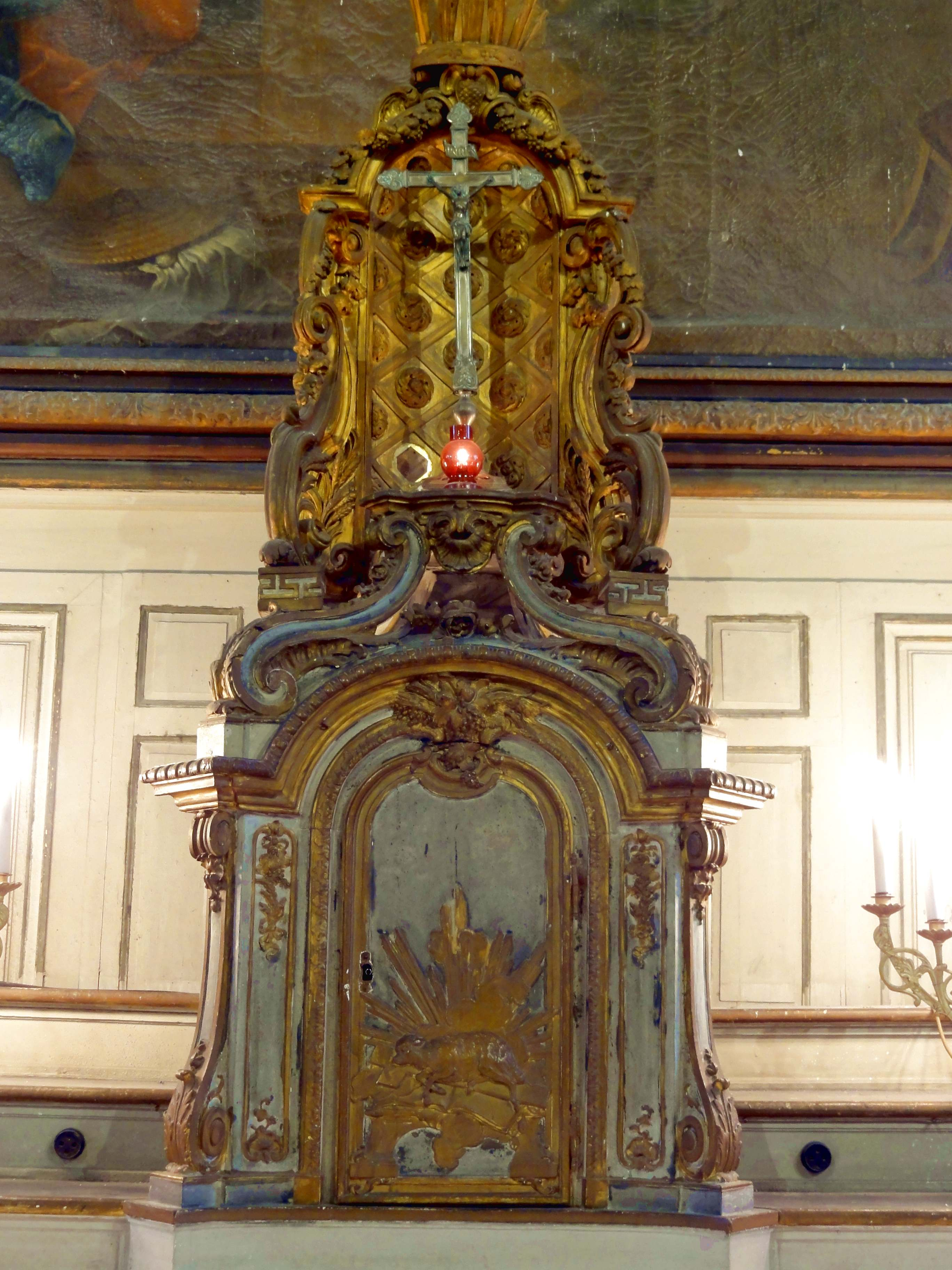
Idem, tabernacle.
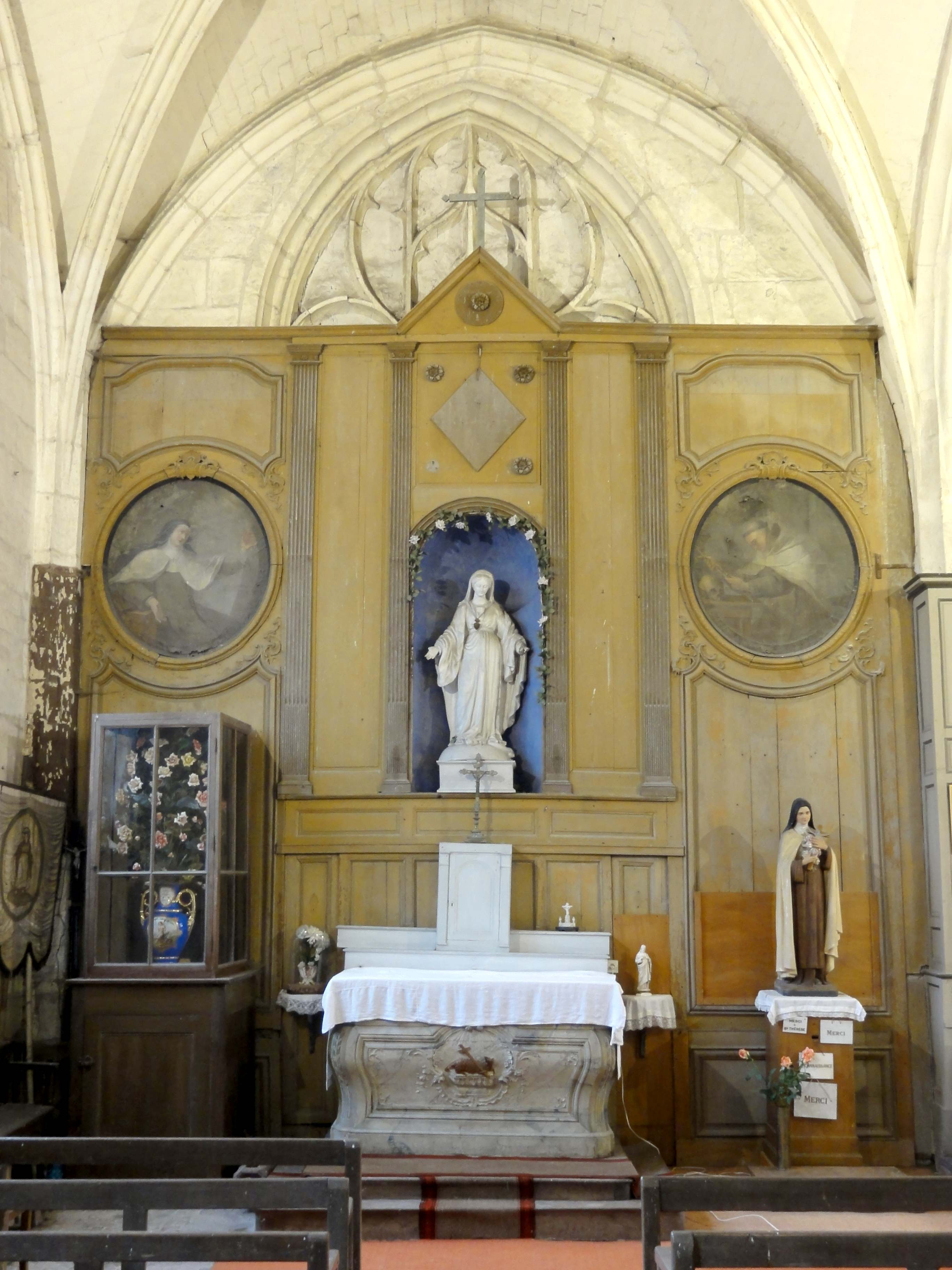
Retable de la Vierge.
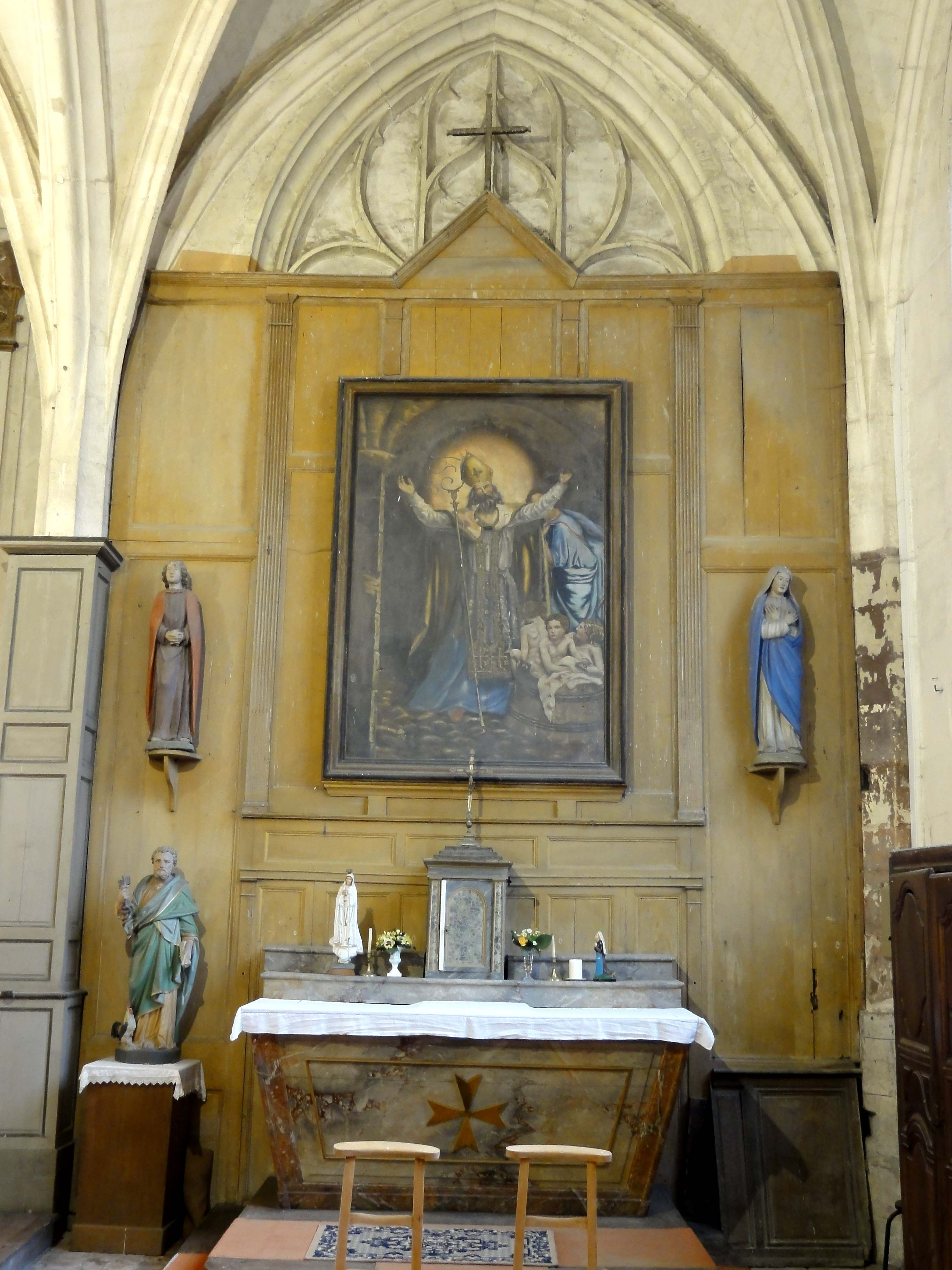
Retable du collatéral sud.
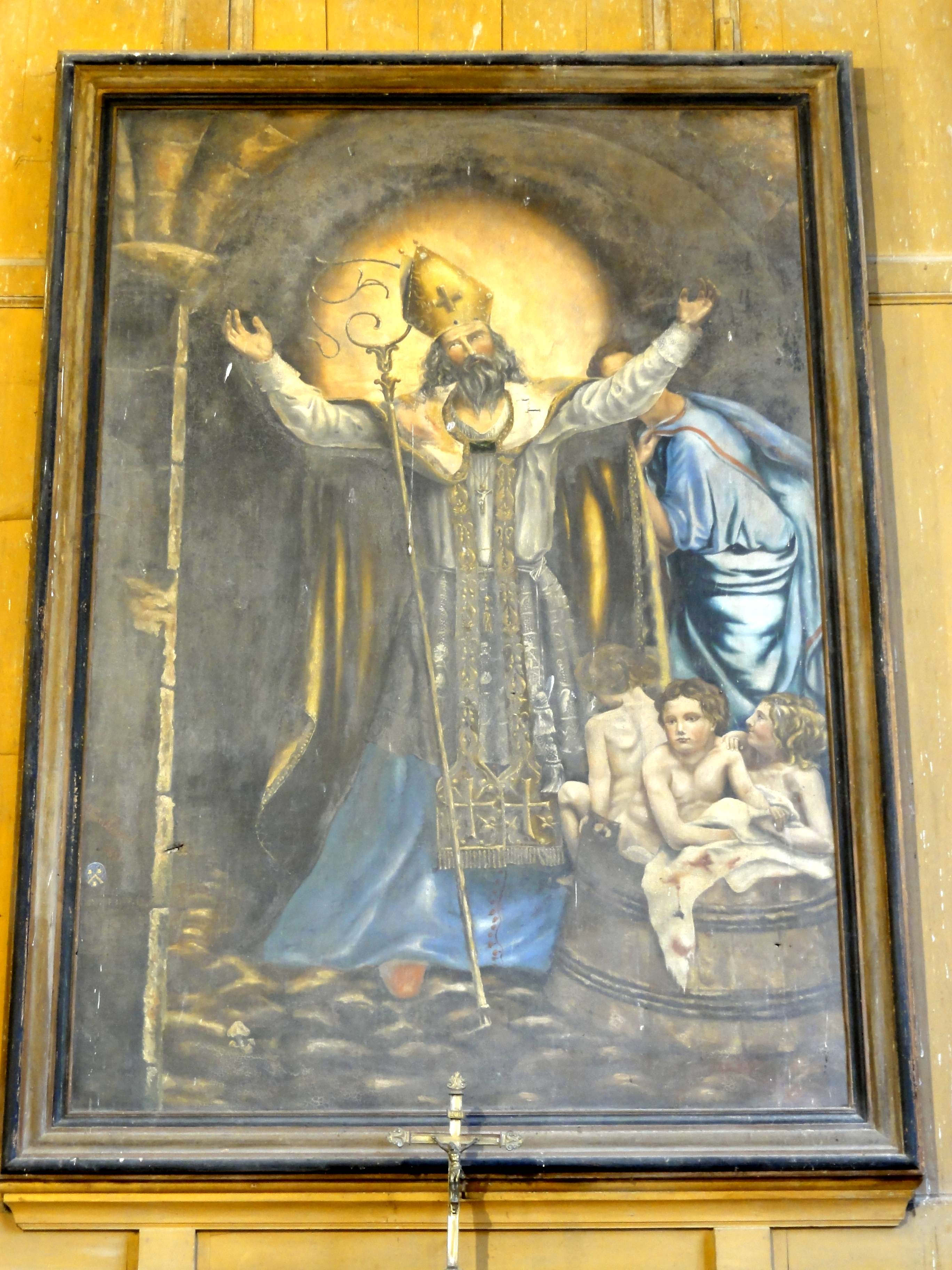
Tableau - Saint-Nicolas.

### Vitraux

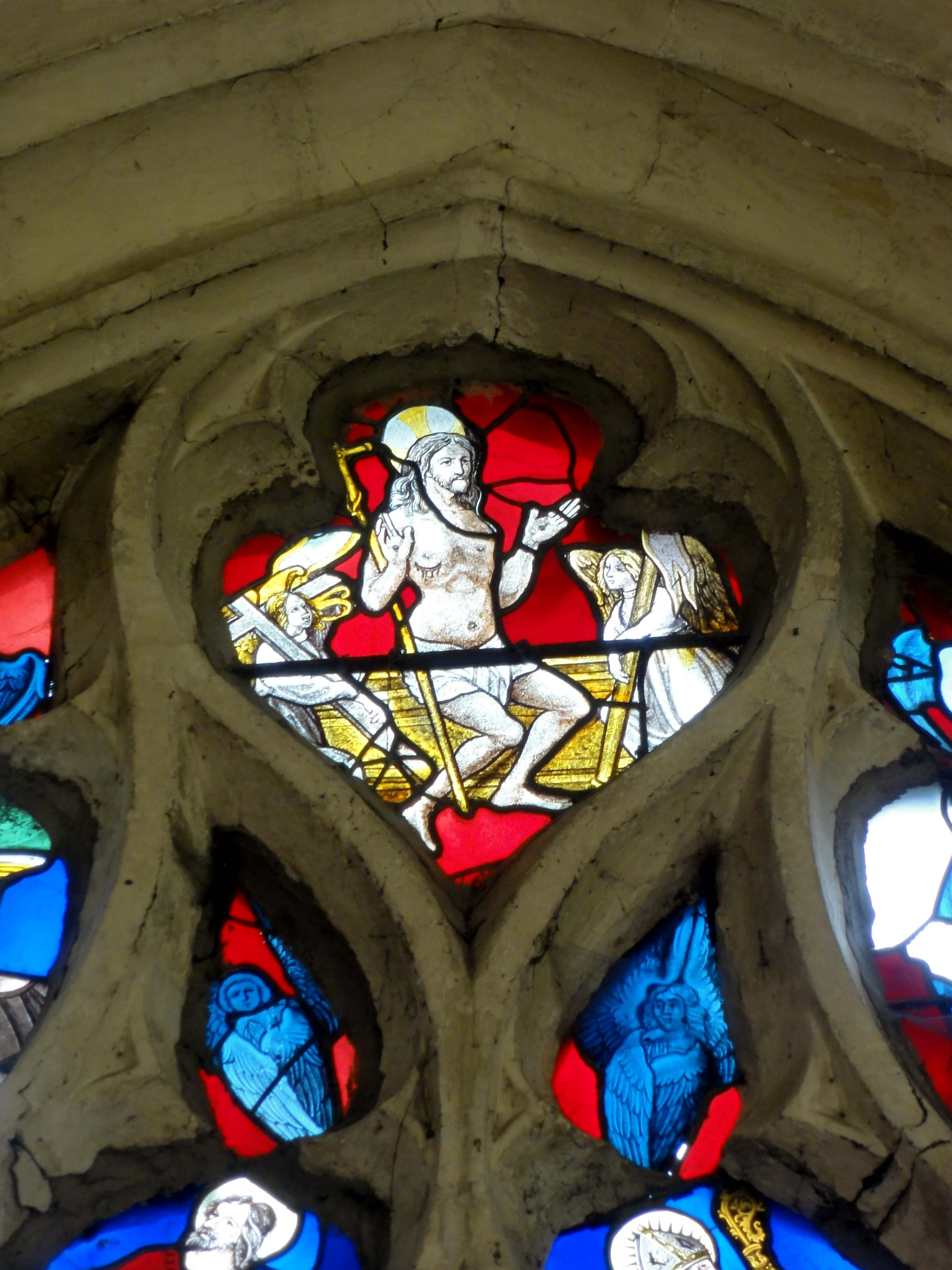
Résurrection du Christ.

Les fragments de vitraux au tympan de quatre baies des collatéraux du chœur sont classés. Le dossier d'Inventaire les date du premier quart du XVIe siècle, ce qui ne concorde pas avec la date indiquée par Louis Graves (1541). Deux autres baies des collatéraux du chœur conservent des fragments d'intérêt moindre, qui ne sont pas classés. Il est également à noter que la numérotation utilisée dans le dossier d'Inventaire est erronée, car ne tenant pas compte des baies bouchées du chevet. Les vitraux les plus intéressants se trouvent dans les baies no 3, 4 et 6, et sont fortement restaurés.
Les tympans des deux premières travées des collatéraux comportent deux soufflets et un losange. Dans trois cas sur quatre, les sommets des deux lancettes conservent également des fragments de vitraux. Au nord de la première travée du collatéral nord (no 7), l'on trouve uniquement des motifs décoratifs en grisaille et jaune d'argent, qui sont en grande partie inspirées du sujet de la corne d'abondance. Il y a également un fragment de phylactère. Le tympan de la fenêtre suivante (no 5), ne restent que des fragments de peintures sur verre en grisaille, un triangle rouge et les contours du buste d'une figure. — Les tympans des larges baies des dernières travées des collatéraux comportent un soufflet symétrique central, et six soufflets dissymétriques. Au nord de la dernière travée (no 3), Dieu le Père surgit d'un nuage en haut du soufflet central. Il est couronné, bénit d'une main, et tient un orbe dans l'autre main. En dessous, deux anges musiciens sonnent la trompette. Chacun des autres soufflets présente un ange ou plutôt une âme de couleur bleue, qui occupe la partie supérieure, et un saint. De gauche à droite, l'on reconnaît une abbesse non identifiée devant un roi ; sainte Agathe avec une pince ; saint Éloi avec un marteau et une enclume ; une saint évêque portant sa mitre dans la main gauche devant un roi agenouillé ; une sainte martyre avec la palme du martyr ; et saint Fiacre avec la bêche. C'est sur cette baie que se trouvait jadis la date de 1541.
En face au sud (no 4), le soufflet central au sommet du tympan représente le Christ au moment de sa Résurrection, comme il sort de son tombeau accompagné de deux anges portant des instruments de la Passion. Les autres soufflets sont, en principe, organisés de la même façon qu'au nord : la partie supérieure affiche une âme, et la partie inférieure un saint. Dans un cas, le saint a été remplacé par un ange peint en grisaille et jaune d'argent, qui devrait provenir d'une bordure. Callais et Bonnet-Laborderie indiquent saint Michel pour cet emplacement. Sinon, les personnages représentés sont, de gauche à droite, un saint évêque ; saint Jean-Baptiste ; un autre saint évêque, sainte Marie-Madeleine et une sainte martyre. À droite de la baie décrite, dans la seconde travée du collatéral sud (no 6), les vitraux classés incluent les parties hautes des deux lancettes. L'on y voit une Sainte-Trinité où le fils est représenté comme Christ en croix, et un portrait en profil de saint Étienne, avec la palme du martyr une pierre collée à son crâne. Le losange central représente une scène de martyr ; un homme est assis sur un autel ou table de pierre, et ses bras sont pris dans des trous percés dans des pièces de bois comme sur un pilori, alors que deux hommes enfoncent des clous dans ses épaules avec des marteaux. À gauche et à droite, l'on retrouve deux personnages sous des âmes bleues, en l'occurrence sainte Barbe et un ange musicien. Restent à mentionner la verrière de la première travée du sud (no 8), où ne subsistent que des fragments de cornes d'abondance dans deux moitiés de soufflets, ainsi qu'un cercle bleu au milieu du losange.

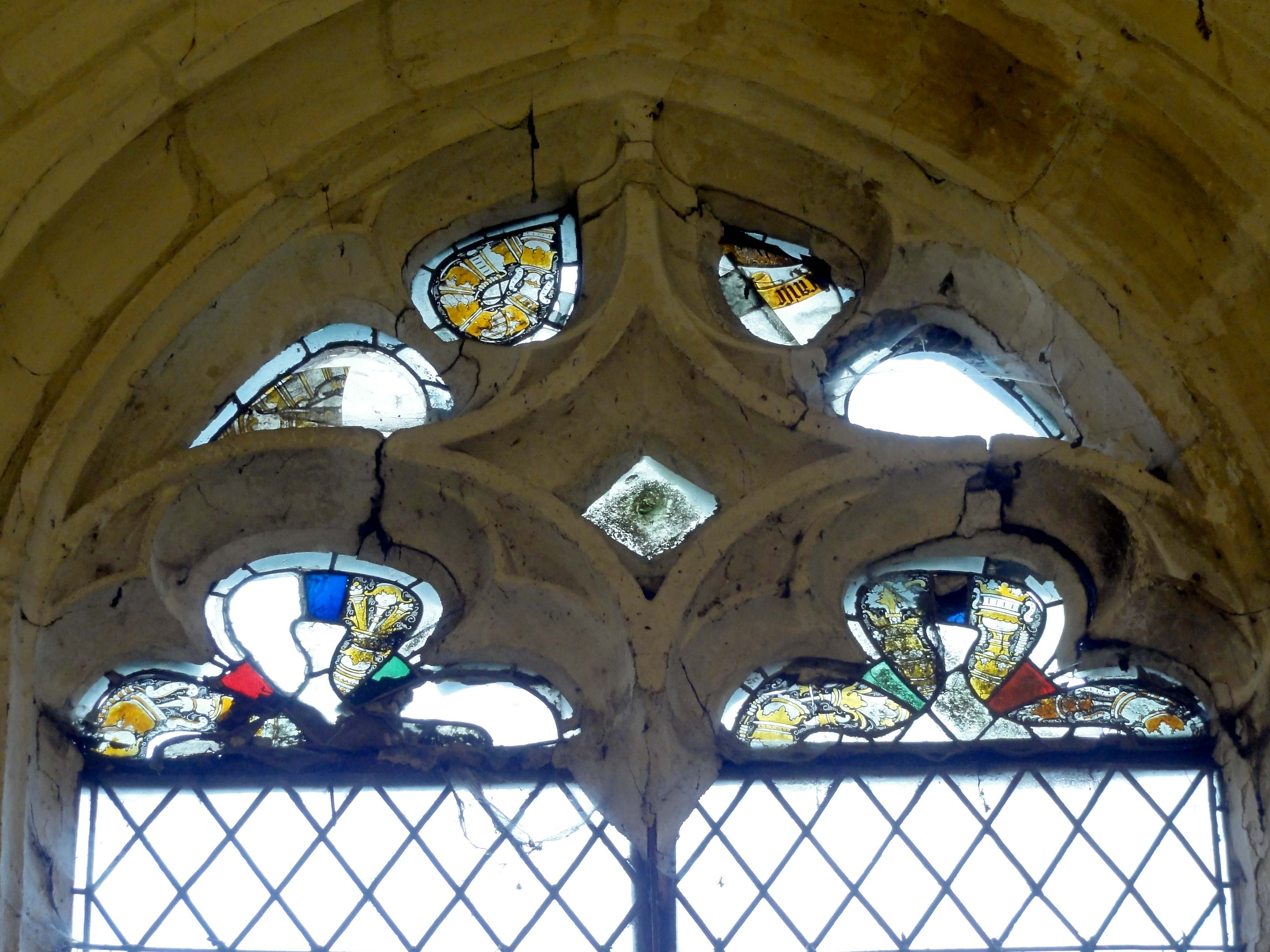
Collatéral nord, verrière no 7.
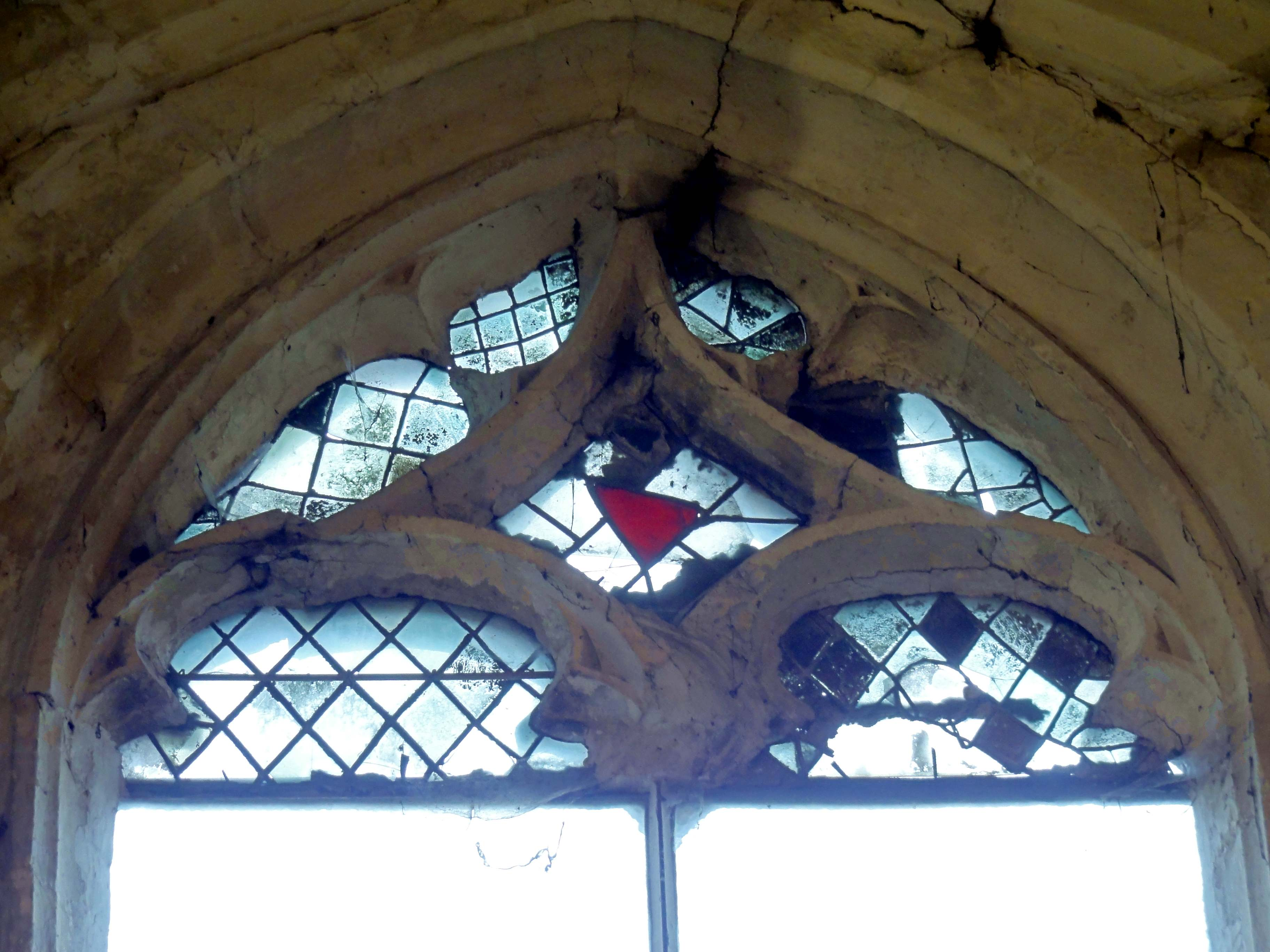
Collatéral nord, verrière no 5 (non classée).
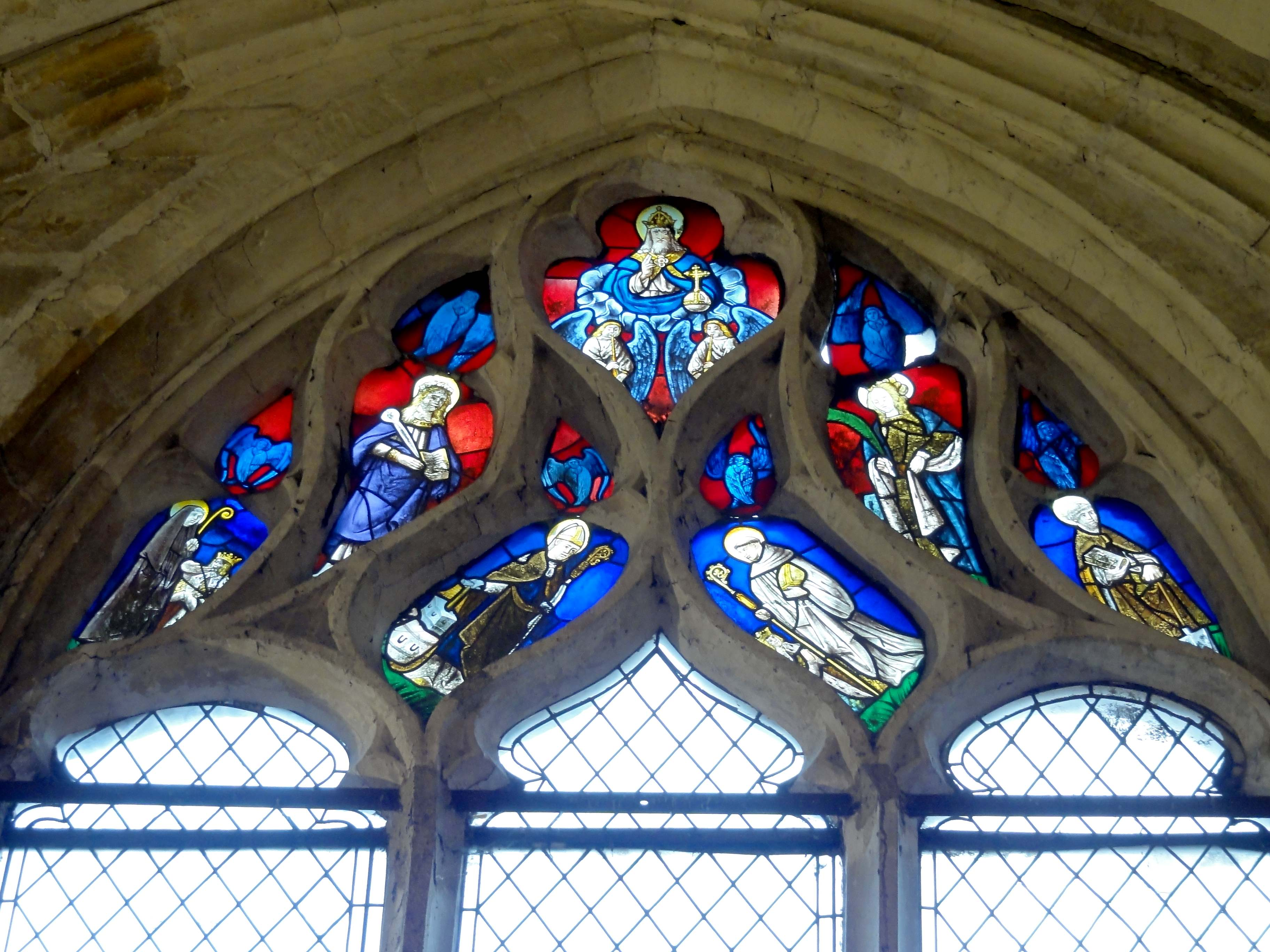
Collatéral nord, verrière no 3.
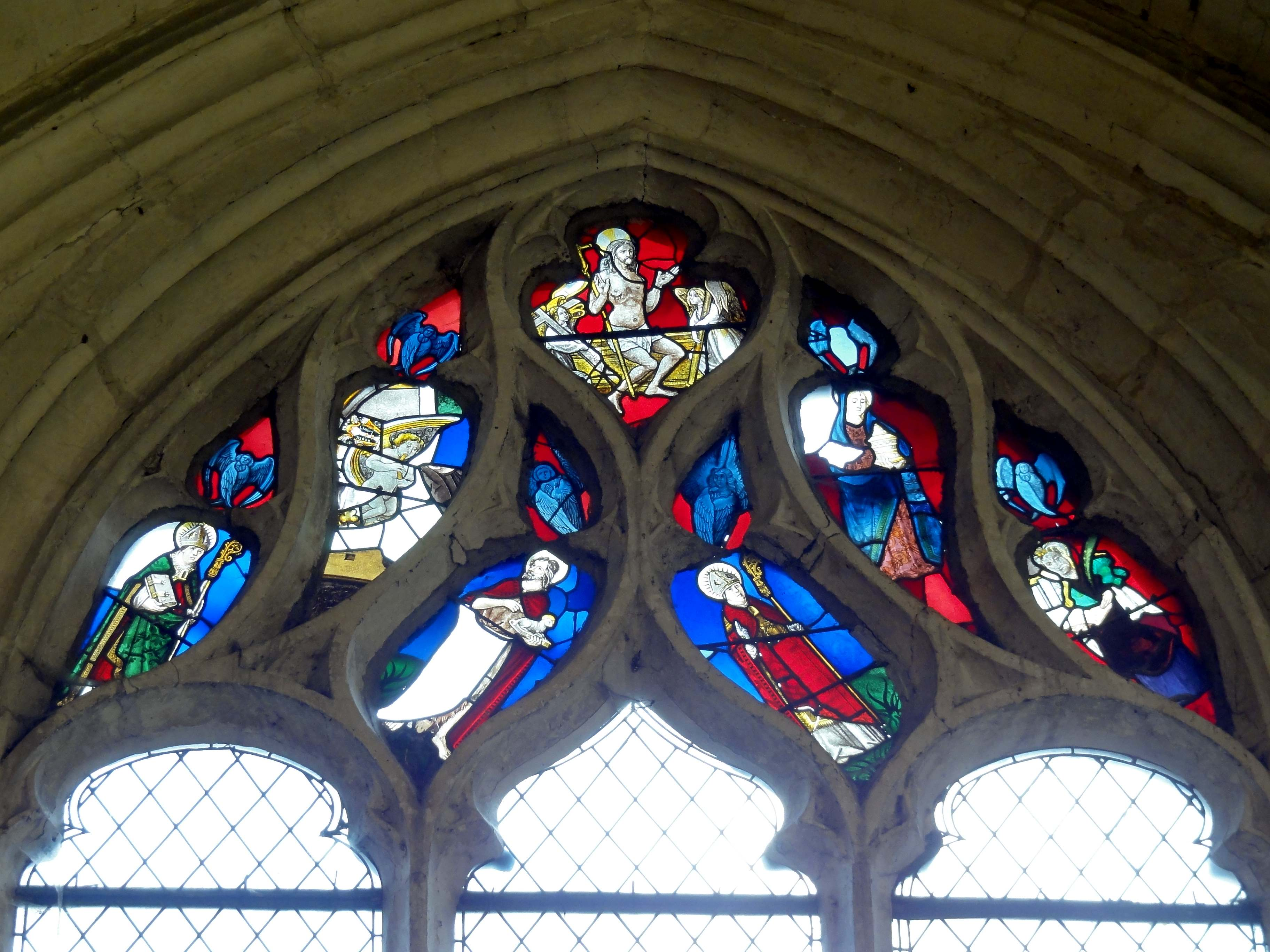
Collatéral sud, verrière no 4.
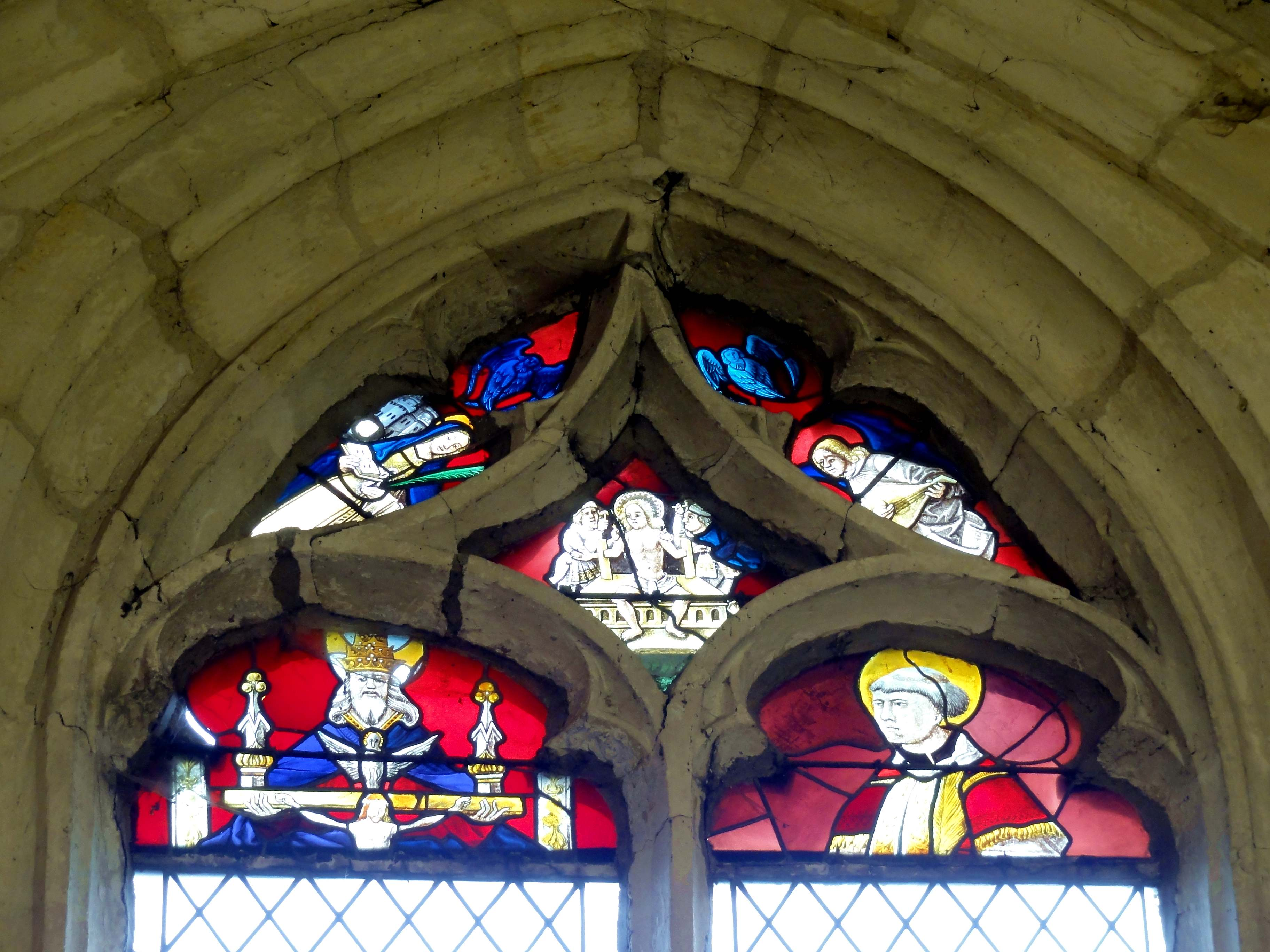
Collatéral sud, verrière no 6.
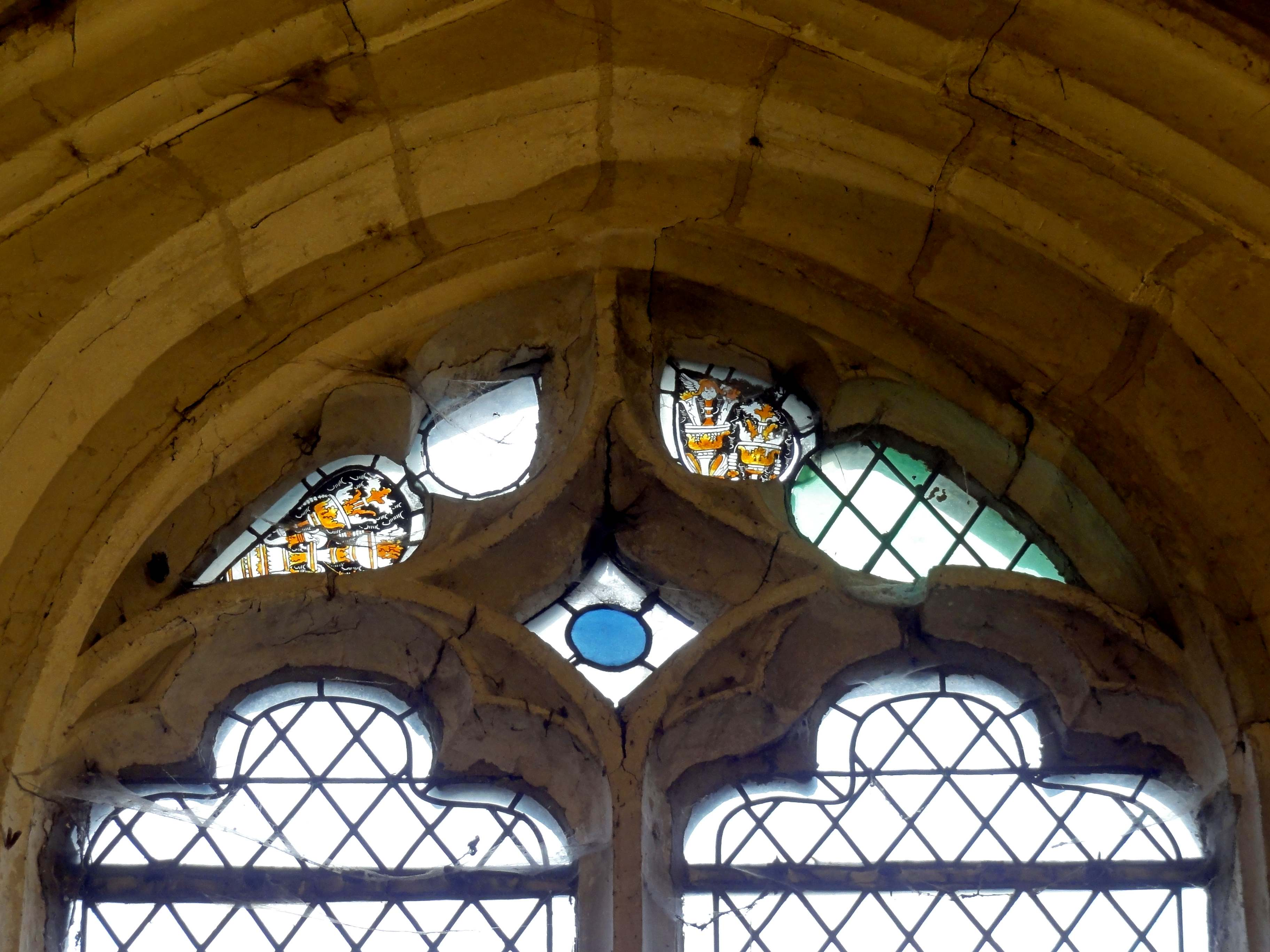
Collatéral sud, verrière no 8 (non classée).

### Autres éléments du mobilier
- La cloche de 1753 est en bronze, et arbore les noms des deux fondeurs : J. Dormoy et N. Antoine[16].
- À côté du portail latéral nord de la nef, qui date de la période flamboyante, le bénitier s'appuie sur un cul-de-lampe représentant un personnage.
- Dans la nef, devant la pile sud-ouest du clocher, une statuette en bois de saint Nicolas, patron des bateliers, est placée sur une console.
- La chaire à prêcher est accrochée au même pilier, du côté nord. Elle date de 1687, et a perdu ses panneaux sculptés. La cuve repose sur quatre ailerons baroques, et la rampe de l'escalier est munie de balustres en bois tourné, qui se distinguent par la finesse de leur silhouette.
- Dans l'angle nord-est du collatéral nord, une vitrine abrite un vase et un bouquet de la confrérie des archers de Jaux, qui leur a été remis lors de sa victoire au Bouquet provincial[14].
- Le tableau de saint Nicolas au chevet du collatéral sud est flanquée de statues de la Vierge de douleur et de saint Jean de qualité médiocre, qui sont susceptibles de provenir d'une autre poutre de gloire[14].

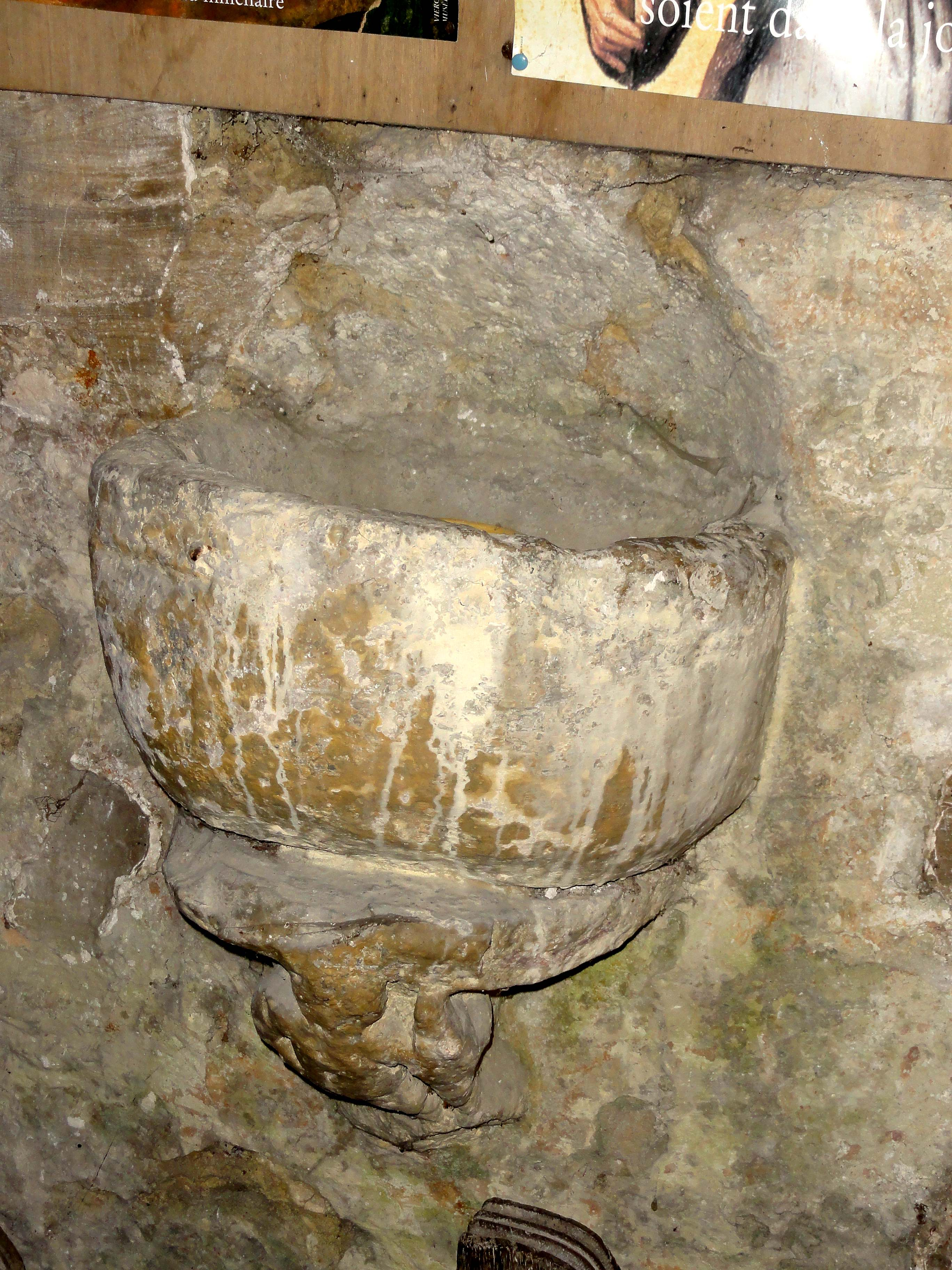
Bénitier.
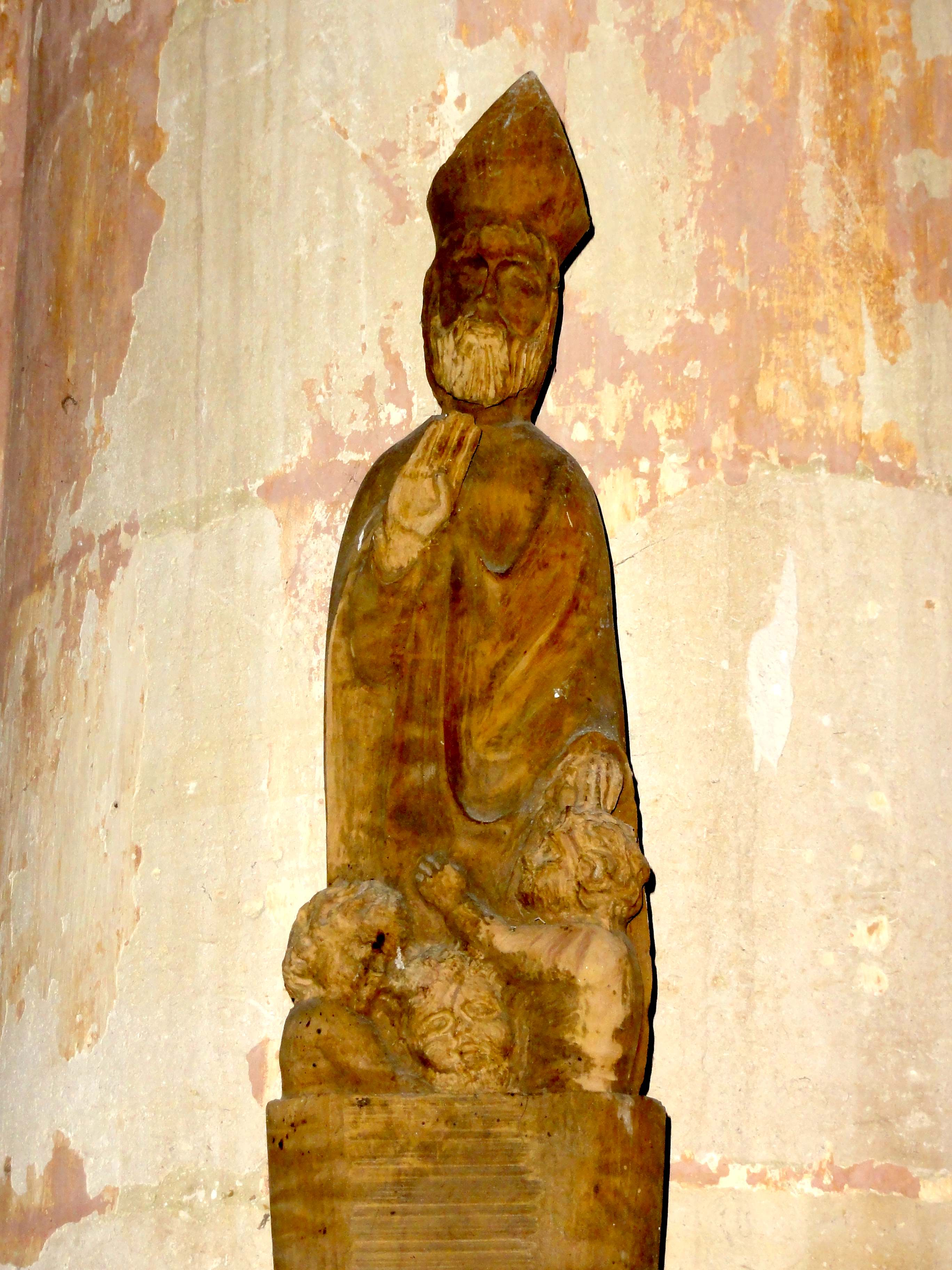
Statue de saint Nicolas.
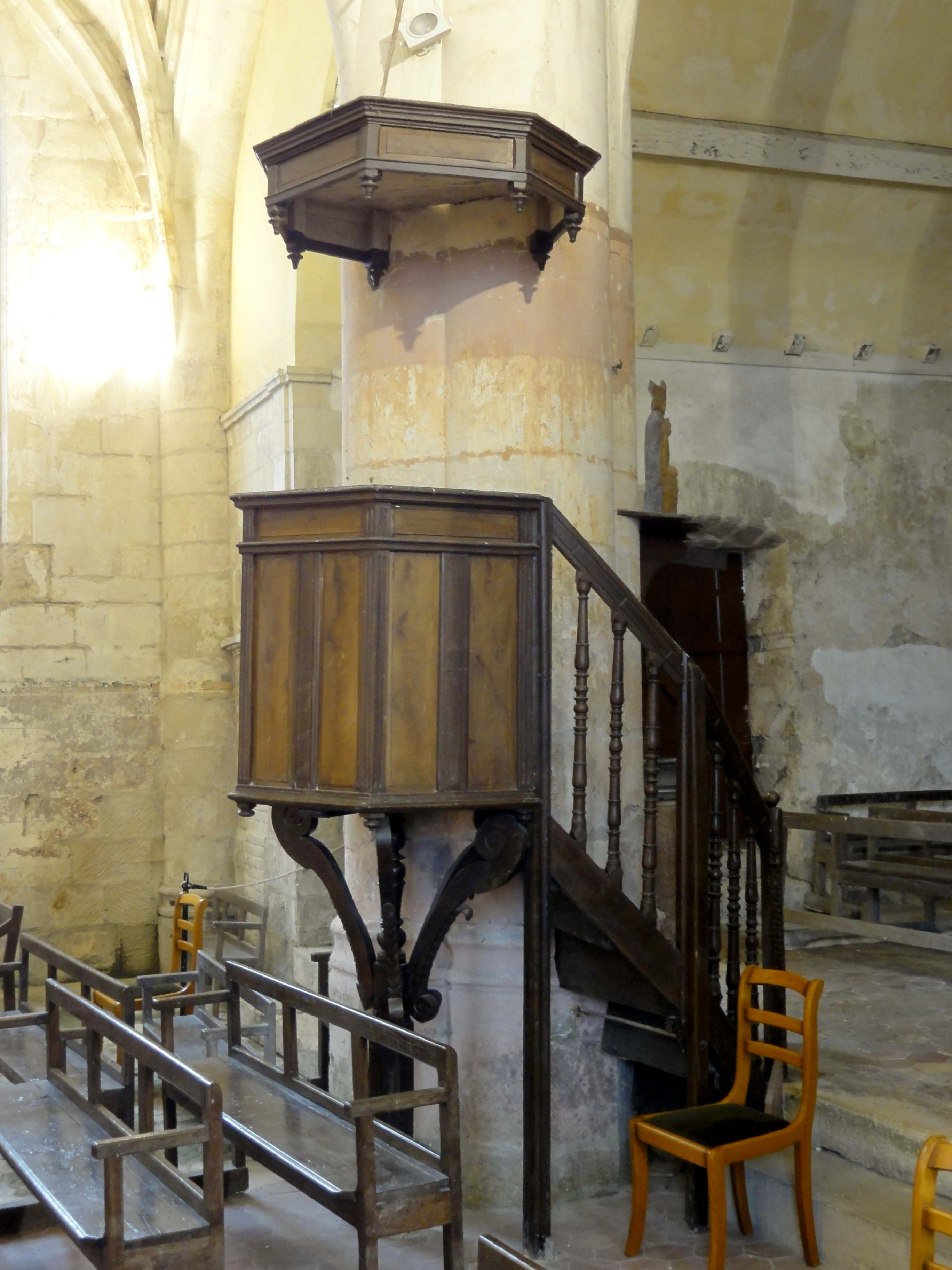
Chaire à prêcher.
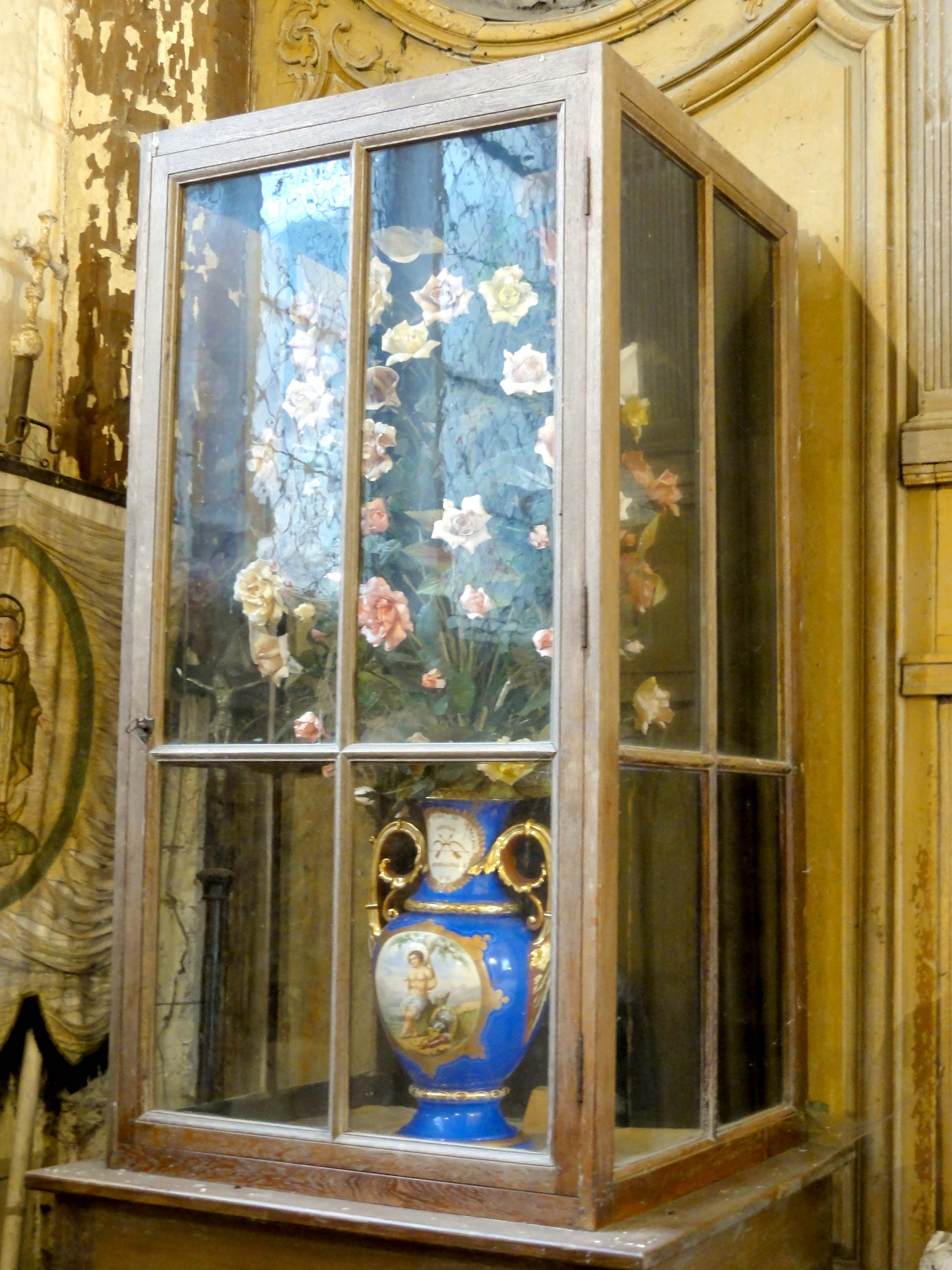
Bouquet provincial.
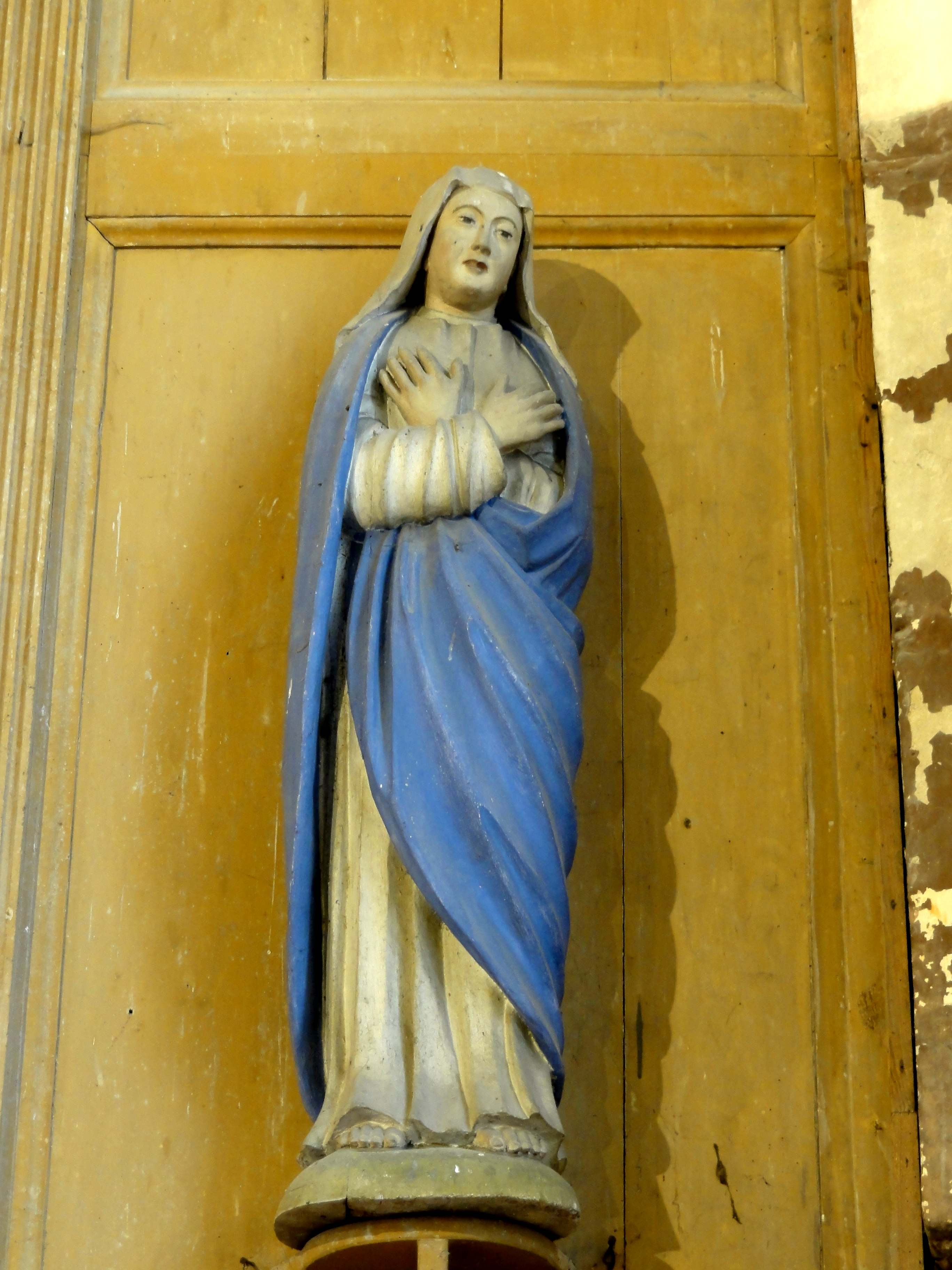
Vierge de douleur.
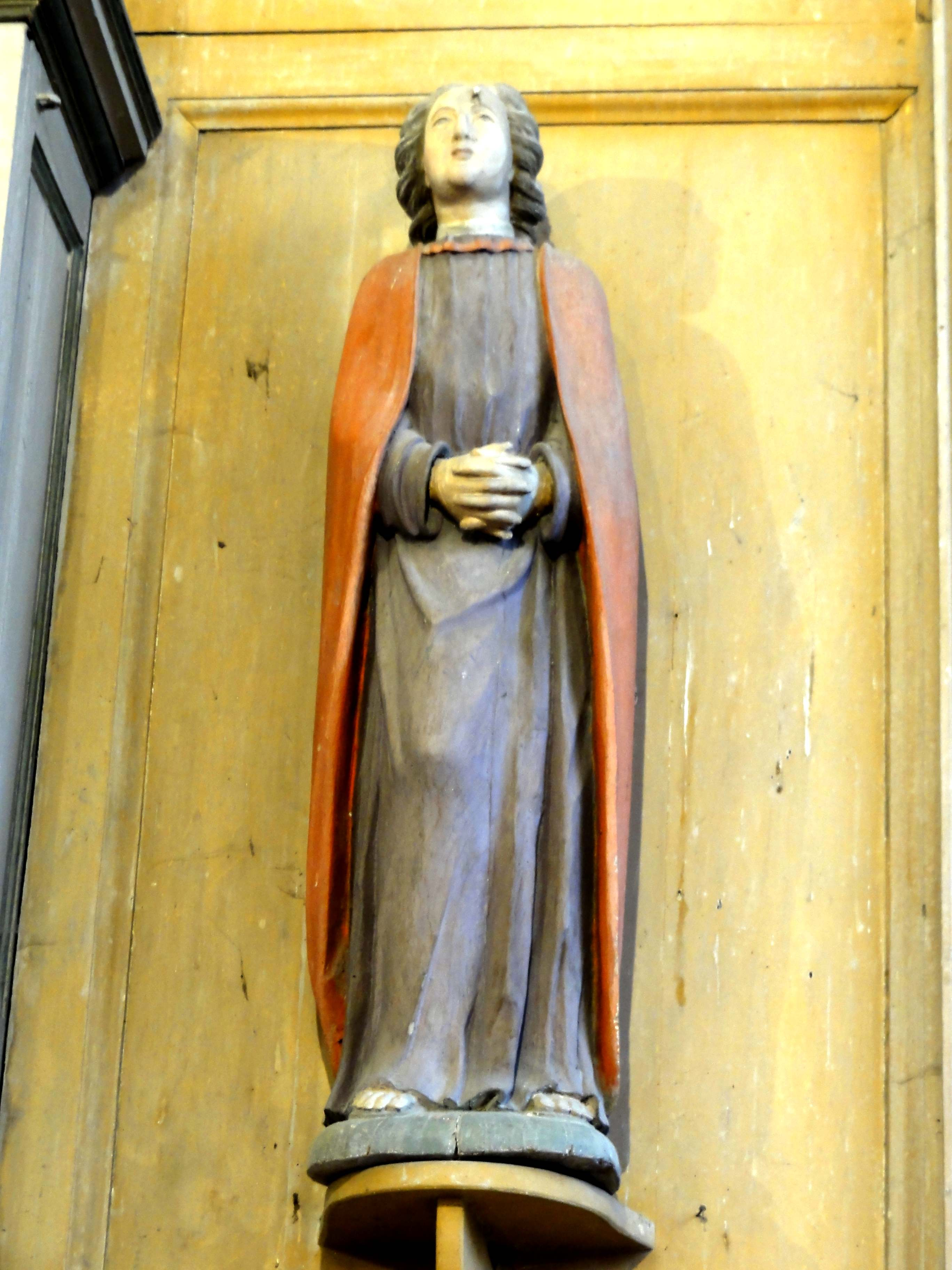
Saint Jean.